# 大韓民国

大韓民国
대한민국(大韓民國)

国の標語：弘益人間
国歌：애국가 (愛國歌)（韓国語）
愛国歌

1. 
2. 

（国璽）

大韓民国（だいかんみんこく、韓: 대한민국、英: Republic of Korea）、通称：韓国（かんこく、韓: 한국、英: South Korea）は、東アジアに位置する共和制国家。首都はソウル特別市。

## 概要
主要20か国(G20)、経済協力開発機構 (OECD)、開発援助委員会、主要債権国からなるパリクラブのメンバー。経済複雑性指標は世界4位。国際通貨基金における『先進国』である。2024年における国内総生産 (GDP) は世界12位、貿易輸出額は世界6位。主要産業はエレクトロニクス、IT、化学製品、自動車など。ハイテク製品を柱に、サムスン電子（スマートフォン・半導体世界最大手）、LGエレクトロニクス（家電世界最大手）、現代自動車（自動車世界シェア3位）等多数の世界的企業を輩出し、工業技術力指数は世界3位。近年はスマートフォンと先端半導体の開発で知られる。
2023年における韓国平均世帯所得は7,185万ウォン。世界銀行における『高所得国（一人当たりのGNIが1万4005ドル以上）』に分類される。2022年度の平均所得（月収）は364万ウォン、中央値は267万ウォン。企業規模による収入格差は、大企業591万ウォンに対し、中小企業286万ウォン。
主な社会問題として、世界2位の労働時間、出生率の低下、OECD内で最も高い自殺率、物価高や不動産バブルによる経済格差の拡大等が挙げられる。社会構造は、急激な経済成長（世界最貧国→先進経済国）がもたらした教養面における極端な世代間知的格差に特徴づけられる。
近年は教育に力を入れており、人間開発指数では『極めて高い』を記録。国連教育科学文化機構（UNESCO）によれば、2019年における19歳以上25歳未満の大学進学率は98.4％、大学院進学率は44％。
科学技術においては、欧州先進諸国に比肩する急速な成長がみられ、宇宙産業では国産ロケット開発に成功している世界10か国の一つであるほか、とりわけ情報通信、工学、臨床医学における世界的研究拠点である。文部科学省科学技術指標2024によれば、自然科学における論文数で世界8位、引用上位1割の論文数で世界9位である。特許取得数は世界4位。
憲法上は「朝鮮半島及び付属島嶼全域」の22万4000km2（日本の本州より少し小さい）を領土とするが、北緯38度以北は北朝鮮が実効支配している。森林と農地で国土の約81%を占め、平野部は少ない。首都ソウルへの一極集中の傾向が強く、2021年における都市圏人口は国民の50 %を超える2604万人である。

## 国名

### 正式名称
正式名称は、ハングル表記: 대한민국、漢字表記: 大韓民國。読みは、[ˈtɛ̝ːɦa̠nminɡuk̚] ( 音声ファイル) テハンミングク。略称は、한국（韓國、[ˈha̠(ː)nɡuk̚] ( 音声ファイル) ハングク）である。
1948年5月10日の総選挙で制憲国会が構成された後、同年6月23日に国号の採決が行われ、独促国民会が推す「大韓民国」が新国家の国号に決定した。大韓民国の国民は自国の国号を「大韓民国」、「韓国」などと呼び、自国を呼称する場合、よく「ウリナラ」（우리나라、[uɾina̠ɾa̠] ( 音声ファイル)、'我が国'の意）と呼ぶ。
ヨーロッパ諸語でのコリア（Korea）はマルコ・ポーロの『東方見聞録』における「高麗」（고려 [koɾjʌ]、コリョ）に由来する。現在、大韓民国の公式英語名はRepublic of Koreaと呼ばれる。一方で、略称としてSouth Koreaと表記されることも多い。

### 日本における呼称
日本語表記は、大韓民国。略称は、韓国。またかつての大韓帝国を韓国とも言った。
韓国の建国からしばらくの日本では、「韓国」のほかに「南朝鮮（）」「南鮮（）」などの呼称も一般的であった。1965年の日韓基本条約締結で国交が樹立されてからは「大韓民国（韓国）」の呼称も使用されるようになるが、メディアなどでは「南朝鮮・大韓民国」と二つ並べて呼称されることが多かった。1980年代半ば以降、「南朝鮮」「南鮮」の呼称は公式の場面でほとんど用いられない。また日本共産党では、南北が国際連合へ加盟するまで及びそれ以降数年間は、「どちらかが全体を代表するという響きがない」として用いていたことがあった。現在でも、朝鮮民主主義人民共和国（北朝鮮）政府を「朝鮮の合法な政府」として支持する者（朝鮮総聯など）や共産趣味の間では、南朝鮮または南鮮という呼称が使用される。
また、日本語で朝鮮半島を指す異称としては「高麗（こま、「狛」とも表記）」があり、かつて「こまひと（高麗人）」といえば朝鮮半島の人々の異称であった。

### 韓国と北朝鮮における「朝鮮」の呼称
北朝鮮政府は、自国や自民族の呼称として「朝鮮」を用いており、かつ韓国を主権国家として正式に承認していない。韓国と北朝鮮は、東西ドイツ基本条約を結んだかつての東西ドイツとは違い、条約に基づく相互国家承認をしていない。1991年の南北基本合意書に「相手方の体制を認定し尊重する」（第1条）との規定はあるが、合意書が批准を経たものでないため、法的拘束力を持っていない。このため、北朝鮮の人々は、韓国政府が実効支配している半島の南部地域を南朝鮮（、남조선（））と呼んでいる。韓国政府をアメリカ合衆国の傀儡政権と見なして、「南朝鮮傀儡」と表記することもしばしばである。また、中華人民共和国でも韓国との国交樹立前に教育を受けた世代に南朝鮮の呼称が通じやすい。ただし北朝鮮政府は2023年7月頃より公式声明の場で大韓民国という名称を使用し始めている他、同年8月27日には北朝鮮最高指導者（朝鮮労働党総書記・国務委員長）の金正恩が演説で大韓民国という言葉を使用し、2024年1月には金正恩の妹で朝鮮労働党副部長の金与正が尹錫悦の肩書を大統領と正式名称で呼称したことで、北朝鮮が韓国を事実上、国家として承認したという見方もある。
大韓民国建国まで、韓国政府の実効支配区域（38度線以南の朝鮮）に居住する朝鮮民族の間でも、自国や自民族の呼称として「朝鮮」を用いていた。しかし、韓国と北朝鮮は、1948年の両者の建国以来、「朝鮮の合法な政府」としての地位をめぐって対立しており、1950年には朝鮮戦争によって甚大な被害を受けている。このため韓国の人々は、大韓民国建国以降は、敵対する北朝鮮が半島全土の呼称として「朝鮮」を用いていることや、韓国を「南朝鮮」と呼称していることにより、「朝鮮」という表現を避ける傾向が強い。
現代は韓国人が「朝鮮民族」「朝鮮語」などの言葉を日常で使うことはほとんどなく、「韓民族」「韓国語」という表現が主流となっている。また、朝鮮半島を「韓半島」、朝鮮戦争を「6.25戦争」または「韓国戦争」などと呼称するのが一般的となっている。朝鮮の南北についても「北韓（）・南韓（）」と呼んでいる。さらに、朝鮮人参も「高麗人参」という。
ただし、ごく一部の民族民主（NL）系人士が自国のことを「南朝鮮」と呼んでいるほか、ホテル名や学校名、朝鮮日報のような大韓民国成立以前から存在する組織など、ごく少数の固有名詞では、あえて歴史的な事実を尊重して、歴史的感覚から「高麗」「新羅」と同様に「朝鮮」を使用している場合もある。

## 歴史

### 大韓民国臨時政府
韓国の憲法で大韓民国が日本統治時期に起きた三・一運動の影響で樹立された大韓民国臨時政府を継承したと出ている。憲法憲法草案者であるユ・ジンオまた憲法を制定して樹立する政府がシミヨンに三千万の民意によって樹立した大韓民国臨時政府を継承して再建するものと明らかにし、大韓民国政府が大韓民国臨時政府の建国史的正統性の上で成立したことを明らかにした。彼らは日本の朝鮮併合と植民統治を否定し、朝鮮の独立と民主共和国設立のために活動した。臨時政府の初代大統領は李承晩だった。
第二次世界大戦の勃発で日本と連合国が敵対するようになると、連合国の首脳は1943年に発表したカイロ宣言の中で大戦後の朝鮮に「自由且独立ノモノタラシムル」ことを宣言した。1945年2月、ヤルタ協定にて連合国首脳は戦後朝鮮をアメリカ・イギリス・中華民国・ソ連の4か国による信託統治下に置くことを決定、ヤルタ会談と米軍との秘密協定に基づいてソ連軍は8月9日の対日参戦後速やかに朝鮮半島へ侵攻を開始した。1945年8月15日、日本がポツダム宣言の受託を宣言したことで朝鮮の離脱が決定的となった。
朝鮮は北緯38度以北（北朝鮮）をソ連軍に、以南（南朝鮮）をアメリカ軍にそれぞれ占領された。アメリカ軍司令部は9月7日に朝鮮における軍政（占領統治）実施を宣言し、独立運動家らが自発的に樹立した朝鮮人民共和国や大韓民国臨時政府の政府承認を否定した。

### 大韓民国政府成立
9月9日、アメリカ軍は降伏文書の署名を受け、南朝鮮では新設された在朝鮮アメリカ陸軍司令部軍政庁が統治機構を一部復活させて直接統治を実施した。アメリカ軍軍政下の朝鮮半島南部には幾つかの政治勢力が存在した。このうち、李承晩を中心とする右派のグループはアメリカともっとも近い関係にあった。しかし、李承晩はアメリカ本国との直接のパイプを見せながらアメリカ軍軍政に対して接したため、軍政の当局からは厄介な存在として扱われていた。ただ李承晩には長年本国を離れていたため国内に組織的な支持勢力を持っていないという弱点もあった。右派の政治勢力には李承晩のグループとともに大韓民国臨時政府の中心となっていた金九のグループがあった。さらに右派には宋鎮禹や金性洙など韓国民主党（韓民党）を結成した政治勢力がおり、韓民党は財政的基盤では他よりも優位にあった。一方、左派の政治勢力には朴憲永のグループがあった（朴憲永はのちに北朝鮮へ越北）。このほか呂運亨を中心とする中道左派のグループや金奎植を中心とする中道右派のグループが存在した。
第二次世界大戦後の朝鮮半島南部では左右対立が激しく、無償農地改革を主張していた左派勢力のほうが優勢だった。しかしソ連が提案した朝鮮半島の国際信託統治案をめぐって左派が「賛託」と呼ばれる賛成派につき、右派が「反託」と呼ばれる反対派についたことを契機に状況は変化した。連合国は1945年12月のモスクワ三国外相会議にて朝鮮半島の信託統治を協定し、翌1946年1月から京城府で信託統治実施に向けた米ソ共同委員会を開催した。しかし、共同委員会は信託統治受け入れに反対する李承晩、金九ら大韓民国臨時政府系の右派の扱いをめぐって紛糾し、米ソ対立から1947年7月に決裂した。
アメリカは朝鮮問題を国際連合に持ち込み、国連は1947年11月14日に国連監視下で南北朝鮮総選挙と統一政府樹立を行うことを決定した。翌1948年1月に国連は国連朝鮮委員団（UNTCOK）を朝鮮へ派遣し、総選挙実施の可能性調査を行った。ソ連がUNTCOKの入北を拒否したため、アメリカ主導の国連は2月26日にUNTCOKが活動可能な南朝鮮単独での総選挙の実施を決定、金九、金奎植ら大韓民国臨時政府重鎮や北朝鮮人民委員会による南部単独での総選挙反対を押し切って5月10日に南部単独総選挙を実施した。
アメリカ軍軍政は、李承晩や金九を絶対的に支持していたわけではなく、中道派を軸に左右の勢力を取り込んだ政権を実現しようとしたが挫折（左右合作運動）。結局、李承晩と韓民党の連携による政権樹立が目指された。憲法案では大統領制を採用するか内閣責任制を採用するかが争点となり、強大な権力を理想とする李承晩や金九は大統領制を主張したのに対し、議会に基盤を置いていた韓民党は内閣責任制を主張した。制憲憲法はその折衷案として大統領を国会議員の間接選挙により選出する大統領間接選挙制を採用した。選挙によって成立した制憲議会は7月12日に制憲憲法を制定、7月20日には李承晩を大韓民国大統領に選出して独立国家としての準備を性急に進めた。この制憲憲法には進歩的な条文も含まれていたが、自由に関しては法律での制限を広範に認める内容で、国内の多くの政治勢力の意向を汲んだ妥協点が反映されたものだった。
3年後の1948年8月15日、李承晩が大韓民国政府樹立を宣言。同日独立祝賀会が行われ、実効支配地域を北緯38度線以南の朝鮮半島のみとしたまま大韓民国が独立国家となった。

#### 国旗の由来

韓国国旗

遡る1948年7月12日に韓国の独立準備をしていた大韓民国制憲議会が韓国の国旗を「太極旗」とすることを決定し、李氏朝鮮の旧国旗に由来する旗の名称は正式に「太極旗」となった。以降、韓国の国旗は「太極旗」であると、「国旗製作法」（1949年- 2007年）及び「大韓民国国旗法」（2007年 -）で明記されている。
白地が国土を、円が国民を、四つの四角い記号が政府を意味する。白は平和の精神、中央の円は太極といって宇宙を表していて、青は陰を、赤は陽を示し、陰陽が一つとなって万物を創造することを表している
記号は易の掛で、乾☰・ 坤☷と坎☵・離☲が一対になって万物の対立と均衡を示している。
南朝鮮単独で大韓民国が建国された翌月の1948年9月9日、大韓民国の実効支配が及ばなかった残余の朝鮮半島北部は金日成主席の下で朝鮮民主主義人民共和国（北朝鮮）として独立した。
双方に政権ができてからも南北分断回避を主張する南北協商論は強く、金九や金奎植は平壌で金日成と会談したが、決裂した（南北連席会議）。南北間には隔たりがあり、金日成はこの会議を朝鮮半島全体の指導者として印象づけるために利用したという評価もある。
1948年の時点では、南北の分断はまだ強固で強靱に制度化されたものとはみられていなかったが、冷戦を背景に南北で非常に対照的な憲法が制定されたことで、南北の分断は次第に固定化された。互いに朝鮮半島全土を領土であると主張する分断国家はそれぞれの朝鮮統一論を掲げ、朝鮮民主主義人民共和国の金日成首相は建国翌日の9月10日に最高人民会議の演説で「国土完整」を訴え、他方大韓民国（南朝鮮）の李承晩大統領は軍事力の行使をも視野に入れた「北進統一」を唱えた。
1949年5月18日、韓国政府は統一派議員の逮捕を開始。同年6月29日には金九が暗殺される事件が発生した。
互いを併吞しようとする両政府は1950年6月25日に勃発した朝鮮戦争によって、実際に干戈を交えることになる。

### 朝鮮戦争
1950年6月25日、朝鮮人民軍（北朝鮮軍）は韓国との境界であった北緯38度線を越えて南下を開始し、朝鮮戦争（韓国動乱）が勃発した。そのころ、弱体である韓国軍は敗退を重ね、洛東江以東の釜山周辺にまで追い詰められた。北朝鮮の侵攻に対して国連安保理は非難決議を上げ、アメリカを中心とする西側諸国は国連軍を結成して韓国軍とともに後退戦を戦っていたが、仁川上陸作戦により北朝鮮軍の戦線を崩壊させ、反攻に転換した。
韓国軍・国連軍は敗走する北朝鮮軍を追って鴨緑江近辺にまで侵攻した。これに対し中国が義勇軍を派遣して北朝鮮の支援を開始、韓国軍・国連軍を南に押し戻し、一時再びソウルを占領した。その後、北緯38度線付近で南北の両軍は膠着状態になり、戦争で疲弊したアメリカと北朝鮮は1951年7月10日から休戦合意を巡る協議を開始した。2年間にわたる戦協議の末、1953年7月27日の朝鮮戦争休戦協定締結をもって大規模な戦闘は停止した。ただし、韓国政府は休戦協定に署名しておらず、戦争自体も協定上は停戦状態のままとなっている。この戦争により、朝鮮半島のほとんど全域が戦場となり、インフラや文化財の焼失、戦闘での死者のみならず、保導連盟事件や済州島四・三事件の例にあるように双方とも敵の協力者と見なした一般市民の大量処刑を行うなど、物的、人的被害が著しく、国土は荒廃した。また、38度線が引かれたことにより朝鮮半島の分断が確定的となり、朝鮮統一問題が南北朝鮮の最重要課題となっている。

### 李承晩時代

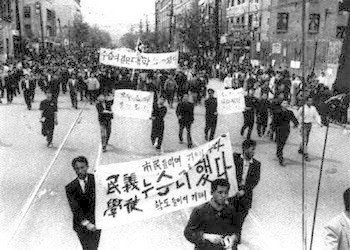
李承晩の独裁を糾弾する市民

1948年に韓国の初代大統領に就任した李承晩は、日本から戦争賠償金を獲得するために「対日戦勝国（連合国の一員）」としての地位を認定するよう国際社会に要求したが、連合国からは最終的に認定を拒否され、1951年の日本国との平和条約を締結することができなかった。そのため、李承晩は李承晩ラインの設置（1952年）や竹島の占拠（1953年）によって武力で日本の主権を奪う政策に出た。一方、国内では朝鮮戦争という危機的状況下でも権力を維持し、戦争中に釜山へ移転していた政府を休戦後に再びソウルへ戻すことができた。朝鮮戦争後、李承晩は政敵の排除（進歩党事件など）や反政府運動に対する厳しい弾圧とともに、権威主義的体制を固めていった。しかし、経済政策の失敗で韓国は最貧国の一員に留まっており、権威主義的な施策もあって人気は低迷していった。そのため、不正な憲法改正や選挙など法を捻じ曲げての権力の維持を図ろうとしたものの、1960年4月19日の学生デモを契機として政権は崩壊し（四月革命）、李承晩はハワイへ亡命した。
1950年代末には米国系多国籍企業が進出し始め、その後の60年代後半には日本系多国籍企業も加わり、70年代にはこれら直接投資が石油関連化学工業と機械工業に集中して増加し経済成長する。

### 朴正煕時代

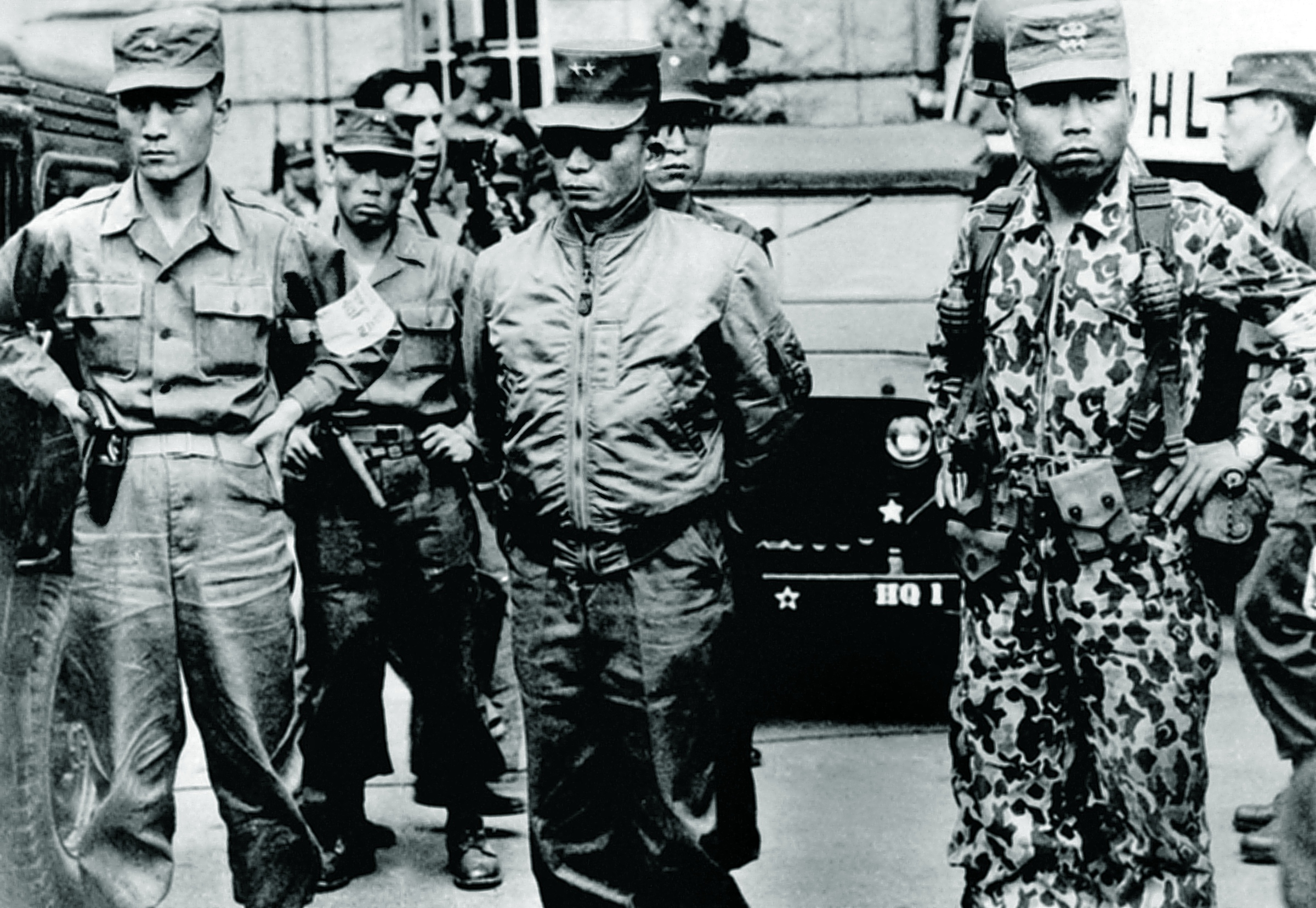
1961年5.16軍事革命当時の朴正煕.

李承晩の失脚後、張勉内閣の下、政治的自由化が急速に進展したが学生を中心とした北への合流を目指した南北統一運動が盛り上がりを見せるに至り、危機感を抱いた朴正煕少将をはじめとした軍の一部が1961年5月16日にクーデターを決行し、国家再建最高会議 が権力を掌握した。第三共和国憲法の承認後、朴正煕は1963年10月に第5代大統領に当選 した。1963年12月5·16軍事政変を主導した朴正煕らによって第3共和国が樹立された。1960年代の開発独裁の一環として政府は軽工業中心の輸出主導型発展とベトナム戦争派兵などを通じた外貨獲得で経済発展を実行した。1970年代には重化学工業と電子産業を集中的に育成した。しかし、都市と農村の所得格差、低賃金労働と貧富格差のような問題も残した。
朴正熙は1969年の憲法改正で、大統領の3選を可能とした（3選改憲）。3選目に挑んだ1971年の大統領選挙で野党候補の金大中に約95万票差まで追い上げを受け、さらに直後の総選挙で野党が国会の1/3を超える議席を獲得したことで、朴正熙は不安を感じた。その対応として1972年に7·4南北共同声明を発表する一方、政権の合法的延長が難しくなったと判断してその3か月後の10月17日、非常戒厳令を発して11月に憲法を改正（第四共和国）、大統領の直接選挙を廃止して、自らの永久政権化を目指した。これによって、大統領の任期を6年再任制に修正したうえ、国会議員を大統領に任命できる法案まで可決させるなど、大統領の権限を非正常に拡大させた。この変更は「統一を準備する」という名目でおこなわれ、維新体制と呼ばれた。これに対して、労働運動界、学生勢力が民主化を求めるが、政府は相次ぐ緊急措置を通じて抑制した。しかし、民主化運動勢力と労働運動家の反発は続いた。米国が韓国の「人権侵害」を批判し始めると、韓米間に外交摩擦が起きた。第2次オイルショックまで経験し、経済危機と内部混乱が大きく加重した。維新体制の時期には、反対派に対する激しい弾圧（金大中事件や民青学連事件など）により政治的自由が著しく狭まったが、1979年10月26日、側近の中央情報部長により朴正煕は暗殺された。
朴正煕時代は強権政治の下、朝鮮戦争以来低迷していた経済の再建を重視した。一方で朴政権は人材登用や産業投資に際し、自身の出身地である慶尚道を優遇し、全羅道に対しては冷遇をしたため、慶尚道と全羅道の地域対立、差別の問題が深刻になった。この問題は今に至るまで解決していない。

### 全斗煥・盧泰愚時代

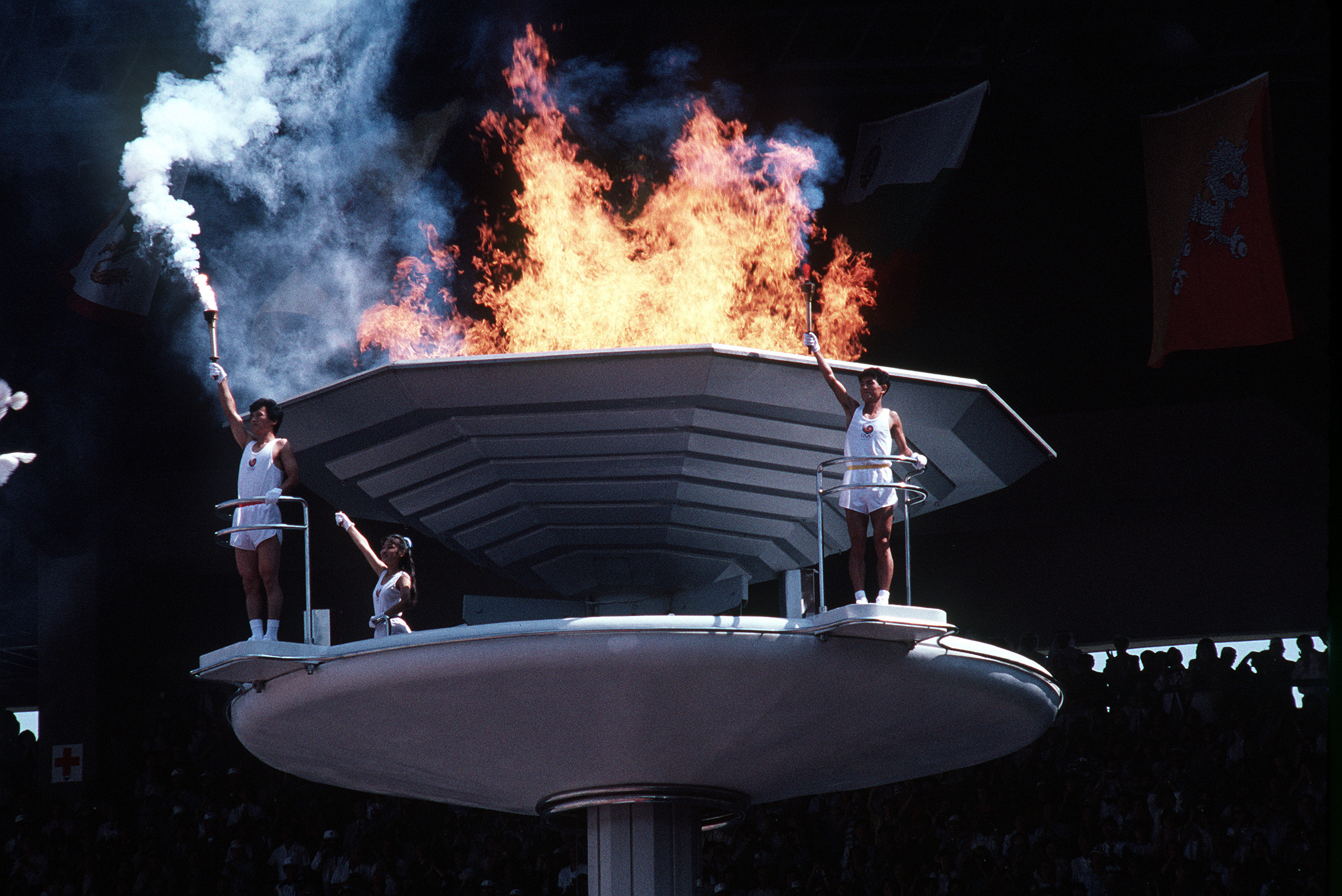
1988年ソウルオリンピック

朴正煕の暗殺により、急速に規制が解かれた韓国の政治はソウルの春と呼ばれる民主化の兆しを見せたが、1979年12月12日より始まった粛軍クーデターにより、全斗煥陸軍少将をはじめとした「新軍部」が軍を掌握した。新軍部の権力奪取の動きに対して反対運動が各地で発生したが、80年5月17日に非常戒厳令拡大措置が発令され、政治活動の禁止と野党政治家の一斉逮捕が行われた。5月18日、光州では戒厳軍と学生のデモ隊の衝突が起こり、これをきっかけに市民が武装蜂起したが、5月27日、全羅南道道庁に立てこもる市民軍は戒厳軍により武力鎮圧された（光州事件）。新軍部は朴正煕暗殺後に大統領の職を引き継いでいた崔圭夏を8月16日に辞任させ、全斗煥が大統領に就任し、憲法を改正。翌81年2月25日に行われた選挙により全斗煥が大統領に選出された。1987年、大統領の直接選挙を求める6月民主抗争が起こり、与党の盧泰愚大統領候補による6.29民主化宣言が引き出されたため、大統領直接選挙を目指した改憲が約束された。しかしながら、12月に行われた大統領選挙では、野党側の有力な候補が金泳三、金大中に分裂したために、全斗煥の後継者である盧泰愚が大統領に当選し、軍出身者の政権が続くこととなった。全斗煥、盧泰愚の時代は、軍政に反対する民主化運動とそれに対する弾圧の激しい時代であったが、朴正熙時代から引き続いた高度な経済成長と、1988年ソウルオリンピックの成功、中華人民共和国やソビエト連邦（1990年9月30日）との国交樹立、国際連合への南北同時加盟などにより新興工業経済国として韓国の国際的認知度の上がった時代でもあった。

### 文民政権登場以後

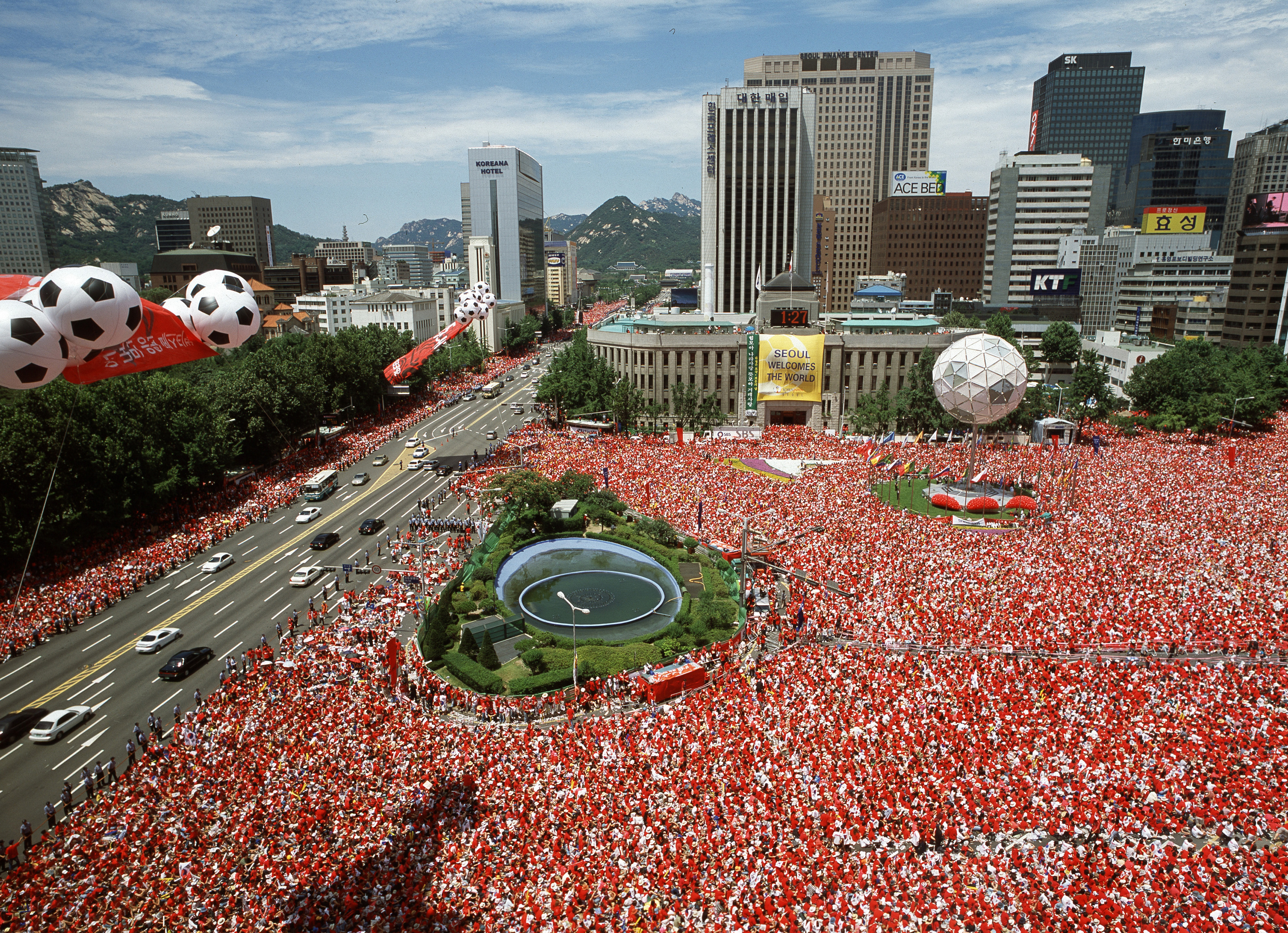
2002年日韓ワールドカップ.

1990年、金泳三が率いる統一民主党が金鍾泌の率いる新民主共和党とともに盧泰愚政権の与党である民主正義党と合同（「三党合同」）し、巨大与党である民主自由党が発足した。金泳三は1992年の大統領選挙に民主自由党の候補として出馬し当選した。金泳三は久しぶりに軍出身者でない文民の大統領であったが、旧軍事政権と協力したために実現したものだった。しかしながら、金泳三政権時代に、全斗煥、盧泰愚元大統領らに対する軍事政権下の不正追及が開始された。1997年の大統領選挙では、長年にわたって反軍政・民主化運動に関わってきた金大中が大統領に当選した。金大中政権において民主化・自由化は本格化し、国家安全企画部の国家情報院（国情院）への改組、民主労総の合法化などが行われた。民主労総を支持基盤とした民主労働党が結成され、のちに国政進出を果たした。対北朝鮮政策も「太陽政策」のもと2000年6月に南北首脳会談を実現させ、分断された鉄道の連結や経済協力など南北融和が進み、近い将来の統一の期待を膨らませた。金大中は日本文化の開放も進め、日韓ワールドカップの共催を頂点に日韓の友好ムードは高まった。2002年の大統領選挙で当選した盧武鉉は支持基盤的に金大中の後継であり、政策も引き継いだ。

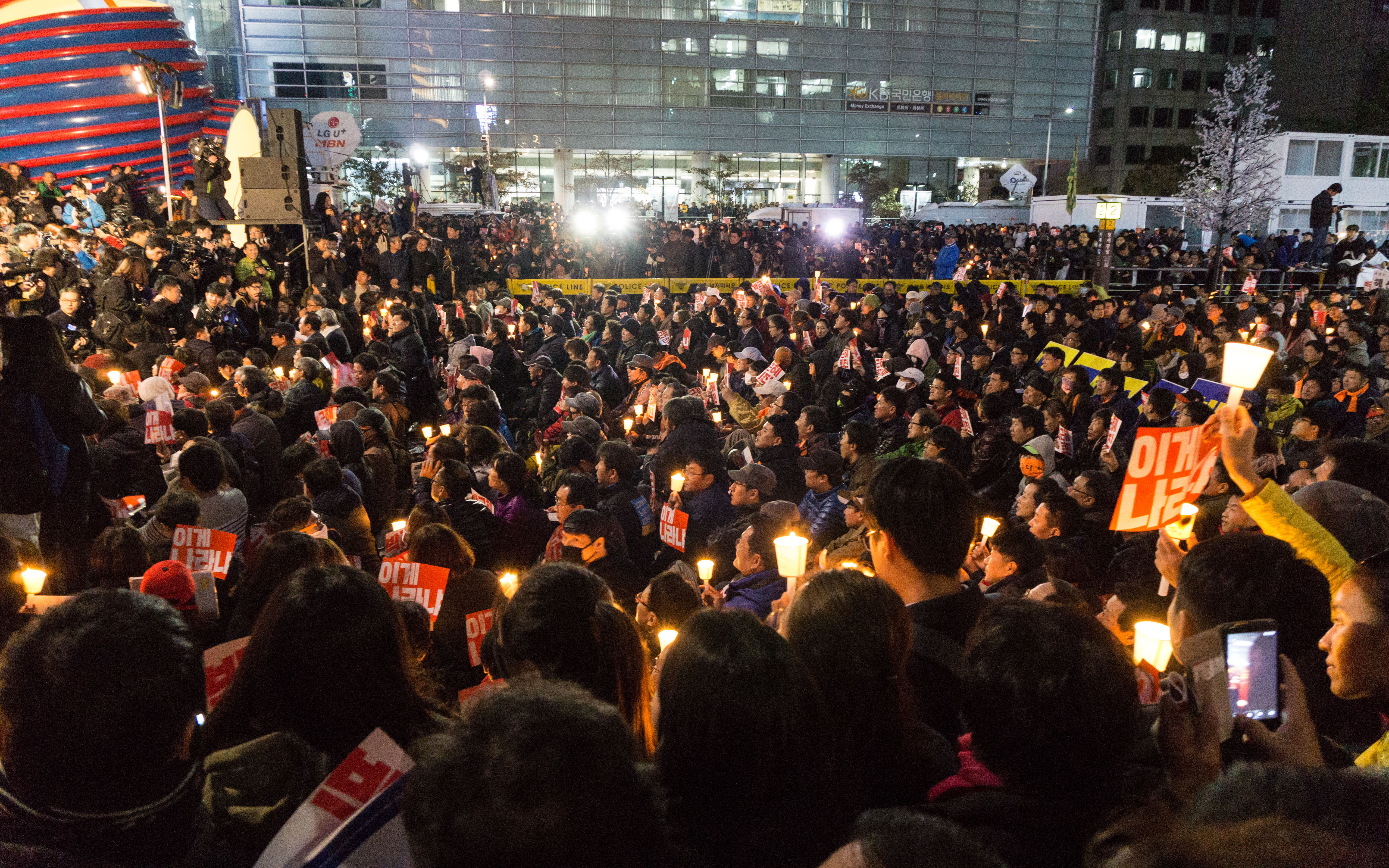
朴槿恵大統領退陣運動

2007年大統領選挙に当選した李明博、2012年大統領選挙に当選した朴槿恵により、再び政権は慶尚道系保守勢力へ戻り、各種政策も揺り戻しが起こっているが、民主的政体は大韓民国においてもはや定着していると言える。2017年3月には民主化以降初めての大統領弾劾が成立して朴槿恵が失脚。5月の大統領選挙に文在寅が当選し、再び革新系に政権が戻った。
2022年大韓民国大統領選挙では、尹錫悦が当選した。
2024年12月3日、尹錫悦政権は野党を反国家勢力とみなして非常戒厳を布告した。これは反国家勢力とされた野党に対して全ての集会やデモを禁じるものであり、布告から約2時間半で無効化されその後解除されたものの、大韓民国での戒厳令の布告は45年ぶりとなる。12月14日、尹大統領の弾劾議案が大韓民国の国会で可決された。尹大統領の職務は停止された。12月27日、大統領権限代行であった韓悳洙国務総理の弾劾議案も国会で可決されたため、韓国務総理の職務も停止された。
2025年1月15日、高位公職者犯罪捜査処と警察庁は大統領警護処側に尹大統領への拘束令状の執行への協力要請を行った。高捜庁と警察部隊は午前7時40分ごろ、大統領警護処側が設けたバリケードをハシゴで乗り越え、公邸敷地内に突入。午前10時半頃に内乱容疑で尹大統領への拘束令状を執行。韓国で現職大統領の逮捕は史上初となった。同年4月4日、憲法裁判所は尹大統領の罷免を8人の判事の全員一致で決定した。

### 年表

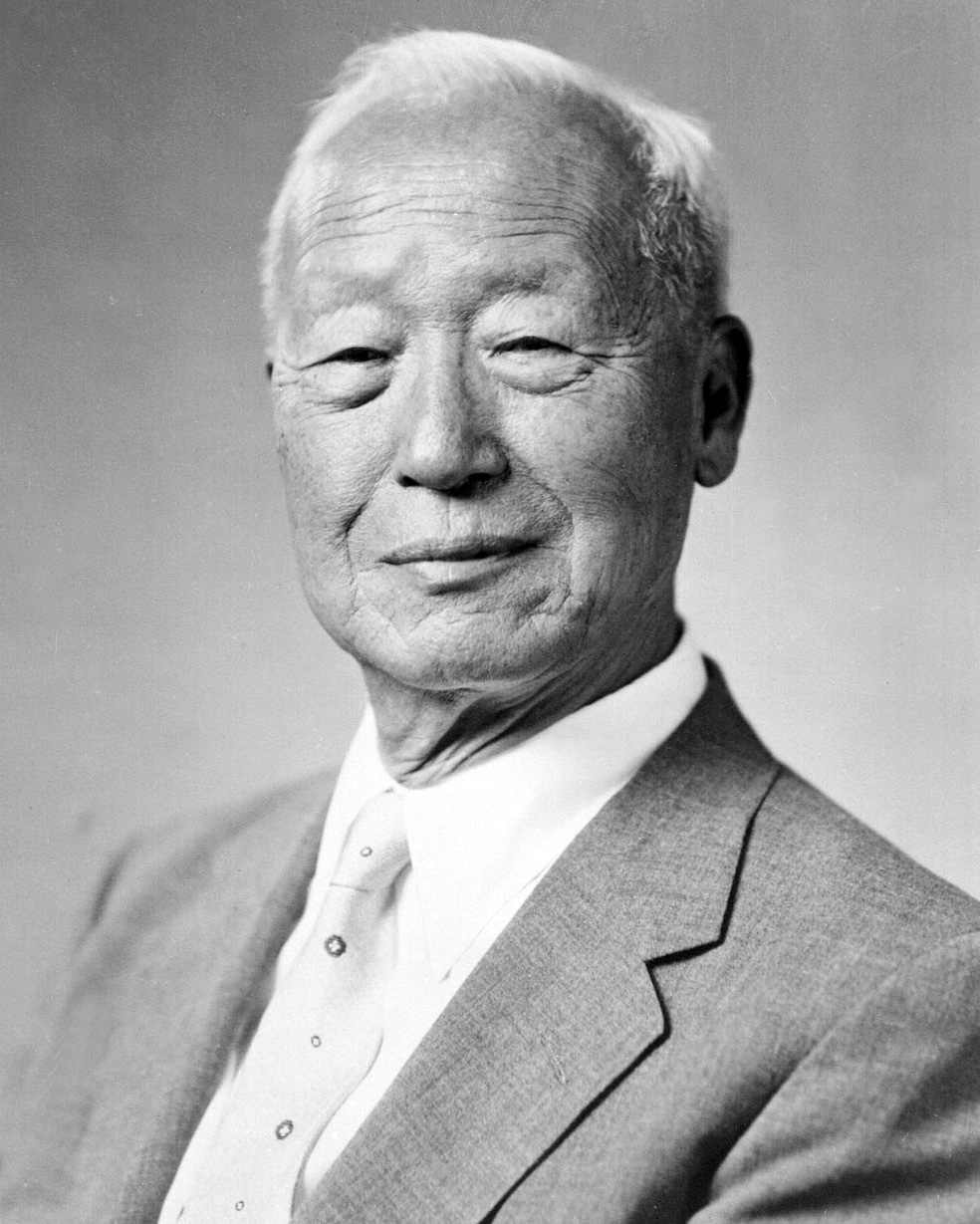
李承晩

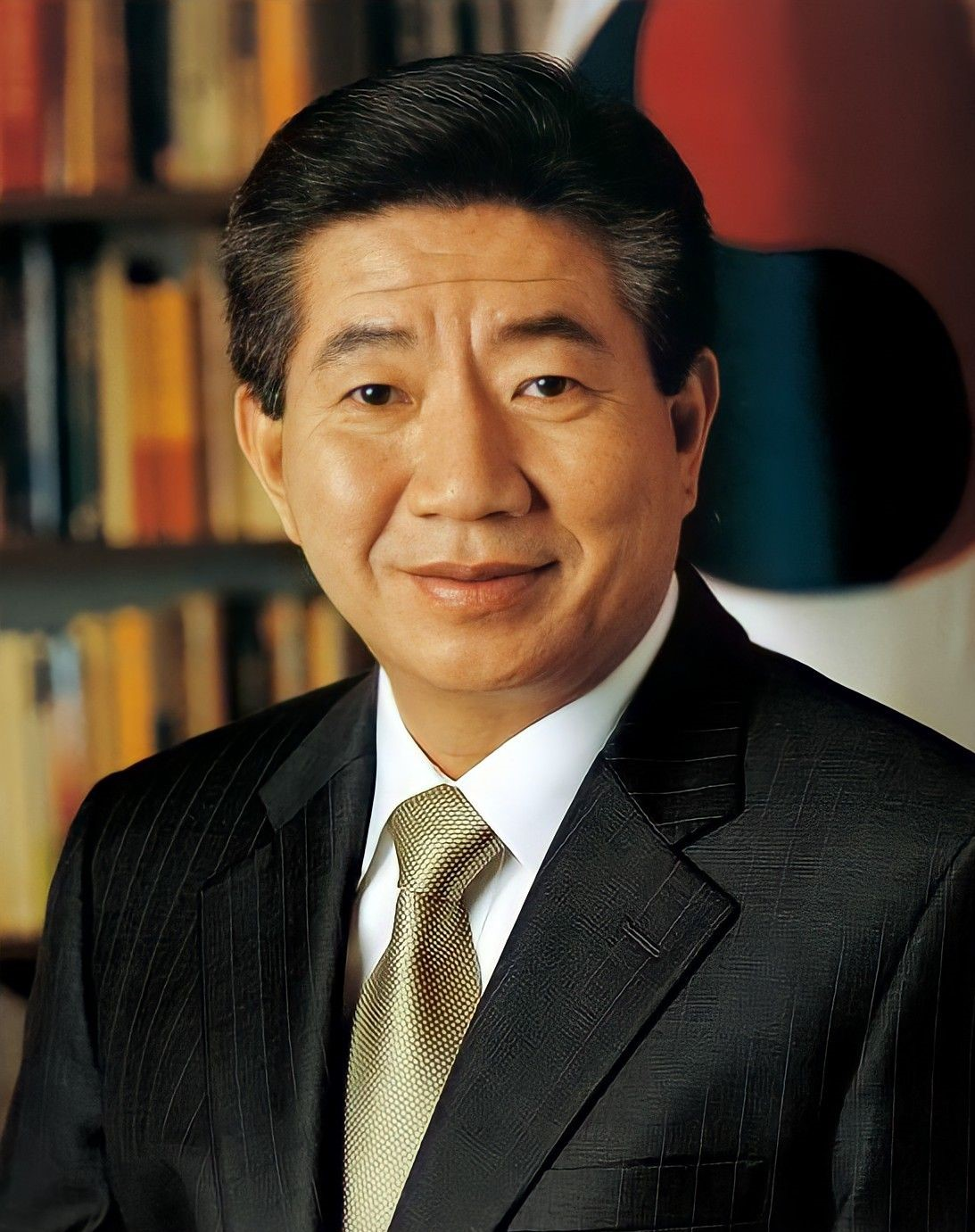
盧武鉉

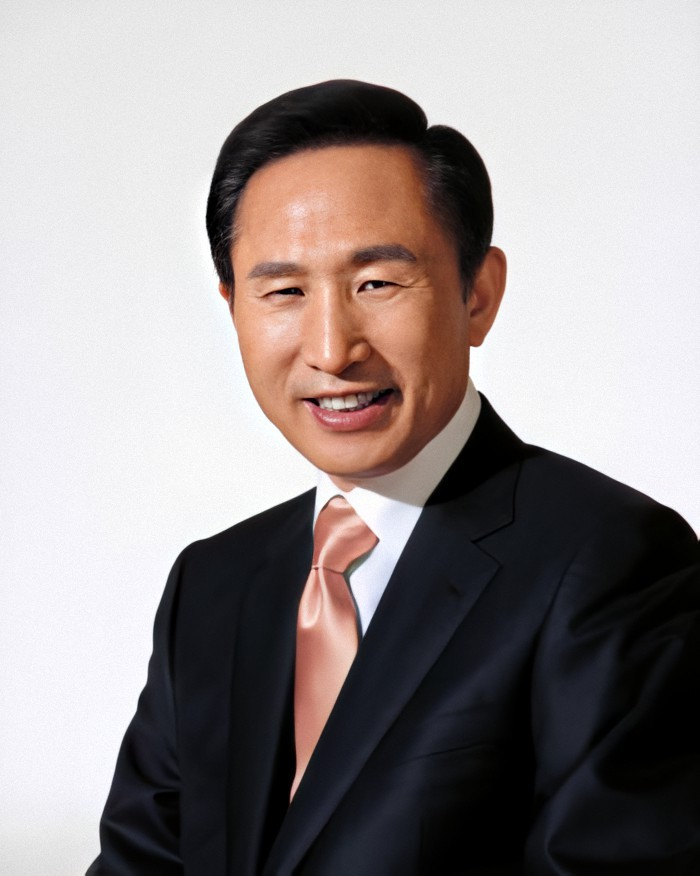
李明博

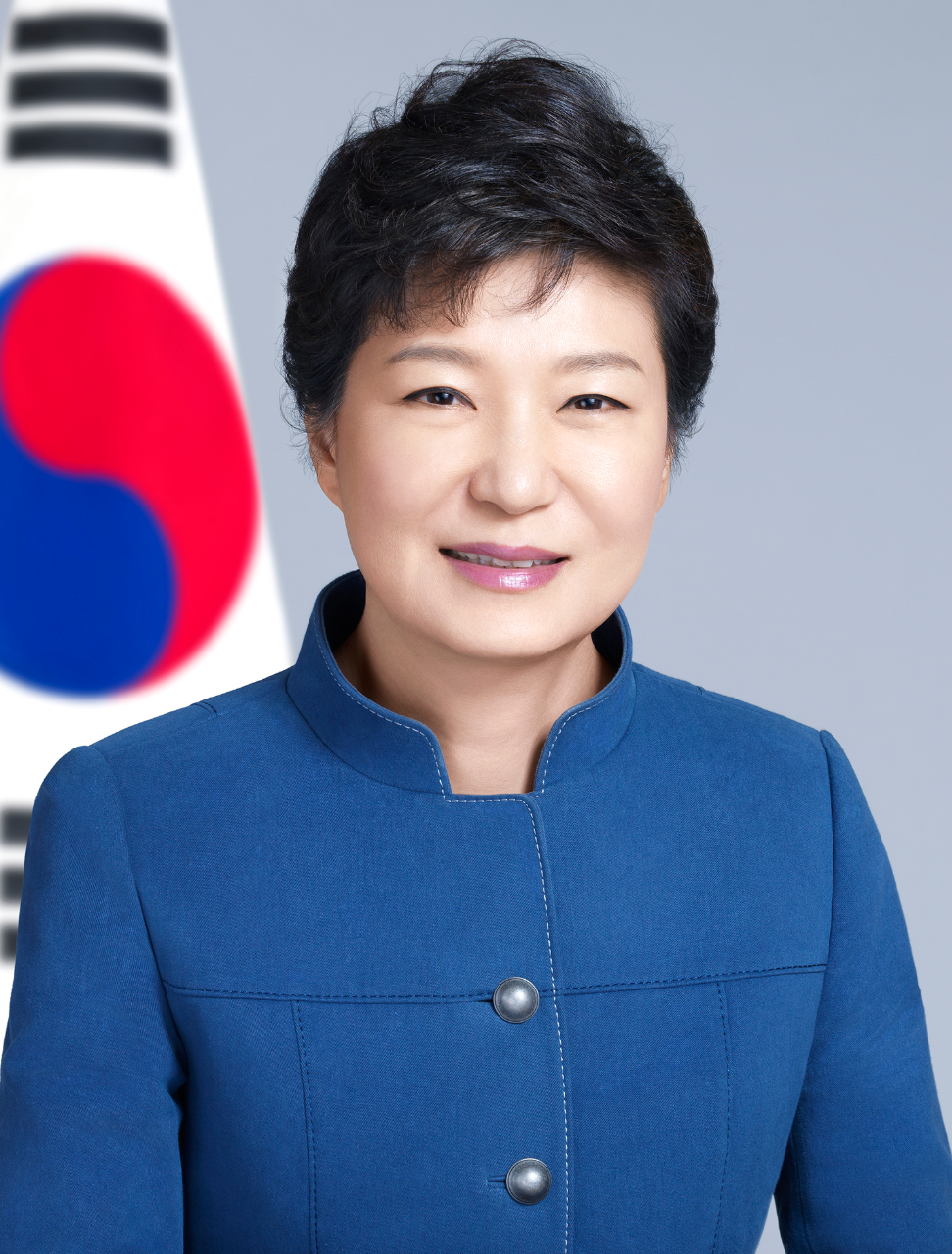
朴槿恵

大韓民国成立後の歴史は、憲法（大韓民国憲法）による政体の相違によって、七つの時代に区分される。
1945年 - 1948年：アメリカ軍政庁期（連合軍軍政期、非独立）
1948年：済州島4・3事件。
1948年5月10日：南朝鮮単独での初代総選挙が実施される。
1948年7月12日：大韓民国憲法が制定され、7月17日に公布される。
1948年 - 1960年：第一共和国期
1948年8月15日：第二次世界大戦後の米ソ冷戦の中、アメリカの支援により大韓民国が建国、9月9日にソ連の支援により朝鮮民主主義人民共和国（北朝鮮）が建国される。
1948年：済州島4・3事件継続。
1948年：麗水・順天事件。
1948年5月14日：瑞穂丸拿捕事件。韓国による日本漁船拿捕、民間人虐待。
1949年：聞慶虐殺事件。
1949年：対馬領有宣言。
1950年1月12日：アメリカ合衆国国務長官、ディーン・アチソンが「アチソンライン」を表明。
1950年6月25日：朝鮮戦争。北朝鮮の先制攻撃による朝鮮半島の主権をめぐる紛争。
1950年6月27日：保導連盟事件。李承晩大統領による韓国民大量虐殺。犠牲者は20万人から120万人と推定。
1952年1月18日：李承晩ラインの設定。この海域設定により、竹島を取り込む。海域内での韓国籍漁船以外の漁業を禁止し、違反漁船は拿捕、接収、銃撃、殺害などの被害に遭った（おもに日本国籍）。
1952年2月12日：アメリカが韓国に対し李承晩ラインを認めないと通告するも、韓国はこれを無視。
1953年：竹島近海の日本巡視船への銃撃開始。
1953年2月4日：第一大邦丸事件。韓国海軍が日本漁船を銃撃後、民間人を虐待・殺害。
1953年7月27日：朝鮮戦争休戦協定。国連軍と中朝連合軍間で署名。終戦でなく停戦であり、名目上は現在も戦時中。
1953年10月1日：米韓相互防衛条約。米韓同盟が結ばれる。
1954年：韓国沿岸警備隊竹島派遣公表。
1955年8月18日：日本との経済関係断絶。
1959年12月4日：新潟日赤センター爆破未遂事件。
1960年4月27日：四月革命によって李承晩初代大統領が失脚し、第二共和国が始まる。
1960年 - 1961年：第二共和国期
朴正煕少将による5・16軍事クーデターによって国家再建最高会議が設置される。
1961年 - 1963年：国家再建最高会議（軍政）期
朴正煕が軍職を辞して大統領となり、第三共和国が始まる。
1963年 - 1972年：第三共和国期
1964年 - 1973年：ベトナムに出兵。韓国軍によるベトナム人に対する大虐殺・慰安婦・ライダイハン問題が生じる。虐殺現場100か所以上、犠牲者数最大3万人との調査結果もあり、強姦・売春婦強制妊娠の犠牲者は最小1500人から最大3万人と推定されている。
1952年 - 1965年：韓国による日本漁船拿捕328隻、日本人漁民抑留3929人、死傷44人（1968年の『日韓漁業対策運動史』より）。抑留者は大虐待を強いられる。海上保安庁巡視船に向けた銃撃などの事件は15件で、16隻が攻撃された。
1965年1月：竹島密約。
1965年6月22日：日韓基本条約締結。同日「日韓請求権並びに経済協力協定」「文化財及び文化協力に関する日本国と大韓民国との間の協定」なども結ばれる。これらにより、日韓国交樹立、日本の韓国に対する経済協力、両国間の請求権の完全かつ最終的な解決（韓国の対日請求権放棄含む）、日韓関係正常化などで合意。日本は韓国に対し無償3億ドル、有償2億ドル、および民間融資3億ドル以上、計約11億ドルの経済協力支援を行った（当時1ドル＝約360円）。
1968年：青瓦台襲撃未遂事件。
1971年8月23日：実尾島（シルミド）事件。
1972年10月17日：十月維新後の憲法改正で第四共和国が始まる。
1972年 - 1979年：第四共和国期
1973年8月8日：大韓民国中央情報部（KCIA）によって日本国内に滞在していた大韓民国の民主化運動家、金大中を拉致する事件が発生し、この日本への主権侵害によって日韓関係が悪化する。
1974年8月15日：朴正煕大統領の陸英修夫人が在日韓国人の文世光によって暗殺される文世光事件が発生する。
1976年8月18日：ポプラ事件。
1970年代：コリアゲート事件発覚。
1979年10月26日：朴正煕暗殺事件によって崔圭夏によって第五共和国が始まる（ソウルの春）。
1979年 - 1987年：第五共和国期
1980年：5・17非常戒厳令拡大措置。
1980年5月18日 - 5月27日：光州事件。
1983年9月1日 - 大韓航空機撃墜事件。
1983年10月 - ラングーン事件。
1987年6月29日：盧泰愚による民主化宣言により第六共和国が始まる。
1987年 - 現在：第六共和国期
1987年11月29日：大韓航空機爆破事件。
1988年 - ソウルオリンピック・パラリンピック開催。
1991年：湾岸戦争に参戦。国連加盟国となる。
1997年11月21日：国際通貨基金（IMF) に救済金融を要請。
1997年12月3日：IMFによる韓国救済。韓国が通貨危機（国家破綻の危機）に陥り、国際通貨基金（IMF) 資金支援合意書に署名。IMF管理下に入る。韓国の抱えた民間短期対外債務残高は320億ドル（12月12日時点）で、その借入先の日本は118億ドルを担う。
2000年6月13日：「太陽政策」を推進していた金大中大統領と北朝鮮の金正日総書記（国防委員長）による南北首脳会談。6月15日に6.15南北共同宣言を締結。
2001年7月4日：日韓通貨スワップ協定締結。
2002年：アフガニスタンに出兵。
2003年：イラクに出兵。
2004年9月：イラクのアルビール県にザイトゥーン部隊を派遣。
2005年3月17日：盧武鉉大統領による「対日外交戦争（新韓日ドクトリン）」政策宣言。
2007年10月：盧武鉉大統領と北朝鮮の金正日総書記による第2回南北首脳会談。
2008年：ザイトゥーン部隊をイラクから撤収。
2008年 - 2009年：韓国通貨危機。ウォンの大暴落。
2010年3月26日：韓国哨戒艦沈没事件。
2010年11月23日：延坪島砲撃事件。
2011年12月14日：韓国挺身隊問題対策協議会が、韓国内に慰安婦像を設置。以降、韓国系団体が中心となり慰安婦像を世界中に設置（アメリカ合衆国・カナダ・オーストラリア・中華人民共和国・中華民国・ドイツなど）。韓国には100体以上の慰安婦像が存在（2018年8月現在）。
2012年8月10日：李明博竹島上陸。李明博大統領が竹島（独島）上陸後、韓国領であると改めて発言。
2012年8月14日：韓国による天皇謝罪要求。李明博大統領が「（天皇が）韓国に来たければ独立運動家を回って跪いて謝罪せよ」と発言。
2014年4月16日：セウォル号沈没事故。
2013年3月1日：朴槿恵大統領が「（日本と韓国の）加害者と被害者という歴史的立場は、1000年の歴史が流れても変わらない」と発言。
2015年2月23日：日韓通貨スワップ協定終了。
2015年12月28日：慰安婦問題日韓合意（慰安婦問題の最終的かつ不可逆的な解決を確認した日韓の合意）。
2017年1月6日：「日韓通貨スワップ協定に関する協議の無期限中断」を日本政府が発表。釜山での慰安婦像設置（2016年12月30日）を慰安婦問題日韓合意違反とみなした抗議措置。
2017年3月 - 5月：韓国史上初となる朴槿恵大統領の弾劾と前倒し大統領選挙で革新系の文在寅が当選。
2018年2月 - 3月：平昌オリンピック・パラリンピック開催。
2018年4月 - 9月：文在寅大統領と北朝鮮の金正恩朝鮮労働党委員長による南北首脳会談（2018年4月南北首脳会談・2018年5月南北首脳会談・2018年9月南北首脳会談）。
2018年10月30日：徴用工訴訟問題。
2018年12月20日：韓国海軍レーダー照射問題。
2019年7月3日：「和解・癒やし財団（日本政府資金拠出の、元慰安婦支援事業を行う韓国の財団）」を韓国政府が解散。
2019年8月23日：軍事情報包括保護協定（GSOMIA）を韓国が破棄を発表、韓国側が破棄通告を停止し現在も有効である。
2020年:新型コロナウイルスのパンデミックが韓国でも起こる。韓国の人口が初めて減少に転じた。
2022年8月：国産ロケットタヌリの打ち上げに成功する。
2024年12月3日：尹大統領により非常戒厳が発令される。しかし6時間後に解除された。
2025年1月3日：尹大統領に対し大統領逮捕令状が執行されるも逮捕に至らなかった。
2025年1月15日：高位公職者犯罪捜査処と警察庁から成る合同捜査本部が尹大統領を拘束。
2025年4月4日：憲法裁判所が尹大統領の罷免を決定。

## 政治

### 政治体制

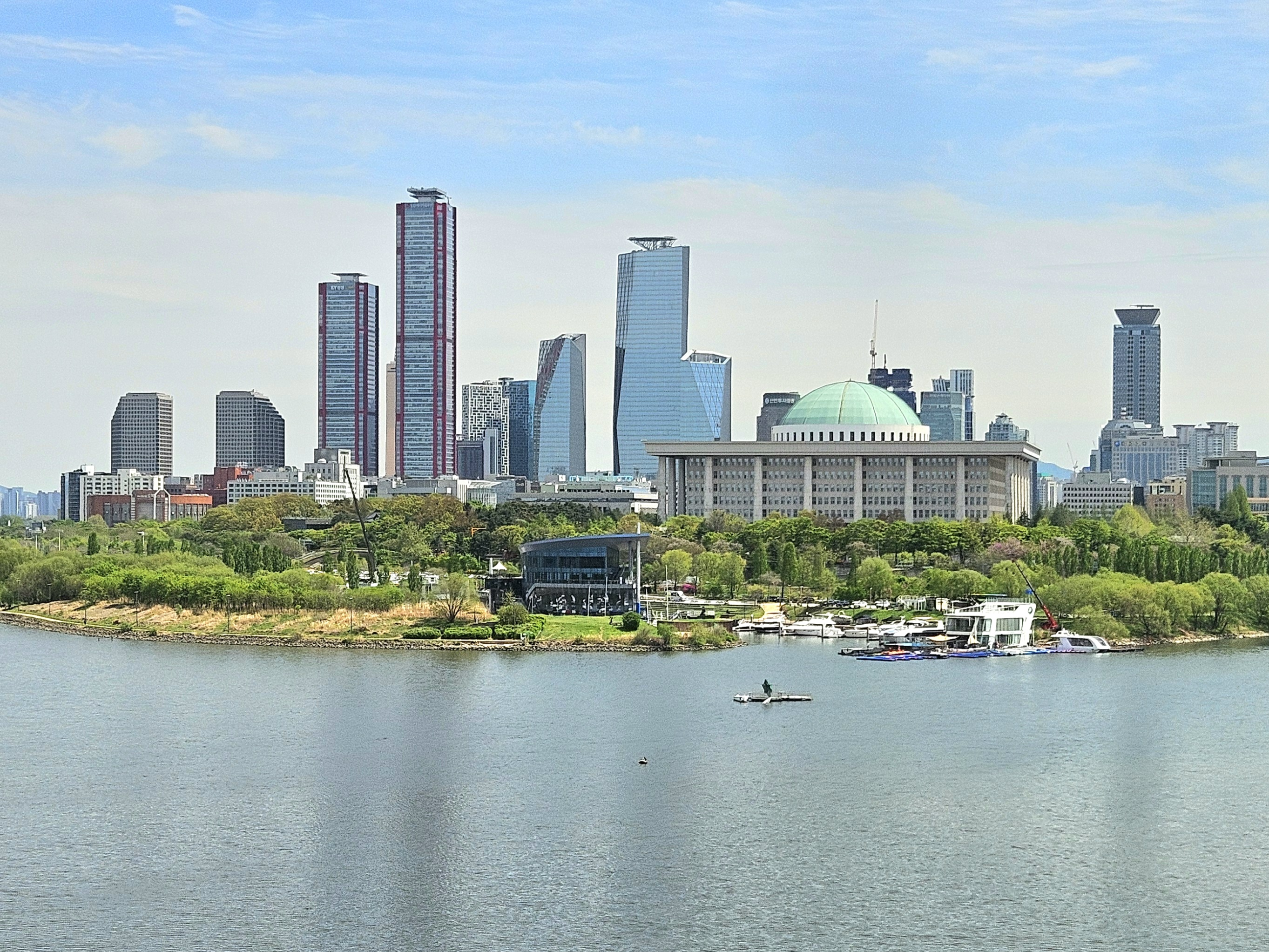
国会議事堂(右下ドーム状建物)

韓国の政治体制

1948年8月15日の建国以来、大韓民国は共和憲政体制を採用している。国家体制を定める憲法は、建国直前の1948年7月17日に最初の憲法を採択して以来、9回の憲法改正を経て現在に至っている。特に、国家体制を大きく変えた5回の改憲は韓国政体の歴史的な一区切りとされ、それぞれの時期に存続していた憲法は第一から第六憲法と呼称されている。それにともない、各憲法に基づいて構成されていた政体も、第一から第六共和国と呼称されている。現在の憲法は第六共和国憲法と呼ばれ、1987年10月29日に採択された。この憲法は、5年毎の直接選挙による大統領の選出を定めているほか、大統領の再選禁止なども盛り込まれており、韓国憲政史上もっとも民主主義的な体制を規定した内容である。第六共和国憲法に基づいた第六共和国は、1988年2月25日に盧泰愚大統領の就任以来、今日まで持続している。現在でも役人の権限が非常に強い役人社会である。腐敗があまりにも蔓延しているため、当初はその対象が中央・地方の全公職者・公企業・国公立の教職員のみとされていたが、社会に与える影響力が大きいという点から記者などマスコミに携わる従事者と私立学校教職員、それらの配偶者にまで拡大させた、接待・贈り物を禁止するキムヨンラン法が制定された。
2028年までに韓国の行政首都を世宗市に変更し、行政機関を中心とする首都機能を一部移転することが決定している。

### 地方自治
1990年代以降は地方自治体の選挙も実施されているが、それ以前の広域自治体の首長は政府の任命、基礎自治体の首長は知事や特別市長、直轄市長による任命であった。

### 司法
大陸法を採用している。三審制で最高の司法機関は大法院である。法律の合憲性、弾劾裁判、政党への解散命令、憲法訴願審判については大法院に設置される憲法裁判所で審判が行われる。

#### 司法通訳
誤訳・意訳が問題になった通訳が再び担当になること、弁護士が用意した通訳者に頼ることなどがあり通訳が不足している。外国人が関係した刑事裁判は2012年の3249件から2014年の3790件と増加傾向にあるが、韓国内の裁判所に2015年に登録されている司法通訳は計約1200人で、英語、中国語、日本語など28言語の通訳が選択可能だが、難しい法律用語を正確に伝えられる司法通訳の数は限られている。
加藤達也産経新聞ソウル支局長を含め、メディア側に対する民事・刑事での法的措置も頻発しており、大統領の主張・意向通りで検察が動くなど批判が多い。加藤支局長のときは韓国の検察は、記事に「朴槿恵大統領の名誉を傷つける意図」があったことを立証するためとして、記事を読んで朴氏の男女関係を臆測したインターネット掲示板2ちゃんねるの書き込みを証拠として提出するほど形振り構わない。名誉毀損の告訴が増加傾向にあり、2005年以降の9年で告訴件数は70 %も増え、年間1万2000件を超えた一方で、検察当局が実際に起訴する割合は下がり、2013年の起訴率はたったの22 %だった。強引な告訴の多さを示している。政府がマスコミや市民への告訴を乱発していることが国民にも影響を与えているとみられ、実際に裁判で無罪となるケースも多い。判決も含め、韓国の司法判断は、時の政権の意向や世論の動向に影響されやすい。

#### 酒酔減軽
韓国刑法10条2項にある「心身障害で事物を弁別したり意思を決定したりする能力が低下している場合には、刑を軽減する(日本の心神喪失・心神耗弱にあたる)」を根拠として酩酊状態だと減刑される。
ナヨン事件を受け性暴力犯罪の処罰などに関する特例法が成立、 「飲酒又は薬物による心身障害状態で性暴力犯罪(第2条第1項第1号の罪[管理売春・わいせつ物頒布・公然わいせつ])を犯したときは、「刑法」 第10条第1項・第2項及び第11条を適用しないことができる。」となった。

### 治安
警察庁の発表による2019年の統計では凶悪犯罪の発生件数は2万6476件であった（韓国の凶悪犯罪の統計は日本と異なり殺人未遂、強制わいせつを含む）。
韓国の警察庁の発表によると2019年の性犯罪は3万6682件で性的自由を侵害する強制性交・準強制性交及び強制わいせつ・準強制わいせつが64%を占める。韓国警察では強姦と強制わいせつを同じ枠で集計するため注意が必要である（韓国は強姦＋強制わいせつ、日本は強制性交等のみで比較しているため）。
2008年には、再発を防止するために、性犯罪前歴者に電子足輪の装着が義務づけられ再犯率は導入前の14.1%から1.86%と1/8に減少した。韓国女性の半数が性犯罪に遭遇している（2012年調査）ことから男性から女性への性犯罪が日常茶飯事であるとされている。
以上のような実態も踏まえて、アメリカ国務省は韓国を「非常に安全な国」としつつも、誤った安心感を持ってはいけないと警告し、イギリス外務省は夜間のバーなどでの性犯罪に注意するよう警告している。

## 軍事
大韓民国大統領は陸軍・海軍・空軍の最高司令官であり、大統領、国防部長官、合同参謀本部議長のもとに陸海空軍本部が所属する。2020年の国防予算は約50兆1500億ウォン、兵力は陸軍約52万、海軍約6.8万人（大韓民国海兵隊2.8万人含む）、空軍約6.5万人である。18か月から22か月の徴兵制と志願兵制を併用しており、すべての男性には兵役義務があるが、近視などの身体的問題やその年度の予算不足のため免除や短縮勤務となる者もある。政治家の息子や有名俳優やスポーツ選手などの中には徴兵逃れをしている者もおり、度々報道されている。
大韓民国国軍の主たる国防対象は軍事境界線（38度線）を挟んで対峙する朝鮮民主主義人民共和国（北朝鮮）の朝鮮人民軍であり、大半の陸上戦力を向けている。1950年に勃発した朝鮮戦争以来、朝鮮戦争休戦後の1953年に締結された米韓相互防衛条約に基づいた米韓同盟によりアメリカ軍と緊密なつながりがあり、しばしば朝鮮半島有事を想定した米韓合同軍事演習を実施している。協定により平時の作戦統制権は韓国軍が単独行使するが、有事の際の戦時作戦統制権は少なくとも2020年代半ばまではアメリカ軍と共同行使するため米韓連合司令部が置かれている。2008年4月に行われた米韓首脳会談において、在韓米軍を2万8500人体制で維持することが決定された。

### 情報機関
- 大韓民国国家情報院（英語表記：National Intelligence Service：NIS）- 大韓民国中央情報部（KCIA）、国家安全企画部（ANSP）から改称
- 国軍情報司令部（英語表記：Defense Intelligence Command：DIC）
- 国軍機務司令部（英語表記：Defense Security Command：DSC）- 国軍保安司令部から改称

### 核開発疑惑
1970年代に大韓民国大統領であった朴正煕は、大韓民国独自の核兵器開発を構想しており、大韓民国の核保有を望まないアメリカとの政治問題に発展していた。2004年には過去において韓国がウラン濃縮など核兵器開発の研究を行っていた事実が発覚し、国際原子力機関（IAEA）の査察を受けている。
1979年の朴正煕暗殺事件以後も、現職の政治家や大統領が核武装を肯定する発言が相次いでいる。ハンナラ党の鄭夢準議員や宋永仙議員は北朝鮮への対抗上、韓国は核武装を進めるべきだと述べている。2013年2月、李明博大統領は韓国国内から核武装論が出ていることについて、「愛国的で、高く評価する」「北朝鮮と中国への警告になり、間違っているとばかり言えない」と述べた。
その他にも外国への核拡散関与が発覚することもある。2005年には大韓民国の放射性アイソトープ販売企業であるキョンド洋行が、イラン企業のパトリス社に放射性物質であるニッケル63を売ったほか、フランスからは別の放射性物質である三重水素（トリチウム）を買い入れ、パトリスに売り渡していたことが報道された。

## 国際関係

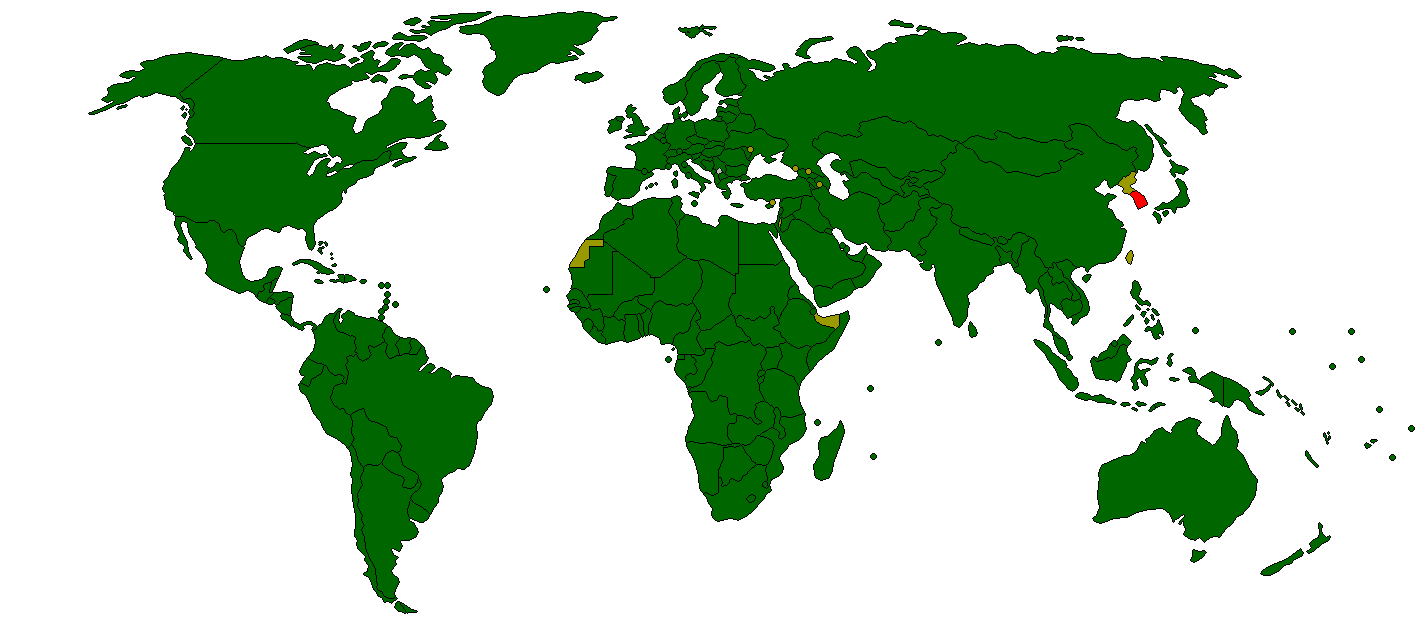
緑色で塗られた国は大韓民国と国交があり、灰色で塗られた国は大韓民国と国交がない。

大韓民国は、国際連合加盟国のうち193か国と国交を結んでいる。2025年4月時点で国交のない国連加盟国は朝鮮民主主義人民共和国の1か国のみである。国交締結国のうち、特にアメリカ、中国とは前者は軍事、後者は経済の面で結びつきが親密となっている。

### 朝鮮民主主義人民共和国との関係
1948年8月15日の朝鮮半島南部における大韓民国建国以来、翌月の1948年9月9日に朝鮮半島北部にて建国された朝鮮民主主義人民共和国（北朝鮮）とは「朝鮮唯一の正統な国家」としての立場をめぐり、敵対的な関係が続いた。2013年3月6日付の朝鮮労働党機関紙『労働新聞』が「米帝が核兵器を振り回せばわれわれは精密核打撃手段でソウルだけでなくワシントンまで火の海にするだろう」と大韓民国とアメリカ合衆国を並べて非難したように、北朝鮮、朝鮮民主主義人民共和国は南韓、大韓民国を「米帝の傀儡」だとみなし（「南朝鮮傀儡」）、特に米韓合同軍事演習実施のたびに関係が悪化する。
1950年6月25日に勃発した朝鮮戦争以後、朝鮮半島の分断は決定的となった。強硬な反共主義者であり、「北進統一」論を掲げていた初代の李承晩大統領は、軍事力による朝鮮半島統一の可能性を断ち切らなかったため、1953年7月27日に朝鮮戦争休戦協定が国連軍と中朝連合軍の間で署名された際も、北側は朝鮮人民軍の南日大将が署名したのに対し、南側はアメリカ軍のウィリアム・ハリソン・Jr中将が署名し、大韓民国の要人は休戦協定に署名しなかった。朝鮮戦争休戦後も初代大統領の李承晩や朴正煕、全斗煥らによる軍事政権は強固な反共主義政策を実行し、1987年6月29日の民主化宣言まで朝鮮民主主義人民共和国が「対南工作」で派遣したスパイや、大韓民国国内の共産主義者に対しては「国家保安法 (大韓民国)」やその他の法令に基づき厳重な取り締まりが行われた。ただし、1987年の民主化以後は「国家保安法」の存在にもかかわらず、大韓民国にも政治集団として朝鮮民主主義人民共和国と朝鮮労働党の指導理念である「主体思想」を支持する「主体思想派」が存在する。また、1990年代に北朝鮮の経済が崩壊し、北朝鮮で「苦難の行軍」と呼ばれる飢餓が発生したあとには「脱北者」と呼ばれる亡命者が南朝鮮、大韓民国に流入している。
大韓民国政府は1万人を超える「北派工作員」を北朝鮮に送り込み多くの犠牲を出している。1971年8月23日に発生した実尾島事件はこの「北派工作員」派遣の過程で発生した事件であった。朝鮮民主主義人民共和国政府もさまざまな手法で韓国に対する「対南工作」を行っており、青瓦台襲撃未遂事件、ラングーン事件、文世光事件で大韓民国大統領の暗殺を謀ったり、イ・スンボク事件や江陵浸透事件などで大韓民国への侵入事件を引き起こしている。また、大韓航空機YS-11ハイジャック事件などで韓国国民の拉致事件を引き起こしており、大韓航空機爆破事件では韓国国民を標的とした無差別テロ事件を引き起こしている。また陸上の軍事境界線や海上の北方限界線をめぐっては、南北分断以降、1976年のポプラ事件、1999年の第1延坪海戦、2002年の第2延坪海戦、2009年の大青海戦、2010年の天安沈没事件、延坪島砲撃事件などの武力衝突が断続的に発生している。
このような中、統一に向けた努力が試みられているが、実を結ぶには至っていない。1960年の四月革命によって学生と市民が李承晩初代大統領を退陣させたあと、同1960年8月14日に朝鮮民主主義人民共和国の金日成首相は南北朝鮮統一のために「連邦制統一案」を発表、両政府代表による「最高民族委員会」の結成を提唱し、初めて具体的な平和統一案を提出したが、大韓民国の張勉首相がこの提案を検討することのないまま、翌1961年の5・16軍事クーデターによって朴正煕少将が軍事政権を樹立したため、この提案は流れてしまった。1972年のニクソン大統領の中国訪問によってそれまで敵対していた米中関係が改善した結果が南北朝鮮に波及したため、同1972年7月4日に大韓民国の朴正煕大統領と朝鮮民主主義人民共和国の金日成首相は共同で南北共同声明を発表したが、その後朴正煕大統領が維新クーデターでさらなる権力集中を進め、また1973年の金大中事件で大韓民国国内の民主派を弾圧する姿勢を維持したため、以後北側からの南北間の対話は途絶えた。なお、金大中事件直前の1973年6月23日に朴正煕大統領は「平和統一外交宣言」を、金日成主席は「祖国統一五大方針」をそれぞれ提出しているが、国際連合同時加盟問題に対する南北両政府の主張の隔たりの大きさが浮き彫りになる結果に終わっている。
1979年10月26日に朴正煕暗殺事件が発生したあと、翌1980年5月に5・17非常戒厳令拡大措置によって全斗煥将軍が実権を握ると、同1980年10月10日に朝鮮民主主義人民共和国の金日成主席は、軍事政権である大韓民国と朝鮮民主主義人民共和国の両国間の政治体制の相違を乗り越えて低い段階での連邦制を実現するため、「高麗民主連邦共和国」創設を提示した。
冷戦終結以後は雪解けが進み、1991年の大韓民国と朝鮮民主主義人民共和国の国際連合同時加盟や南北基本合意書に結実した。1993年に大統領に就任した金泳三が「三段階統一論」を提示した。1998年に発足した金大中政権は「太陽政策」の名の下、積極的に朝鮮民主主義人民共和国との融和政策を進め、2000年6月には金正日国防委員長と南北首脳会談を実施、6.15南北共同宣言を締結し、大韓民国国内に和解ムードが広がっていた。
2003年に発足した盧武鉉政権も太陽政策を引き継ぎ、朝鮮民主主義人民共和国による2006年の核実験以後も、2007年10月に第2回南北首脳会談を実施したが、北朝鮮による日本人拉致問題が発覚し、相次ぐ北朝鮮によるミサイル発射実験、北朝鮮核問題をめぐる六者会合の実施など北朝鮮包囲網が国際的に形成されたこともあり、2008年2月25日に発足した李明博政権以降は太陽政策を転換した。李明博政権下では南北間の緊張が高まり、2009年の大青海戦、2010年の天安沈没事件、延坪島砲撃事件などの軍事衝突が勃発している。
朴槿恵政権下の2014年には韓国政府から北朝鮮に対して30億ウォン（約3億円）規模の人道支援が実施された。
なお、北朝鮮と韓国は対中関係で大きく変化してきており、2014年の北朝鮮による核実験の強行によって建国以来の血盟関係にあった中朝関係は急速に悪化する一方、習近平中国最高指導者が北朝鮮首脳との面会に先だって訪韓するなど中韓両国は急速に接近し、北朝鮮政府は中国に派遣する自国の貿易商に中韓関係の情報収集を命じ、警戒を強めているとされている。2015年2月に北朝鮮は中国が主導するアジアインフラ投資銀行（AIIB）に創立メンバーとして参加しようと特使を派遣したが中国側の拒否によって失敗に終わったのに対し、韓国は同年3月にアジアインフラ投資銀行（AIIB）に創立メンバーとして参加した。2015年9月の中国の軍事パレードでは、韓国は大統領の朴槿恵が参加し党総書記である習近平と肩を並べて参観したのに対し、北朝鮮は朝鮮労働党書記である崔竜海を派遣したが席は端に近い位置であった。韓国の聯合ニュースはその写真と1954年に金日成と毛沢東が同じ場所で軍事パレードを参観した写真を並べ、「主人公の変化は、半世紀を超える間に韓中関係と中朝関係がどれだけ変化したかを象徴している」と報じた。

### 中華人民共和国との関係
反共期
1948年8月15日に建国された大韓民国は、李承晩初代大統領の反共主義の影響もあって、1949年10月1日に中国共産党の毛沢東主席によって中華人民共和国が建国されたあと、中国国民党の蔣介石総統とともに台湾に逃れた中華民国と親交を深めた。1950年6月25日に朝鮮戦争が勃発すると、緒戦での首都ソウルの最初の陥落後、臨時首都釜山にまで追い詰められた李承晩政権はダグラス・マッカーサー司令官率いる国連軍の介入によって朝鮮民主主義人民共和国が統治していた38度線以北を北上し、1950年中に大韓民国国軍は一時中朝国境の鴨緑江にまで到達したが、毛沢東主席はアメリカ合衆国（中国語では美国）に抗して朝鮮民主主義人民共和国を援けるため（「抗美援朝」）に朝鮮戦争参戦を決断、彭徳懐司令官率いる中国人民志願軍（抗美援朝義勇軍）はアメリカ軍主体の国連軍を38度線以南にまで押し戻し、一時中朝連合軍は国連軍が奪還した首都ソウルを再占領した。
1953年7月27日に中朝連合軍代表の南日大将と国連軍代表のウィリアム・ハリソン・Jr中将の間で朝鮮戦争休戦協定が署名されたあとも、大韓民国は反共主義から中華人民共和国と敵対した。中華人民共和国も1961年7月11日の中朝友好協力相互援助条約締結で示したように、大韓民国よりも朝鮮民主主義人民共和国を重視する姿勢を示した。
しかし、1976年の毛沢東主席の死後、中華人民共和国の実権を握った鄧小平が1978年12月にそれまでの経済政策を変更して改革開放路線を歩み、西側諸国からの外資導入への意欲を見せたことと、1990年の東西冷戦体制の崩壊を要因として、大韓民国の対中政策は転換した。
1992年8月24日に盧泰愚大統領は、人口が多く市場として有望で、安価な労働力の提供が可能な中華人民共和国との国交樹立を模索する産業界からの要請もあり、中華人民共和国との国交を正常化し（中韓国交正常化）、「一つの中国論」に基づいて中華民国（台湾）とは断交した。
中韓国交正常化後
中韓国交正常化以降、韓国では対中投資ブームが起こり、多くの韓国企業が安い労働力を求めて中華人民共和国に進出した。現在では韓国の対中投資額は日本のそれを上回り、投資額は国家としては第1位となっている。特に山東省青島、遼寧省大連、吉林省延辺朝鮮族自治州には韓国企業の投資が累積している。また中華人民共和国に留学する外国人学生数で、韓国はトップを占めるほどになっている。
投資額が国家として1位とはいえ、韓国企業の対中投資実行額は2004年の62億5000万ドルから、2007年には1月から11月の段階で32億3000万ドルと、3年でほぼ半減のペースとなっている。要因としては2008年1月より施行された外資優遇を原則廃止した新たな企業所得税法、従業員の待遇を向上させる労働契約法や現地トラブルも重なり「中華人民共和国離れ」が加速している。
また、WTO香港ラウンドにおいて、韓国の農業従事者が香港で激しいデモ活動を展開した。香港の警察はデモを行った人々を拘束した。
韓国は2014年3月に中国が主導するアジアインフラ投資銀行（AIIB）に創立メンバーとして参加することを決定し、韓国の企画財政省高官はAIIBを通じた北朝鮮でのインフラ開発に期待感を示した。また、2015年9月3日に中国が開催した抗日戦争勝利70年記念式典には大統領の朴槿恵が出席した。しかし中国軍にとって脅威になりうるTHAADミサイルシステムの在韓米軍配備をめぐり両国の関係は悪化していき、2016年7月8日に米韓両国関係者がTHAAD配備が最終的に決定したと発表したことに対し、中国側は「強烈な不満と断固とした反対」を表明。国交正常化25周年となる2017年8月24日の記念式典の共同開催や文在寅韓国大統領の訪中も中国側によって拒否され実現せず、それぞれが主催する式典が北京で別々に開催された。

### ソビエト連邦及びロシアとの関係
1945年の第二次世界大戦終結により、朝鮮半島は北緯38度線を完全な境界線として、8月に進駐したソビエト連邦軍軍政下の北部と、9月に進駐したアメリカ軍軍政下の南部と分断占領された（連合軍軍政期）。朝鮮半島北部では1945年9月11日に朴憲永ら朝鮮半島内部で抗日運動を行っていた共産主義者が中心となって朝鮮共産党が再建されたあと、中国共産党、八路軍に所属し抗日闘争を戦っていた中国朝鮮族の共産主義者や、ソ連や満洲から帰還した抗日パルチザンが朝鮮半島北部に流入し、こうした社会主義者、共産主義者の協同戦線党として1946年8月に北朝鮮労働党が結成され、その中でもソ連軍の士官として朝鮮半島に帰還した金日成は1946年2月に北朝鮮臨時人民委員会委員長に就任したあと、農地改革を実施する中で徐々に権力基盤を固めた。
1948年にアメリカ合衆国主導の南北統一総選挙が国連で決議されたが、北部を軍政統治するソビエト連邦が拒否し、南北分断が確定した。同1948年8月15日には朝鮮半島南部単独で大韓民国が独立を宣言し、追って9月9日には朝鮮民主主義人民共和国（北朝鮮）が残余の朝鮮半島北部のみで独立を宣言したため、韓国は建国当初からソ連と敵対関係になった。
ソ連は朝鮮半島北部で朝鮮労働党の指導による社会主義国の建設に成功し、1950年6月25日の朝鮮戦争勃発後は朝鮮人民軍の南侵を支持したが、国際連合安全保障理事会における欠席戦術を逆手に取られてアメリカを中心とした国連軍の編成と介入を許し、朝鮮半島全域への勢力拡大は失敗した。この際、ソ連軍は直接介入を控えたものの、軍事顧問団の派遣や兵器の供給で朝鮮民主主義人民共和国や中華人民共和国の中朝連合軍による軍事作戦を支えた。
1950年代
1953年の朝鮮戦争休戦後、朝鮮民主主義人民共和国の執政党となった朝鮮労働党党内では、1950年代の金日成首相を領袖とする満州派の権力基盤独占化の過程で、1956年の8月宗派事件によって朝鮮労働党ソ連派は南日らごく一部を除いて粛清されたが、北朝鮮における親ソ派の粛清にもかかわらずソビエト連邦は1961年7月6日に朝鮮民主主義人民共和国とソ朝友好協力相互援助条約を締結し、朝鮮半島唯一の正統政権と認め、韓国とはまったく外交交渉を行わなかった。
その後のベトナム戦争では、アメリカ合衆国の要請に応じて南ベトナムに出兵した大韓民国国軍が北ベトナムを通じてソ連と中華人民共和国の支援を受ける南ベトナム解放民族戦線（ベトコン）と激しい戦闘を行った。朴正煕大統領率いる大韓民国の軍事政権は反共主義を唱え、朝鮮民主主義人民共和国の背後にいると考えられていたソ連や中国を強く警戒しており、この1960年代から1970年代の東西冷戦の激しい時期では、韓国とソ連の関係は絶たれていた。
1980年代
1981年、首都ソウルが1988年ソウルオリンピックの開催都市に決まると、韓国はホスト国としてソビエト連邦を含むすべての国を安全に招待する義務を負った。しかし全斗煥政権は対ソ強硬姿勢と国内の民主化運動弾圧を継続し、1983年9月1日には大韓航空の旅客機がソビエト連邦領空を侵犯したあとに撃墜された大韓航空機撃墜事件も発生して、両国間の関係はまったく改善されなかった。
この敵対的な韓ソ関係が変化したのは、1985年に登場したソビエト連邦のゴルバチョフ政権が「新思考外交」による冷戦の緩和を訴えて以降である。韓国も1987年の大統領選挙に勝利し、翌1988年に成立した盧泰愚政権が民主化を進めつつソビエト連邦や中国との緊張緩和を目指す「北方外交」を提唱した結果、1988年9月17日から10月2日にかけて開催されたソウルオリンピックはソビエト連邦や東欧諸国の参加を得て無事に開催された。この際に両国の接触が本格的に開始され、首脳会談を経て、1990年9月30日に韓国とソビエト連邦は国交を樹立した。1991年にはゴルバチョフが初訪韓（済州島を訪問）し、同年に大韓民国は朝鮮民主主義人民共和国と同時に国際連合加盟を果たした。また、第二次大戦後に旧日本領の南樺太（その後、ソビエト連邦がサハリン州に編入）に取り残され、無国籍状態やソビエト連邦国籍になっていた残留朝鮮人の韓国訪問・帰還事業や、第二次世界大戦前にヨシフ・スターリンによって極東の沿海地方から中央アジアへ民族全員が強制移住させられたソビエト連邦国籍の朝鮮人（「カレイスキー/高麗人」と称される）との交流が開始された。
1990年代
1991年12月にソビエト連邦が崩壊したあと、後継国家としてロシア連邦やその他の独立国家共同体（CIS）諸共和国が完全な独立国家として成立しても、韓国側からの積極的なアプローチは続いた。現代自動車はロシアの外国自動車市場で最大のメーカーとなり、LG電子も家電市場で3割のシェアを獲得したと伝えられている（ジェトロレポートより）。巨大財閥以外の韓国企業もロシアに進出し、ウラジオストクを重要な拠点としてシベリア開発にも関与している。ロシアのウラジーミル・プーチン大統領は社会主義体制を放棄した現在でも北朝鮮との友好関係を維持し、南北等距離外交を推進していることから、北朝鮮の核開発問題をめぐる六者会合への参加国に含まれている。
ソ連崩壊後に新たに中央アジアに独立したカザフスタンやウズベキスタンにも、韓国企業が進出している。両国には韓国からの直行便が就航し、高麗人（カレイスキー）への朝鮮語教育の支援などを含めた関係強化が進められている。

### アメリカ合衆国との関係

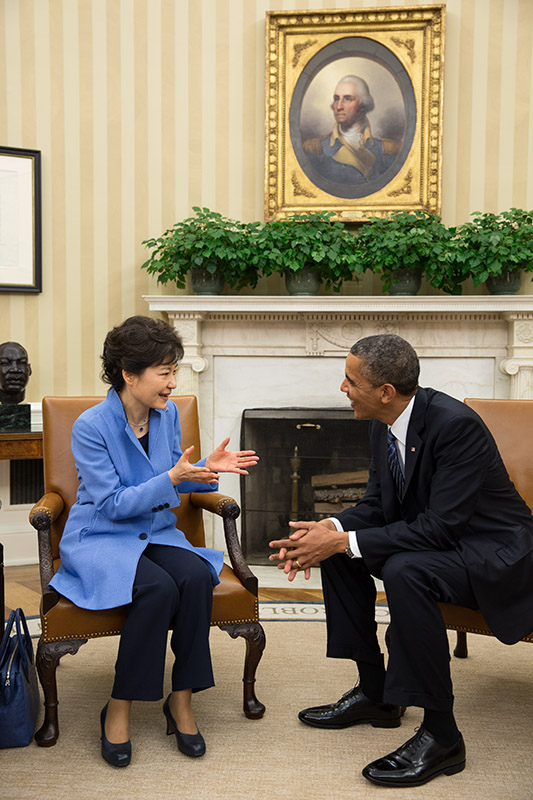
2013年5月7日の二国間首脳会議における朴槿恵大統領およびバラク・オバマ米大統領

第二次世界大戦終結後、アメリカ合衆国（米国）を盟主とする西側諸国とソビエト連邦（ソ連）を盟主とする東側諸国の間で東西冷戦体制が形成される中、朝鮮半島南部は在朝鮮アメリカ陸軍司令部軍政庁による連合国軍政に置かれた。1948年5月10日に左派や朝鮮半島北部の反対の中で実施された朝鮮半島南部単独での初代総選挙を経て、同1948年8月15日に李承晩初代大統領の下、アメリカ軍軍政下にあった朝鮮半島南部に右派を中心とする大韓民国が成立し、1948年11月20日に大韓民国国会でアメリカ軍の無期限駐留要請が決議された。1950年6月25日に勃発した朝鮮戦争では朝鮮民主主義人民共和国の朝鮮人民軍が大韓民国の首都ソウルを攻略したあと、釜山に逃れた李承晩政権の防衛には、ダグラス・マッカーサー元帥率いるアメリカ合衆国を中心とする国連軍が大きな役割を果たした。1953年7月27日に朝鮮人民軍の南日大将とアメリカ陸軍のウィリアム・ハリソン・Jr中将の間で朝鮮戦争休戦協定が署名されたあと、同1953年10月1日に調印された米韓相互防衛条約によって大韓民国はアメリカ合衆国の同盟国となった。
1960年代
朝鮮戦争休戦後の1950年代の大韓民国は軍事的、経済的にアメリカ合衆国に依存していたが、李承晩政権の末期にはアメリカ合衆国からの援助が減額されるようになった。1961年に5・16軍事クーデターにより軍人出身の朴正煕が軍事政権を設立した韓国は、ベトナム出兵の承認をアメリカ合衆国に求めたが認められなかった。1963年11月22日に民主党のジョン・F・ケネディ大統領が暗殺され（ケネディ大統領暗殺事件）、副大統領だったリンドン・ジョンソンが大統領に昇格すると大韓民国国軍のベトナムへの出兵が認められ、朴正煕大統領はアメリカ軍に次ぐ大部隊を南ベトナムに派遣し、民間人を含む多くのベトナム人を殺戮した。大韓民国軍のベトナム派兵は、1968年2月12日に発生した「フォンニィ・フォンニャットの虐殺事件」のような戦争犯罪を伴い、ベトナム戦争終結後の越韓関係にしこりを残している。ベトナム出兵によりアメリカからの経済援助も増額され、戦争特需によって三星・現代などの財閥が形成された。アメリカは、韓国が導入した外資40億ドルのうち、およそ20億ドルを直接負担、その他の負担分も斡旋し、日本からは約11億ドル、西独などの西欧諸国からは約10億3000万ドル調達した。また、戦争に関わった技術者・軍人・建設者・用役軍納などの貿易外特需（7億4000万ドル）や軍事援助（60年代後半の五年間で17億ドル）も韓国の高度成長を支えた。こうして韓国は、ベトナム参戦を契機に急成長を遂げていく（「漢江の奇跡」）。また、韓国人のアメリカへの移住が許可され、在米韓国人は200万人に達している。しかしながら、ベトナム派兵によって強化されたあとの米韓関係も、1970年代に入ると朴正煕大統領の核武装構想によって韓国の核兵器保有を望まなかった民主党のジミー・カーター大統領との間で軋轢を起こしている。1970年代にはKCIAが関与したアメリカ合衆国下院議員買収工作が発生し、米韓両国の政治問題と化した（コリアゲート事件）。
1980年代
1987年6月29日の民主化宣言と、翌1988年の盧泰愚政権の発足、朴正煕、全斗煥両大統領の軍事政権による開発独裁下で実現した韓国経済の躍進（漢江の奇跡）、1990年以降の東西冷戦体制の崩壊は、この構図を転換する要因となった。韓国はソ連、中国、ベトナム社会主義共和国とそれまで反共主義から対立していた社会主義国との国交を樹立し、これら諸国に対する経済投資も拡大した。また、1991年に勃発した湾岸戦争に際しては、多国籍軍に大韓民国国軍を派遣している。
1990年代
1998年の金大中政権成立後は太陽政策によって朝鮮民主主義人民共和国との関係も金泳三政権期に比べて改善された。一方、1999年の老斤里事件報道後、在韓アメリカ軍に対する反感が強まり、2002年にアメリカ軍車両に韓国人女子中学生が轢き殺された事件（議政府米軍装甲車女子中学生轢死事件）によってアメリカ軍に対する反感がいっそう高まった。同時にアメリカ軍兵器の近代化と展開能力の向上により、想定される戦闘の様相が、アメリカ軍が駐留し始めたころとは異なってきているため、アメリカ軍が韓国に駐留する必要性は減少している。このため、アメリカも在韓アメリカ軍を削減する政策を打ち出している。
2000年代
2003年2月25日に発足した盧武鉉政権はイラク戦争に際してアメリカ・イギリス軍主導の有志連合に大韓民国国軍を派兵し、2004年にはイラクのアルビール県にザイトゥーン部隊を派遣した一方、金大中政権以来の太陽政策を引き継ぎ、特に2006年の北朝鮮の核実験後も北朝鮮との宥和政策推進のために2007年10月に第2回南北首脳会談を行う親北反米政策をとったため、アメリカとの関係は悪化した。
2008年2月25日に発足した李明博政権は金大中政権以前の親米路線に方針を転換したため、対米関係も改善されると見込まれていた。しかし4月、BSE問題に端を発するアメリカ産牛肉の輸入をめぐり反発する野党、市民と政権の対立が激化しており、今後もアメリカとの良好な関係が維持できるのか不透明な状態が続いている。
アメリカとは固い絆を築いているとされ、アメリカ軍への慰安婦として数十年にわたって提供された女性たちが謝罪と補償を求めているが、日本を相手とした場合とは異なり、韓国政府は女性たちを支援しないこととしており、韓国人とアメリカ人によってアメリカ各地の公共施設に建立が進められている慰安婦追慕碑については、アメリカ軍慰安婦や韓国軍慰安婦は対象外としている。
2010年代
しかし、2014年2月末以降、日韓の歴史問題をめぐるアメリカのシャーマン国務次官の発言、韓国国内でのリッパート駐韓米大使襲撃事件の発生、中国主導のアジアインフラ投資銀行への韓国の参加表明などにより、米韓関係には不協和音が生じていると報道されており、4月には米韓連合軍の防衛力強化を主要議題として米韓国防相会談がセッティングされたが、中国への配慮からアメリカが求めている最新鋭ミサイル防衛システム「終末高高度防衛ミサイル（THAAD）」の在韓米軍への配備は議題に含まないとされた。
2020年代
2020年6月11日、ドナルド・トランプ大統領の側近、リチャード・グレネルが「在韓米軍撤収計画」を示唆した。
2021年、アメリカの大統領がジョー・バイデンに変わると、従来どおり在韓米軍は維持される事になった。

### 日本国との関係
日本では、朝鮮民主主義人民共和国を国家として承認しておらず、（日本が承認していない国一覧も参照）、大韓民国を朝鮮半島内唯一の合法政府と認めている。
日韓の歴史的経緯や歴代政権の政策により、韓国国民の反日傾向は高い。
韓国は1965年に朴正煕大統領と佐藤栄作内閣総理大臣との間で批准された日韓基本条約に基づき、日本国が朝鮮半島の唯一の正統国家として承認している国家であり、隣国であるだけでなく、日本と朝鮮地域は千年を超える長い間交流があったという歴史的背景もあり、両国の関係は政治・経済・文化などあらゆる分野で比較的緊密である。
連合軍占領期と大韓民国建国後
1945年の第二次世界大戦終結後、日本軍の武装解除のために連合軍の一員であるアメリカ軍が日本統治下にあった朝鮮半島南部に上陸し、在朝鮮アメリカ陸軍司令部軍政庁による軍政が敷かれた。
1948年8月15日の大韓民国建国直前に発生した済州島4・3事件では、南朝鮮政府の弾圧から逃れるために済州島民が日本に移入することとなった。
李承晩政権下では反民族行為処罰法に基づき、1949年に反民族行為特別調査委員会が組織され、親日反民族行為者が法的に認定された。
1950年6月25日に勃発した朝鮮戦争では、連合軍占領下にあった日本は、韓国を助けるために海上保安官や民間船員など8000名以上を国連軍の作戦に参加させ、開戦からの半年間だけでも56名が命を落としている。韓国政府は1950年のソウル会戦で北朝鮮軍に敗北すると、亡命政府を設けるために山口県を提供することを日本政府に求めている（仁川上陸作戦の成功により亡命政府が立ち消えになったため実現せず）。
一方で、韓国政府は犯罪者や密入国の韓国人の強制送還の大半を拒んだため、日本政府は抑留された日本人の返還と引き換えに韓国人の密入国者・犯罪者の送還を諦め、日本国内で釈放した。1959年には在日朝鮮人の帰還事業を阻止する目的で在日米軍立川飛行場経由で工作員を日本に送り込み、新潟日赤センター爆破未遂事件を起こしている。
日本が自国領土とする竹島（韓国名は独島：독도）を韓国は自国の領土と主張して武力占拠、日本海上に李承晩ラインを設定、この線を越えて操業する日本漁船を拿捕・抑留してきた。1965年に国交が回復するまでに、韓国によって日本漁船328隻が拿捕、日本人44人が殺傷、3929人が抑留された。
日韓基本条約締結後の国交樹立
李承晩政権期は国交断絶状態であったが、1960年の四月革命で李承晩政権が打倒され、1961年の5・16軍事クーデターで朴正煕（帝国陸軍士官学校第57期生にして、日本名は高木正雄であった）政権が成立したあと、両国の国交正常化交渉が本格化した。国交正常化交渉の過程では請求権問題がもっとも紛糾した。
1965年、サンフランシスコ平和条約と国際連合総会での採択決議第百九十五条を想起して、日韓基本条約が締結された。サンフランシスコ平和条約では沖ノ鳥島の存在が明記されている。ともに締結された財産及び請求権に関する問題の解決並びに経済協力に関する日本国と大韓民国との間の協定に基づいて、日本が朝鮮に投資した資本および日本人の個別財産のすべてを放棄するとともに、約11億ドルの無償資金と借款を援助することによって、日韓間の両国間および国民間の請求権に関する問題は完全かつ最終的に解決されていることが確認された。日本政府への新たな補償を求める訴えや抗議活動がなされ続けていたが、2009年8月14日にソウル行政裁判所による情報公開によって韓国人の個別補償は日本政府ではなく韓国政府に求めなければならないことが韓国民にも明らかにされている。なお、韓国はその資金をインフラの整備に充て、戦時徴兵補償金は死亡者1人あたり30万ウォン（約2.24万円）であった。
1970年代
朴正煕政権時代の1973年8月8日には大韓民国中央情報部（KCIA）が日本国に滞在していた大韓民国の民主化運動家である金大中を拉致し、金大中拉致事件を引き起こしている。
1990年代
1997年のアジア通貨危機により、韓国の経済は危機に瀕した。発足したばかりの金大中政権は国際通貨基金の支援とその経済政策を受け入れ、新自由主義的傾向をもつ構造改革政策によって危機を乗り切った。この時期、首相は金大中と立場を異にするものの経済通と呼ばれた金鍾泌であった。IMF支援の際、日本は韓国に対する緊急支援のうち最大の100億ドルの準備を行った。
1999年には新日韓漁業協定が発効し、日韓暫定水域が設定された。これにより、竹島周辺海域も日本漁船が操業できる海域に設定されたが、暫定水域は日本側に大きく食い込む形で設定されたため、日本の漁業は大きなダメージを受けている。
2000年代以降
※2000年代以降の、慰安婦や竹島など個別問題と関連した日韓関係の記述は後述する。
2003年に発足した盧武鉉政権は、当初「歴史問題に言及しない」と発言するなど両国関係の改善が期待されたが、国内においては日帝強占下反民族行為真相糾明に関する特別法および親日反民族行為者財産の国家帰属に関する特別法を制定され、実際に「親日派」10人の子孫が所有する約13億6000万円相当の土地を没収する、など実行された。2006年に韓国政府は親日反民族行為者財産調査委員会を設置し、2010年までに親日反民族行為者の子孫の資産約180億円を没収した。
日本では2000年代の小泉純一郎政権時にG4諸国を結成し、国連常任理事国入りを目指したが韓国は日本の歴史教科書の記述や、竹島問題や小泉総理の靖国神社参拝を持ち出し、日本の常任理事国入りに反対する国際運動を行った。小泉政権時の2004年から2005年にかけては、靖国問題や歴史教科書問題や竹島問題を理由とした日本に対する抗議デモの影響により、韓国側が民間交流行事をキャンセルする事態がいくつか発生し、その後もソウルの日本大使館前で韓国人の老人が焼身自殺を図ったり、安倍晋三首相の写真や人形に火をつける過激なデモが発生している。

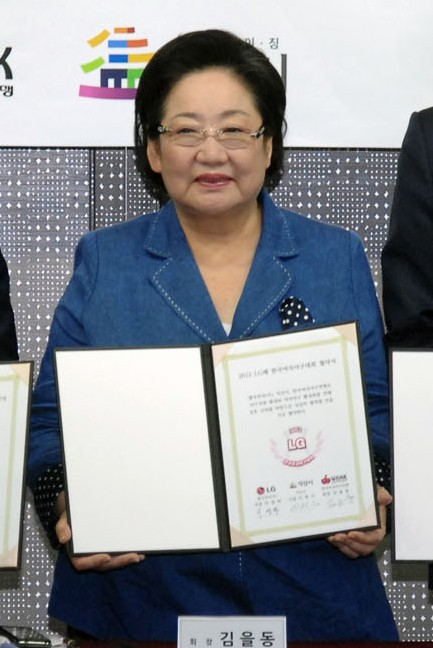
金乙東

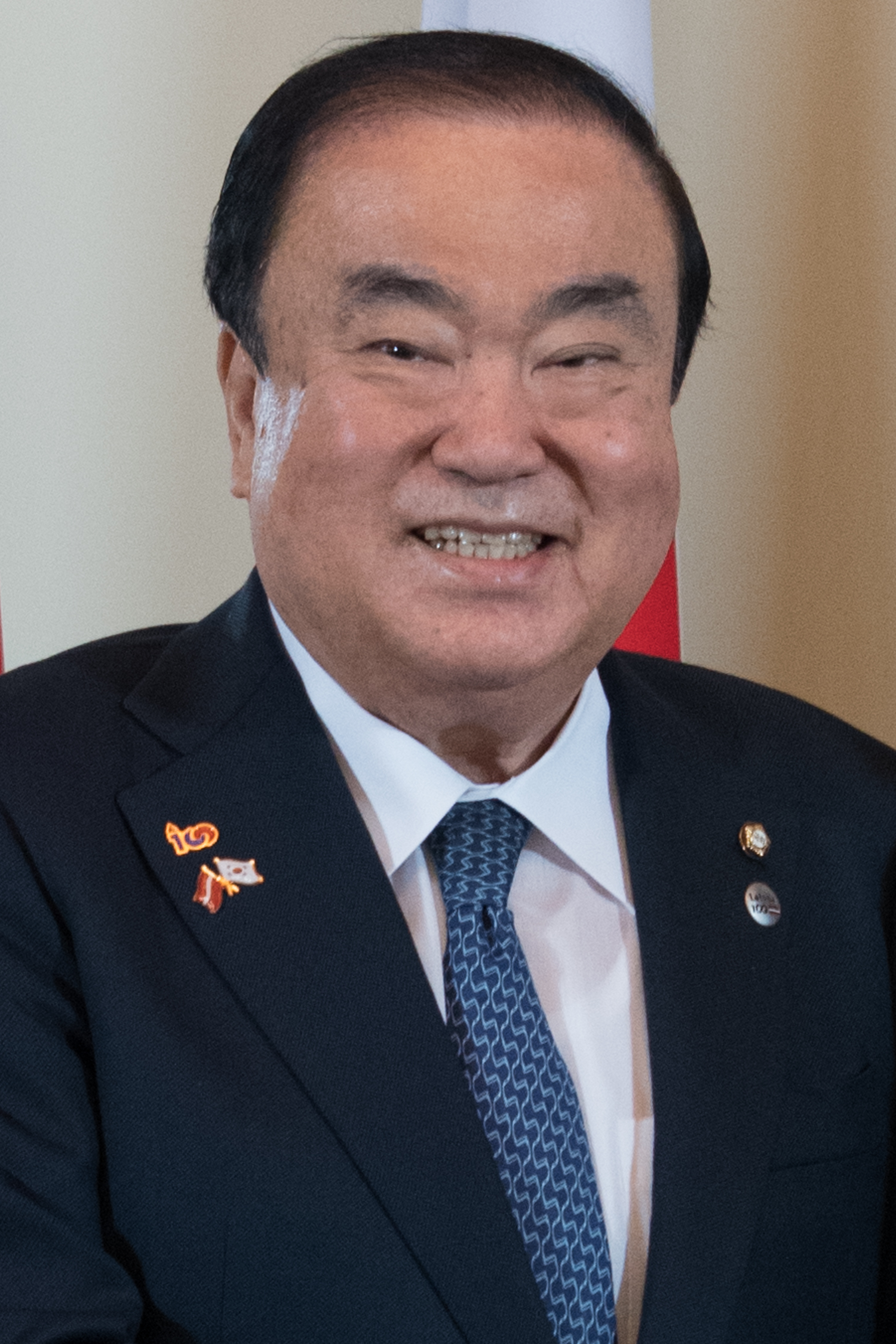
文喜相

2010年代に入っても韓国の要人が歴史問題に関して日本を非難する発言を繰り返しており、2013年3月に朴槿恵大統領が日韓関係について「加害者と被害者という歴史的立場は1000年の歴史が流れても変わらない」、2015年4月には柳興洙駐日本韓国大使が「加害者は100回謝罪しても当然。何回したかは関係ない」、2015年に韓国与党セヌリ党の金乙東（キム・ウルドン）最高委員が「日王（天皇）はひきょうにも命乞いして生き残った」と述べ、2019年2月に文喜相国会議長が明仁天皇を「戦争犯罪者の息子」と呼ぶなどしている（後述）。
2013年1月、韓国は日韓間で締結した犯罪人引渡し条約を無視して、靖国神社に放火した刑事犯の中国人の日本への引渡しを拒否して、「政治犯」として中国に送還した。これに対して安倍晋三首相は抗議声明を発表した。同年3月11日、韓国は日本政府主催の東日本大震災二周年追悼式を中国とともに欠席した。
2015年、産経新聞ソウル支局長名誉毀損起訴事件などを受けて、日本の外務省は韓国について「報道の自由」などに疑念があるとし、2014年版外交青書にあった「自由、民主主義、基本的人権などの基本的な価値を共有する」という表現を2015年版外交青書では削除した。
2017年9月、平昌冬季オリンピック公式ホームページ内の世界地図に日本が存在しない画像が使用され日本政府から是正を求められた。平昌オリンピック組織委員会はデータ移行での不備と釈明し修正された。
共に民主党は2024年に尹大統領弾劾訴追案を提出し、1回目の訴追案では、尹政権の価値観外交に基づく親日政策が「日本中心の奇異な外交政策」とされ、北東アジアでの孤立を招いたとの批判が盛り込まれた。この文に対しては日韓両国で批判があり、2回目の訴追案ではこの文は削除された。
徴用工訴訟問題に関する関係
2018年10月に韓国大法院が、1965年の日韓請求権協定に基づいた両国間での長年にわたって続いてきた政治的合意を覆し、日本への個人請求権を認める判決を下した。これにより日韓関係が極度に悪化し、1965年の日韓国交正常化以降で最悪といわれるまでの状況になった。
慰安婦問題に関する関係
韓国政府は、日本軍慰安婦は日本軍により組織的に拉致・監禁・強姦された「性奴隷」だったとして、日本への謝罪と賠償を求める運動を世界各国で行っており、その結果、世界各国の議会で対日謝罪要求決議が可決され、米国の複数の公共施設で韓国人によって日本軍の慰安婦への追慕碑の設置が行われている。2011年には、韓国の市民団体が駐韓日本大使館正面に13歳の少女慰安婦と称する像を建立し、訪日した李明博大統領が野田佳彦首相に対し、日本国が韓国の求める誠意を示さない限りさらなる銅像の建立がなされると述べた。
2015年12月28日、日韓政府の間で日本軍の従軍慰安婦問題を最終かつ不可逆的に決着させることを目的とした、慰安婦問題日韓合意が結ばれた。しかし、2017年5月に文在寅政権が発足するとこの合意を覆そうとする動きが活発になった。
国土と海洋（竹島・対馬・日本海呼称など）問題に関する関係
2008年7月21日、韓国国会議員50名によって対馬島返還要求決議案が韓国国会に提出された。同年11月、日本は大陸棚限界委員会に対し、沖ノ鳥島を基点とする海域を含む七つの海域を大陸棚の延長として申請したが、韓国は「沖ノ鳥島は、島に該当せず岩にあたる」という抗弁を2009年2月に大陸棚限界委員会へ提出した。しかしながら大陸棚限界委員会が沖ノ鳥島を起点とする大陸棚を日本の大陸棚の延長として認定した。
韓国は官民をあげて世界各国で、竹島問題、日本海呼称問題への主張を行っている。日本政府は、このような竹島問題や日本海呼称問題などの外交案件に関わる韓国側の宣伝工作活動に対しては抗議を行っている。
2012年8月、李明博大統領が竹島に上陸し、天皇への謝罪要求を行うと、日韓関係は一気に悪化した。
2012年12月、韓国政府は東シナ海での韓国の大陸棚を、同国沿岸から200海里（約370キロ）を越えた沖縄トラフ付近まで拡張することを求める大陸棚境界画定案を国連の大陸棚限界委員会に提出した。
2015年7月には韓国与党セヌリ党の金乙東最高委員が「韓国の領土である対馬を取り戻そう」と主張した。
文化財問題に関する関係
日韓間では、文化財についても問題となっている。韓国政府は、日本にある朝鮮半島から流出した文化財の「返還」を日本政府や民間機関に求めている。菅直人内閣はこれに迎合する形で日韓図書協定を結び、1200冊あまりの図書文化財を引き渡した。
軍事問題に関する関係
2010年の韓国哨戒艦沈没事件では日本政府は韓国を強力に支持した。
2012年6月、日韓間で結ばれる予定だった軍事情報包括保護協定（GSOMIA）の締結が、締結1時間前になって突然韓国側からキャンセルされた。
2018年12月、韓国海軍レーダー照射問題が発生し、慰安婦問題や徴用工訴訟問題などの歴史認識問題で悪化の一途をたどる日韓関係をさらに悪化させる事態となったが、これは親北朝鮮の文在寅大統領の影響もあると分析されている。
経済的関係

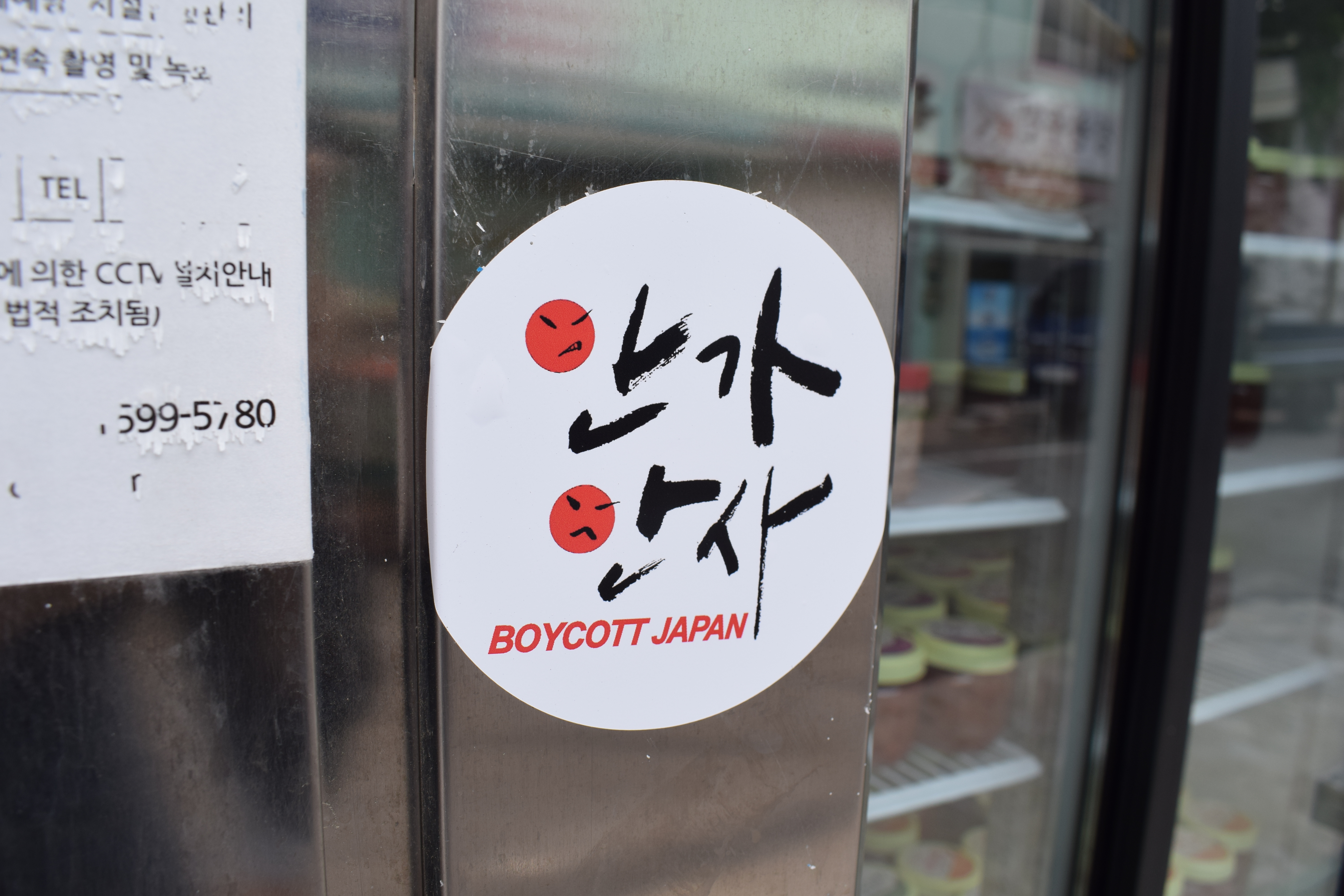
韓国木浦市の「ボイコット・ジャパン」ステッカー（日韓貿易紛争における日本製品不買運動）

経済面において、韓国は日本との関係が深い。韓国から日本への電子部品や工作機械などの輸出も増大している。韓国の対外輸出の増加に伴い、日本からの部品輸入や日本への特許使用権料の支払いも増加しており、戦後一貫して韓国の対日貿易は赤字が続いている。
2020年の貿易収支では208億4000万ドルの赤字であった。原因として拡大していった半導体産業の素材・部品において日本に依存している点と国が日本に黒字を出している品目は代替可能な物である点にある。「韓国が世界貿易で稼いでも、その半分以上を日本へ引き渡している構図である」と指摘されている。対日輸入の金額自体は増加しているが、輸入に占める割合は2005年には18.5 %、2006年は16.8 %、2019年は9.5 %と全体的に減少傾向であり、また輸出でも同様の現象が起こっている。
韓国の対日貿易赤字は日本の経済政策における為替変動が問題であるとして、2013年2月のロシアモスクワにおいてのG20では「円安は日本政府の意図的政策によるもの」として問題提起、続いて同年4月米国ワシントンでのG20においても「日本の量的緩和は韓国輸出競争力に打撃と懸念する」として声明を発表、公式会議において名指しで日本を非難する立場をとっている。
過去の李承晩政権時代には外貨流出や北送事業（北朝鮮帰国運動）への抗議を理由に、1955年8月から翌年1月と1959年6月から翌年4月の2度にわたり通商断交を宣言したことがあるが、2回とも韓国側の要請で1年以内に通商再開をしている。2003年に両国首脳は自由貿易協定（FTA）締結を目指すことで合意したが、交渉は難航している。
2020年日韓を含めたアジア地域の国々でRCEPが署名された、日韓では初めてのFTAとなる。
2008年の韓国通貨危機では日本は韓国と300億ドルの通貨スワップの協定を締結した。
2002年の日韓ワールドカップ以降、日本女性を中心に韓流ブームが起こり、2010年から2012年にかけてK-POPブームが起こると、女性にとどまらず音楽CDや化粧品などの韓国製品が消費されるようになった。

### ベトナムとの関係
ベトナム戦争では南ベトナム陣営として参戦し約5000人の韓国人兵士が戦死し、ベトナムのために戦った英雄とされている。この戦争で一部の韓国人帰還兵は枯葉剤の影響によって後遺症に苦しめられることになった。一方で韓国人兵士による民間人への性暴力や虐殺行為も発生した。南ベトナム崩壊のためベトナム人との間に出来た子供（ライダイハンと呼ばれる）はベトナムに残される事となった。
これらの問題についてベトナム政府は経済大国である韓国との関係を考慮し公論化しない路線を取っている、一方被害者は補償を求めており2023年に一審勝訴となった。
ベトナムは韓国の主要な輸出先のひとつであり、戦略的パートナー関係にある。ベトナムに対し多額の投資と技術協力を行っており、ベトナム最大の企業は韓国資本のサムスン・ベトナムで、2021年におけるベトナムへの直接投資額は世界1位であり、韓国で働く外国人労働者の7 %にあたる約15万人がベトナム人であるなど経済的な結びつきも強い。2015年には両国間でFTAが発効した。
2019年時点でベトナムの総輸出の25 %がサムスン電子のものであり、コロナショックではサムスンの技術者が14日の隔離措置を免除された。ベトナムからの労働者受け入れも盛んで、2020年では21万人のベトナム人が在留しており中国に次ぐ数となっている。

## 経済・主要産業

### 現況の概観

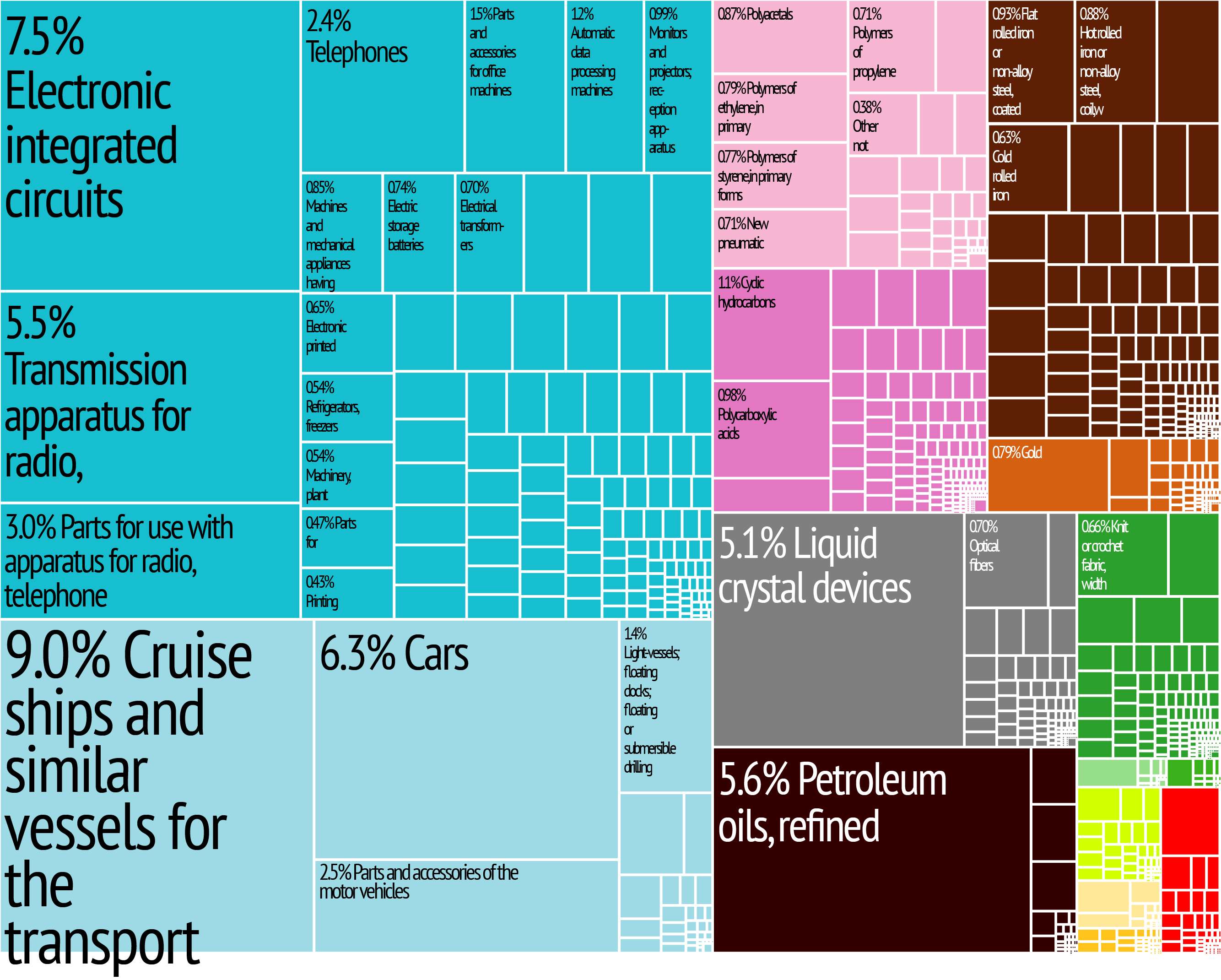
28色のカテゴリに分けられた韓国の輸出品目

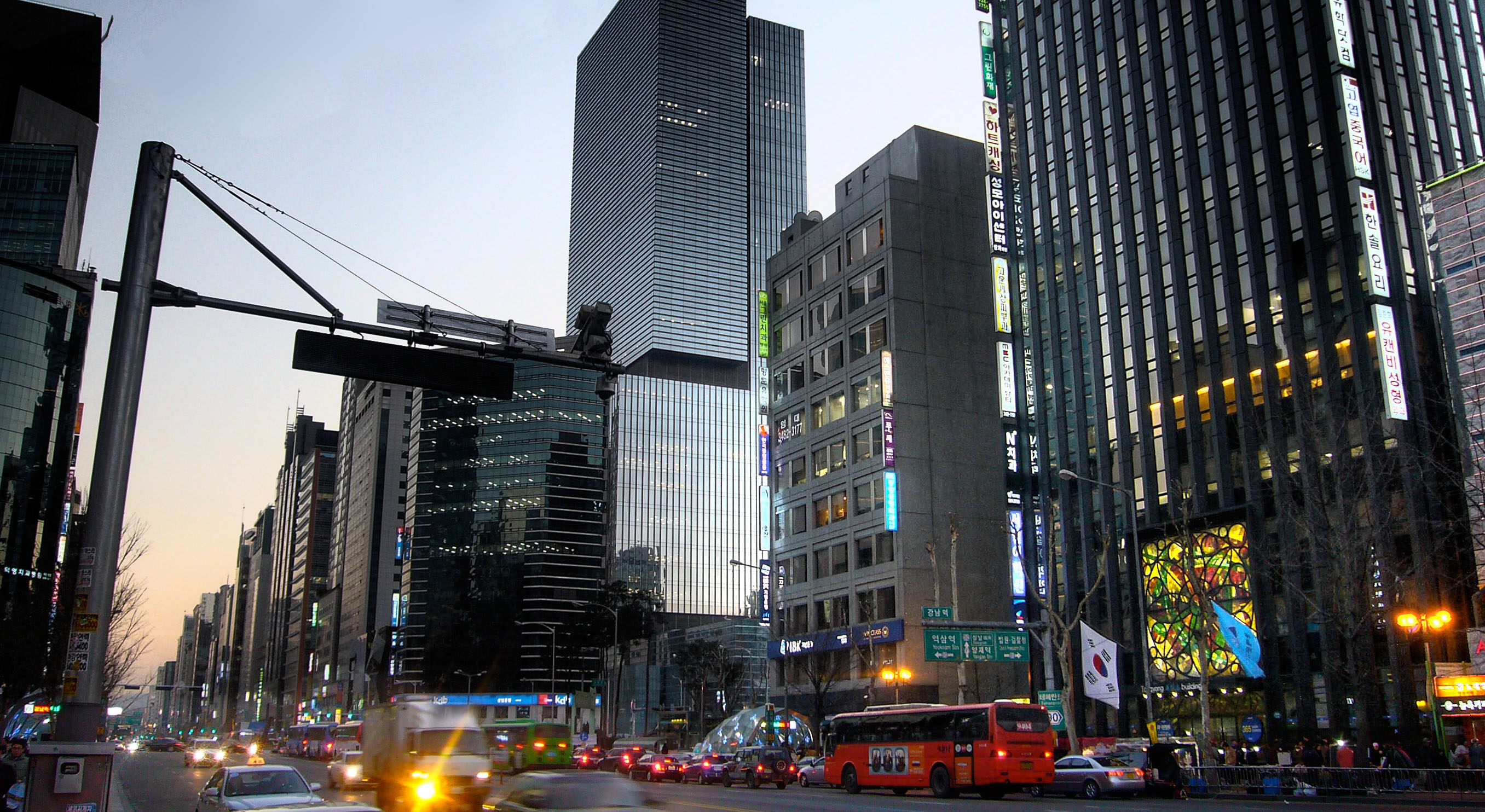
経済の中心江南区。(2009年)

主要産業は、エレクトロニクス、IT、化学製品、自動車、造船、鉄鋼である。2023年における韓国平均世帯所得は7,185万ウォンで、可処分所得は5,864万ウォン。2020年の国内総生産は世界10位。2021年の貿易輸出額は世界6位。2020年の国連工業技術力指数は世界3位。巨大財閥が経済に対して強大な影響力を持っており、中でもサムスン電子は、半導体・スマートフォン・テレビ・家電製品において世界シェア1位である。また、韓国は新興途上国への積極的な開発投資を行っており、一例として世界最高高度の建築物「ブルジュ・ハリファ」の建設は、韓国のサムスン物産がベルギーとアラブ首長国連邦の企業とジョイントベンチャーを組んで施工した。経済複雑性指標は世界4位。
主要な企業としては、上に挙げたサムスン電子の他に、現代自動車、キア自動車、LGエレクトロニクス、SKハイニックス、ネイバー、ロッテ、ポスコ、HD現代重工業などがある。

### 韓国経済史

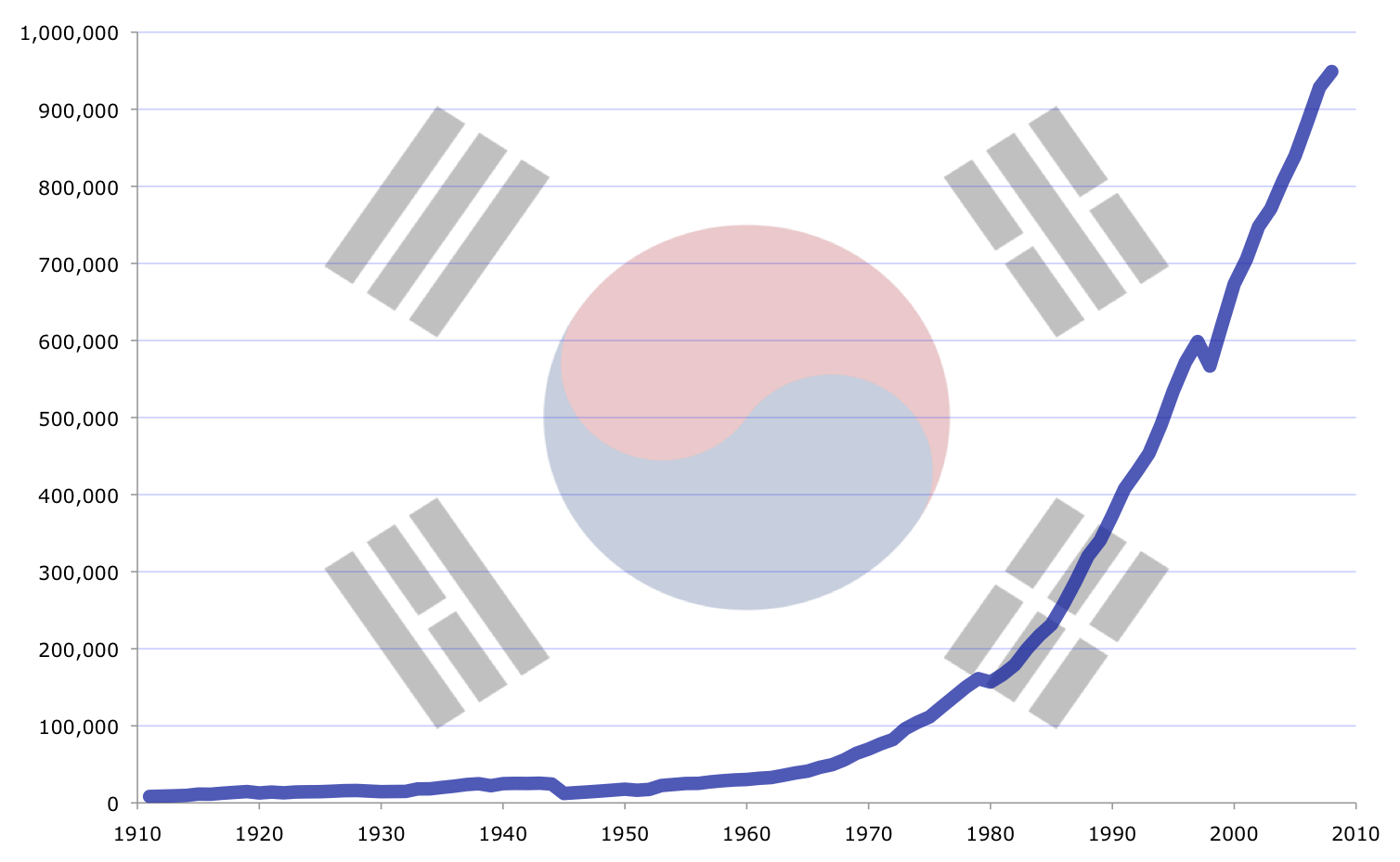
1962年から1994年までの間、韓国の経済は年20 %の輸出の伸びにより加速し、毎年平均10 %成長した。この期間は漢江の奇跡と呼ばれる。

韓国の経済は朝鮮戦争の激戦でインフラが破壊されたことによって1960年代前半までは大きく立ち後れていたが、1965年の日韓基本条約を機に、日本からの円借款などの資金協力や技術援助を受け、安い人件費を活かした製造業が発達し、1962年から1994年の間、年20 %の輸出の伸びを記録し、毎年平均GDPが10 %成長した。この急激な経済成長は、「漢江の奇跡」と呼ばれる。高度経済成長期、新興工業経済地域（NIEs）に数えられた時期を経て、1996年にOECD（経済協力開発機構）加盟。日本に次ぐ、アジアで2番目の先進国となった。
1997年にはアジア通貨危機により韓国経済は大きな危機に直面し、大量倒産や失業と財閥解体が起こり、外資導入と市場の寡占化が進んだ。大手輸出企業や銀行の株主の多くは外国人になった。2000年ごろには一時的な経済の立ち直りがあったものの、政府の金融政策のためクレジットカードを大量に発行した余波もあり、2003年ごろには個人破産が急増して国内での信用不安が高まり、金融が危機的状態となった。深刻な就職難に陥り、2009年大卒者就業見込みは55万人中4万人だけであった。
2000年に入ると、富裕層向けの高層マンションブームとなり、2002年から2012年までの10年間に不動産価格は68.5 %上昇した（日本のバブル景気とほぼ同率）。これらは一時低迷したものの2018年には再び不動産高騰によるバブル経済に突入し、2022年におけるソウルの一般マンション平均価格は1億6000万円前後を推移、年8 %の継続的な物価高騰が続くものの、いずれも賃金上昇率に見合わないため社会問題化している。
2007年ごろには、韓国の製造業が、技術的に先行していた日本と、大量生産により追い上げる中国の存在に追い込まれるのではないかとする「サンドイッチ現象」への懸念が持ち上がっていたが、リーマン・ショック以降、ウォン安政策によって輸出が伸び、2011年には韓国の貿易依存度は対GDP比96%となった。また、2010年ごろから2012年末までに続いた超円高や、2011年の東日本大震災などの災害により、日本の製造業が低迷する中、競合の韓国の技術企業は大きく業績を伸ばした。特に好調なサムスン電子は売り上げ高と利益を伸ばし、さらには自社内の基礎研究にも力を入れたことで、世界最大のエレクトロニクス・テクノロジー企業となっている。電化製品においては、品質にこだわり保守的な日本企業に対し、コストパフォーマンスに優れ消費者に訴求するデザインや機能性を追求した韓国製品がシェアを拡大し、テレビの世界シェアは3割と日本を大幅に上回っている。また現代自動車は欧米先進国における自動車販売台数を急激に伸ばし世界3位の自動車メーカーとなった。
2018年文政権政権によって大幅な最低賃金引き上げが行われ、直後は失業率が上昇したがその後は安定、生産性の向上も起こり同年の経済成長率は2.7%となった。2020年最低限の住宅基準以下の世帯は4.6 %に改善、2010年の10.6%の半分以下になる。2018年時点での国内総生産は世界10位であり、近年は知的財産への投資も増加している（韓国の知的財産権問題も参照）。
大手製造業である財閥系輸出企業は好調であるが、韓国全体の雇用に寄与しておらず、内需はきわめて停滞しており、韓国国内においては財閥系企業の寡占が問題となっている。2021年時点で、韓国の国内総生産の14%を三星財閥ひとつで占めていた。このため、社会では「二極化」という言葉がよく使われるようになり、経済的格差の拡大が問題となっている。その他恒常的な問題として、徴兵義務回避や留学志向のため、優秀な若者は韓国国内の経済状況に関わらず、アメリカを中心とした国外の企業・研究機関に就職する傾向が高まっており、頭脳流出が懸念されている。

### 半導体・電子部品

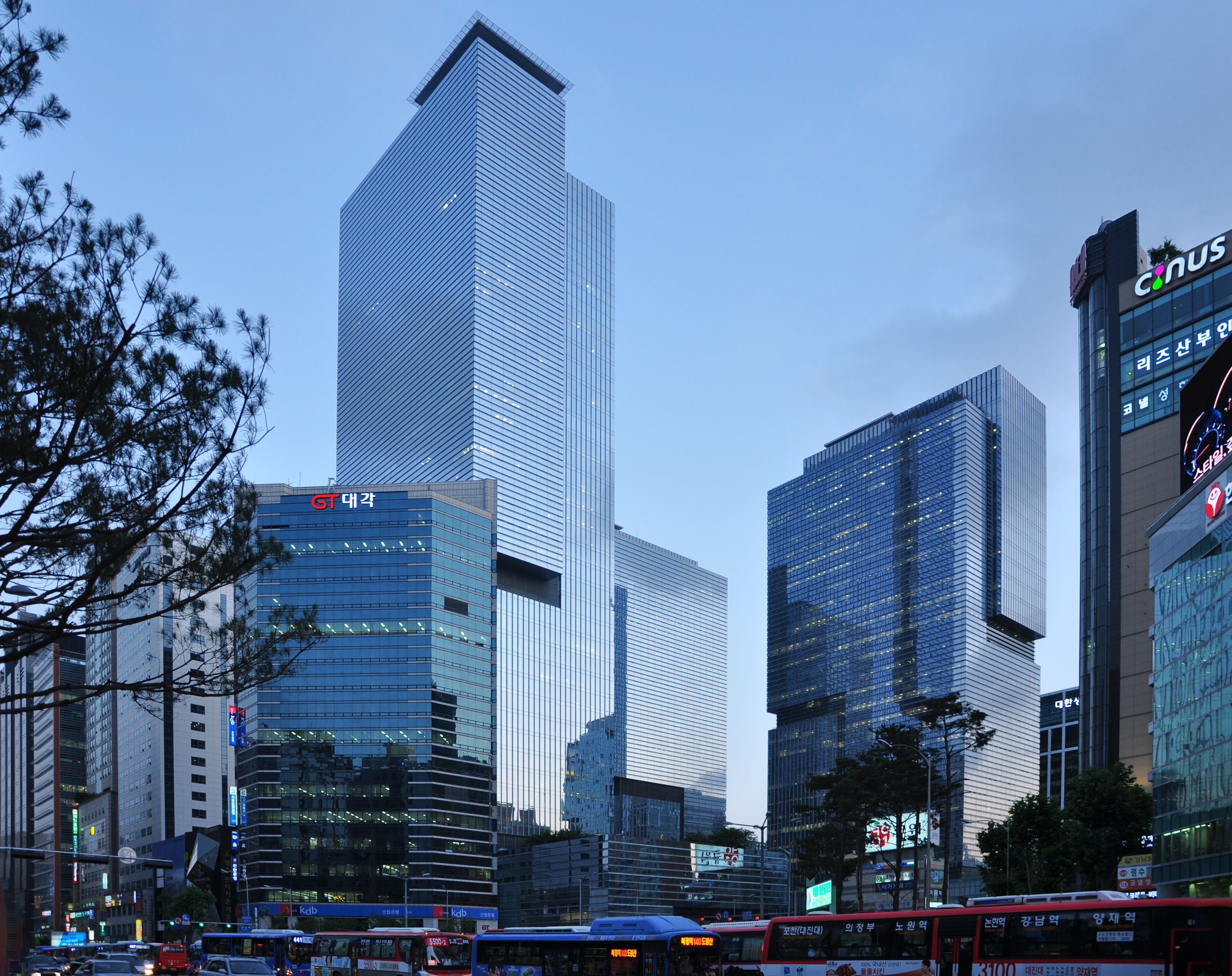
世界最大の半導体、スマートフォン、物理テクノロジー企業であるサムスン電子。

DRAMでは世界シェアの約半数近くを占める。1997年のアジア通貨危機で、当時、単なる主要企業にすぎなかった韓国の半導体メーカーらは一時的に倒産寸前にまで追い込まれるが（SKハイニックスは、2001年に一度経営破綻している）、韓国政府からの公的資金注入による韓国の将来をかけた半官半民体制や、破綻を避けるための広範な構造改革、効率的な経営計画の実行、大規模投資、日本の電機メーカーとの相互協力（ソニーとの液晶パネル製造の合弁会社設立や、相互特許使用契約の締結。東芝との光ディスク装置の合弁会社設立。古くはフラッシュメモリの共同開発と技術仕様・製品情報の供与契約の締結などもしている）などを経て著しく躍進し、グローバル企業への成長を加速させる。半導体技術力向上の一環として、世界中から人材を集めるのが特徴で、サムスン電子などは韓国政府のバックアップのもと、1991年の日本のバブル崩壊時に大がかりにリストラされた東芝、松下電器、三洋電機、シャープ、NECなどの日本人技術者を高給でヘッドハンティングし、日本人技術顧問が外国人技術者中77名と大半を占めるなどの環境下で、最新技術を取得。それらの要因と日本の電気メーカーの緩慢さ・展望の見誤りもあり、1990年代まで日本が優位にあったDRAM業界のシェアを韓国が塗り替えることになった。これに対し日本や他国の企業は技術流出の対抗策として、自社技術者の監視、生産技術の内製化を進めている。一方で韓国企業でも同様に他国への技術流出対策を積極的に行っている。フラッシュメモリーは日本や米国にも輸出する反面で部品を輸入し、水平分業が盛んである。パソコンや携帯電話などで使われる汎用品の液晶パネルでもDRAMと同じ産業構造であり、韓国が世界トップのシェアを占めている。

### 家電・情報通信製品

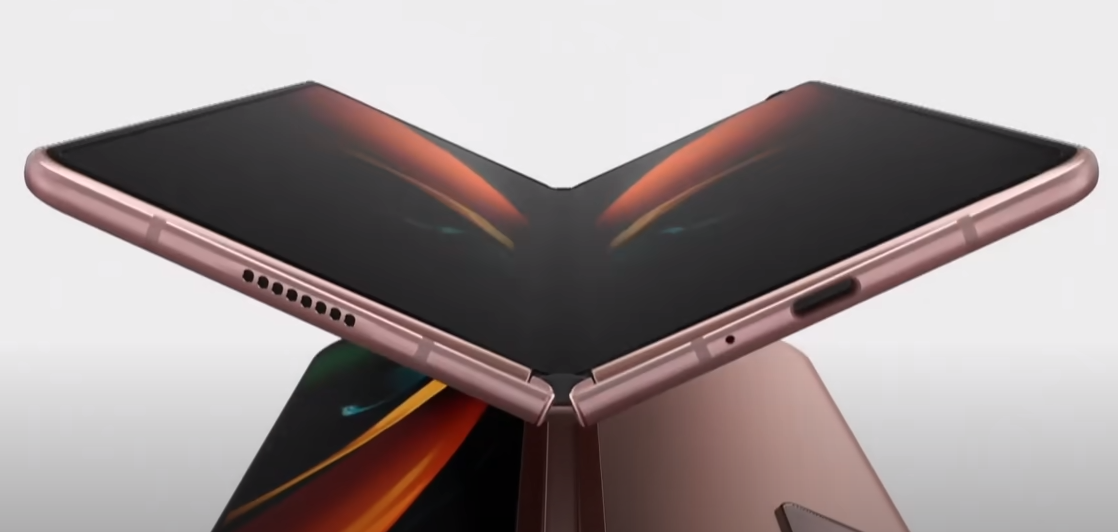
スマートフォン世界シェア１位であるGalaxyシリーズの折り畳み可能なディスプレイを搭載した端末。

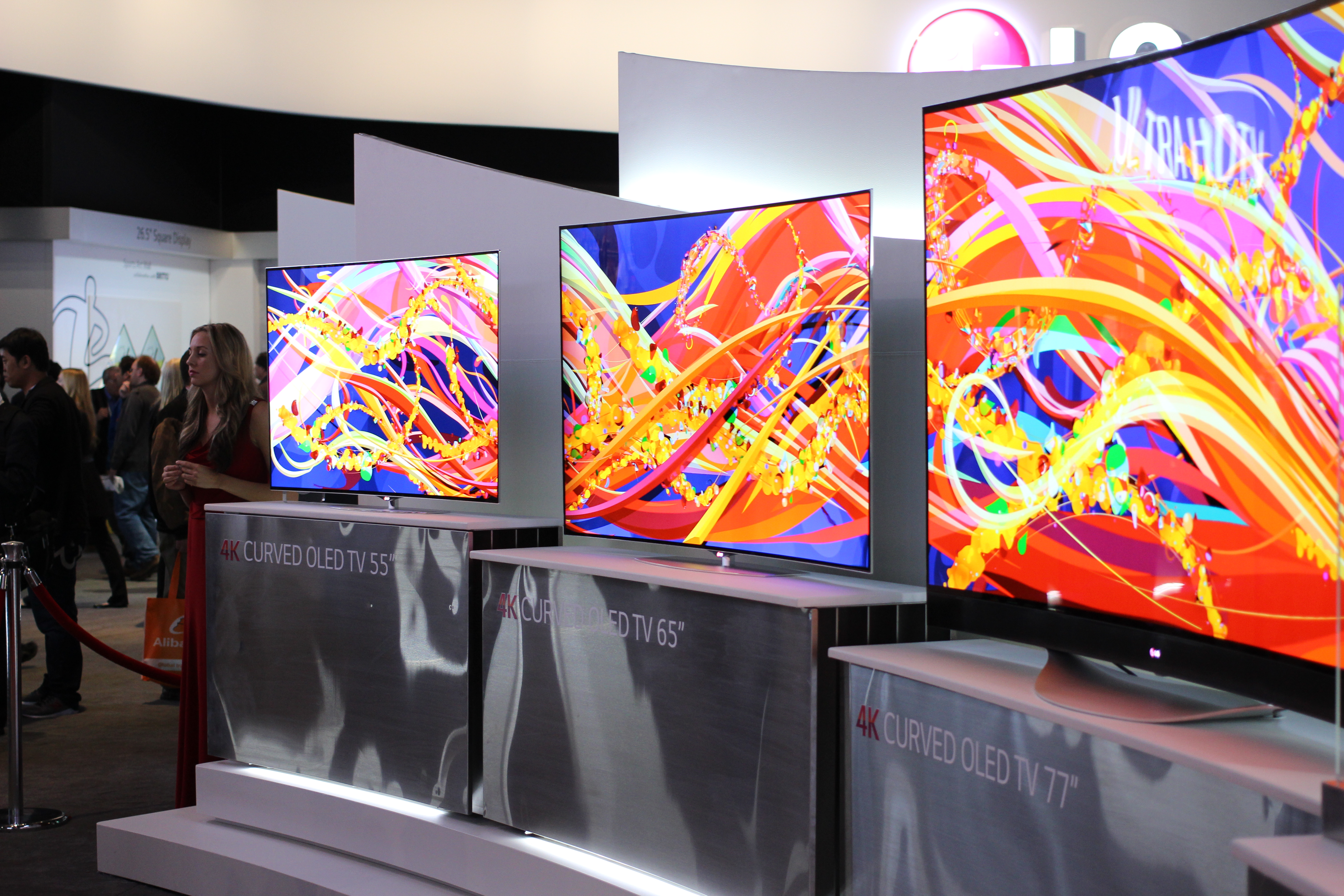
白物家電世界最大手LGは、テレビ用OLEDディスプレイでも世界シェア1位。

韓国の家電・情報通信製品は2021年、世界最大の販売シェアを得ており、液晶テレビや携帯電話の分野ではサムスン電子が、冷蔵庫、洗濯機、エアコンなどの白物家電の分野ではLG電子が世界的に有名である。
特にサムスン電子の製品は、新興国のみならず欧米でも高いブランド価値も得ている。デジタルカメラやプリンターなど日本企業が健闘していた製品領域での伸びも著しい。携帯電話の分野では国際マーケットでノキアやモトローラなどと熾烈な競争を続けている。基幹部品のフラッシュメモリーや液晶パネルのシェアで世界トップであることが強みであり、第三世代携帯電話 を中心に韓国製のシェアが伸びている。この分野についてはOEM（相手先ブランドによる生産）やEMSなどが広範に行われており、いわゆるブランドシェアと実際の国際マーケットにおける貢献の詳細については不明な点も多い。クレジットカード照会機、PCPOSシステムと周辺機器、複合クレジットカード照会機をはじめとした各種の電子機器の海外輸出も行われている。

### 自動車

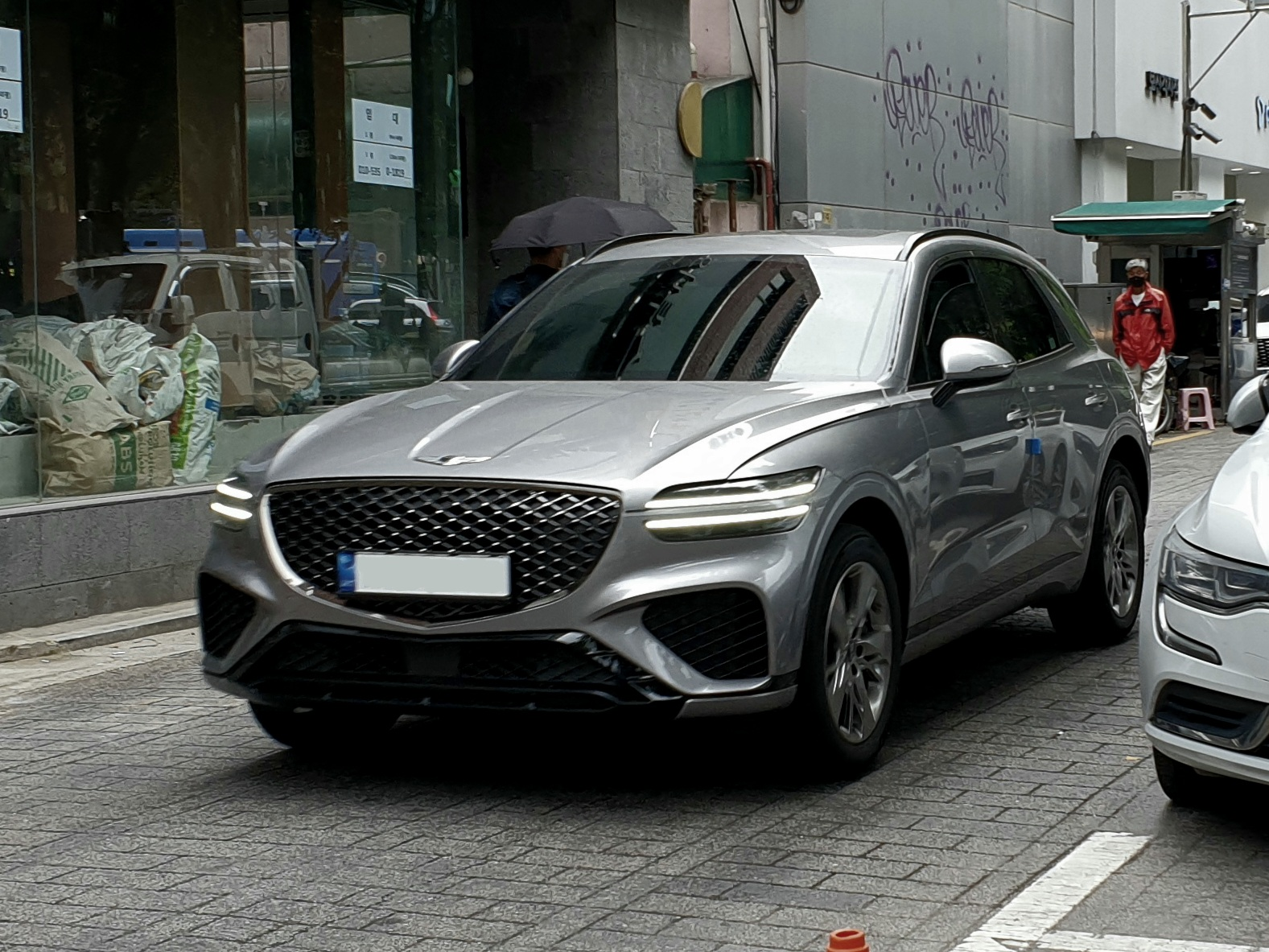
現代・起亜自動車は単独売上台数で世界第3位の自動車メーカーである。

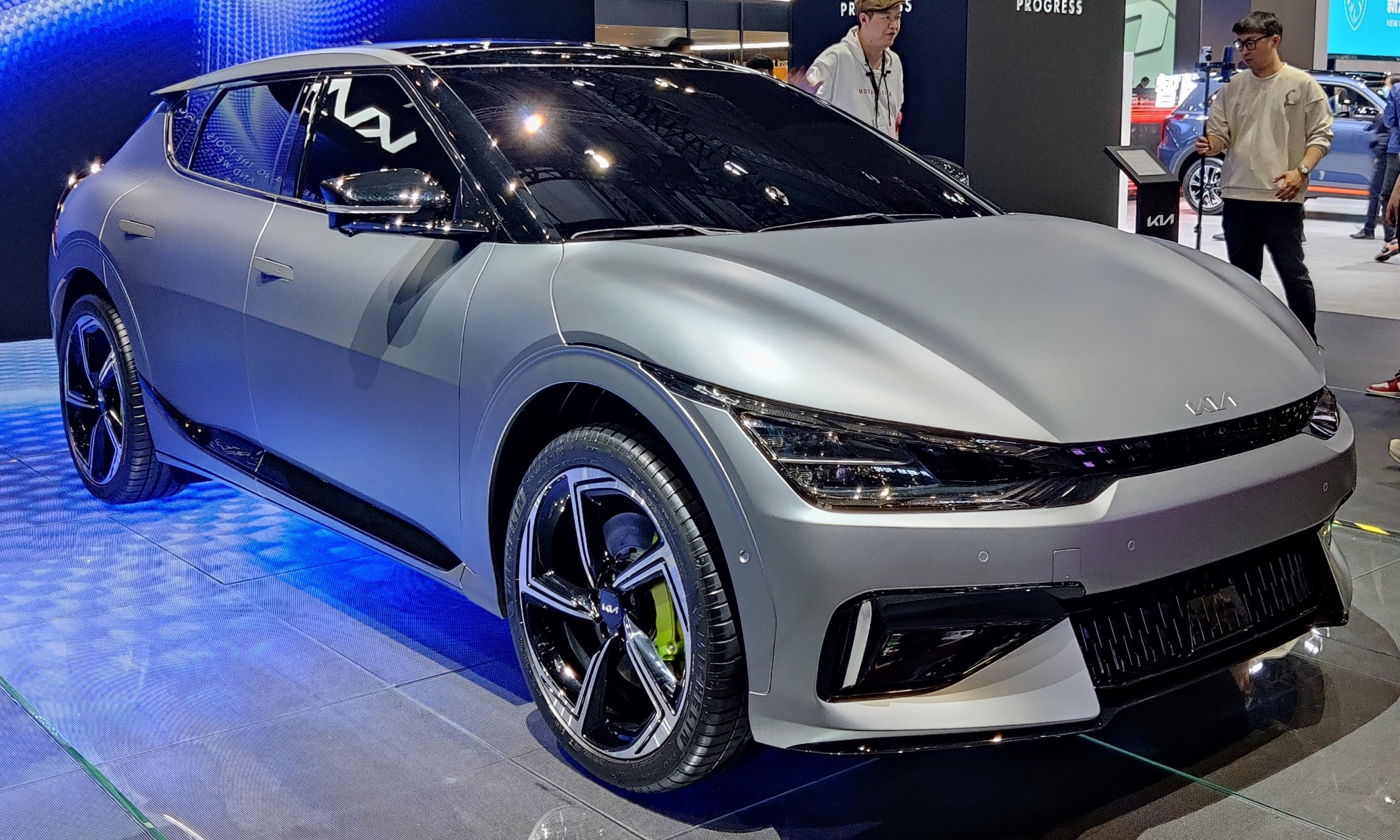
起亜自動車のEV6

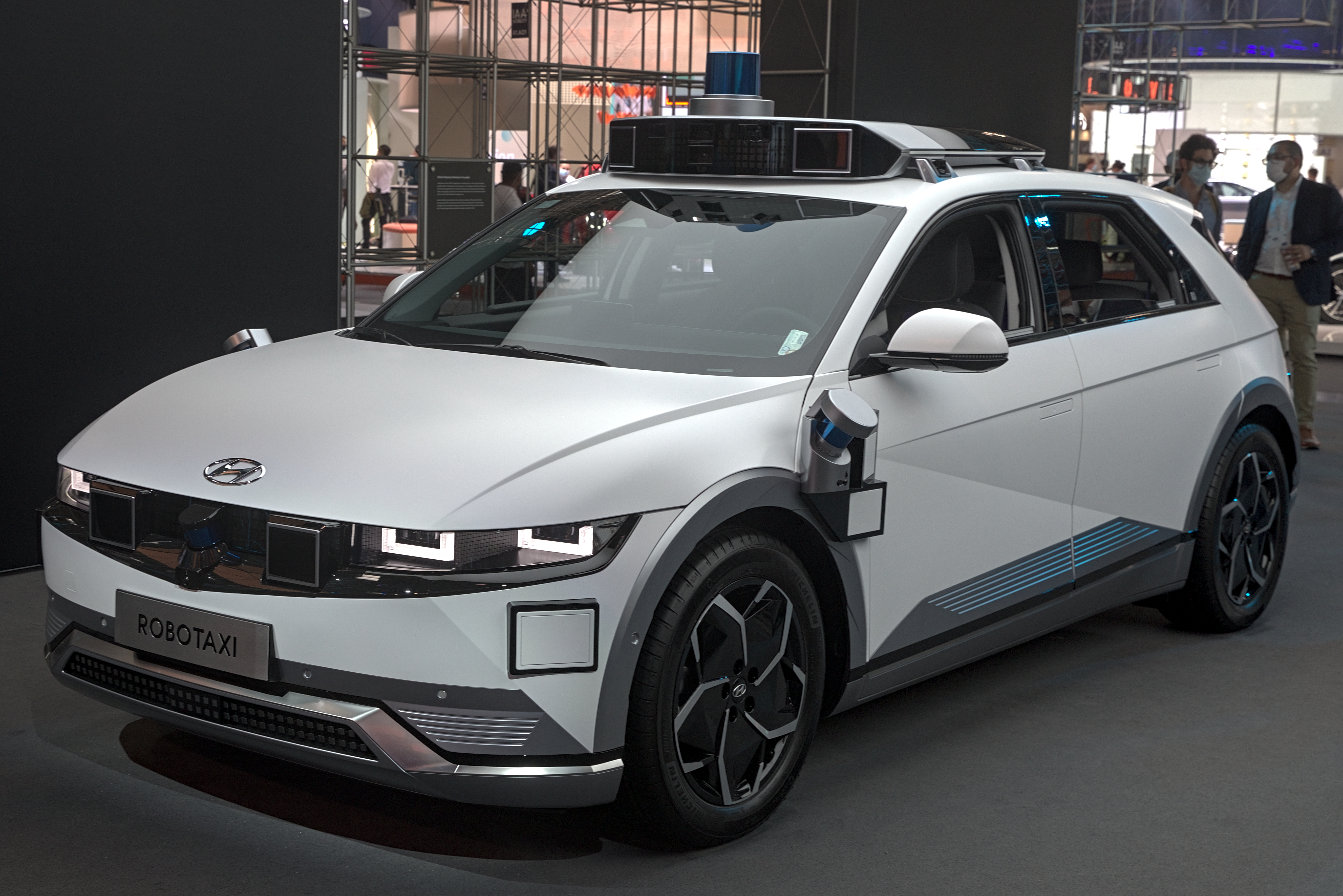
2022年ドイツカーオブザイヤーを受賞した自動運転電気自動車ヒョンデのアイオニック5。

2020年時点の韓国の独立系自動車資本は現代-起亜自動車グループだけであり、その他の自動車メーカーは外国企業の傘下である。韓国の自動車産業の歴史は日本企業との提携から始まった。現代自動車は三菱自動車工業、現在では現代自動車の傘下に入っている起亜自動車はマツダ、大宇自動車（GM大宇を経て現在は韓国GM）はトヨタ、ルノーサムスン自動車は日産自動車と提携していた。韓国国内では1988年に自動車の輸入が自由化されたが、「輸入先多辺化（多角化）制度」と呼ばれる事実上の対日輸入禁止品目において自動車が指定されていたために、日本車の輸入・販売は1998年7月に至るまで禁止されていた。
現代-起亜自動車グループは、2000年代中盤までには日本以外の世界市場ですでに一定の低・中価格帯の車種のシェアを獲得し、2000年代後半にはさらなる高価格帯への参入を企図し、2008年に初めて海外の高級車マーケットにヒュンダイ・ジェネシスを投入した。一方、趣味性の高いスポーツカーはほとんど販売しておらず、数々の特色のあるスポーツカーを市場に投入してきた日本の自動車メーカーとこの点で異なる。2002年、現代・起亜はアメリカで、エンジン出力水増し広告が発覚し、集団訴訟され、補償金を支払った。2012年、今度は燃費水増し広告が発覚し集団訴訟が起こされ2億1000万ドルの支払いで和解した。
韓国車のデザインは2000年代前半ごろまでは日本車の影響が強かったが、2000年代後半からその影響を脱し飛躍的に向上している。これは現代-起亜自動車グループが、生産効率よりもデザイン優先に経営方針を定め、起亜がアウディのチーフデザイナーだったペーター・シュライヤーを獲得して最高デザイン責任者に、現代がBMWのチーフデザイナーだったクリストファー・チャップマンを獲得してデザイン責任者に据えたことが影響している。現代起亜グループの立役者となったペーター・シュライヤーは2012年12月に現代起亜グループの社長となった。また品質の向上も著しく、世界金融危機以降の円高ウォン安の影響もあり、特に米国や欧州市場で販売シェアを伸ばしており、2011年の現代-起亜自動車グループの現代自動車と起亜自動車の合計販売台数は660万台で世界4位であった。

### ディスプレイ
韓国は世界最大のディスプレイ製造国であり、世界シェアは50%を超える。
日本は市場に出せる商品を開発・事業化し、液晶産業の創造・成長をリードしてきた。しかし、1996年ごろから韓国が液晶産業に参入すると、半導体産業での学習・経験と、日本企業からの意図した技術移転により、液晶産業を 急速に立ち上げた。そして、近年両国は大きく液晶の生産量シェアを拡大し、日本を追い越した。
韓国素材部品企業の技術開発や素材部品-パネル企業共同の国産化努力により、偏光板、BLU、フォトマスク、有機材料（EML、HIL）などは国産化に成功した。しかしながら韓国素材部品の国産化率はLCD 65 %、OLED 57 %水準である。韓国を代表する素材部品企業は偏光板、有機材料などを生産するLG化学・サムスンSDI、Wet Chemicalを生産する東進セミケム・ENFテクノロジー、フィルムを生産するコーロンインダストリー・未来ナノテック・暁星・SKCハイテクアンドマーケティング、有機材料を生産するトクサン・ネオルックス（DS Neolux）などがある。韓国の大半の素材部品企業は、韓国のサムスンディスプレー、LGディスプレーのみならず、中国、台湾にも輸出している。

### IT・情報通信インフラ

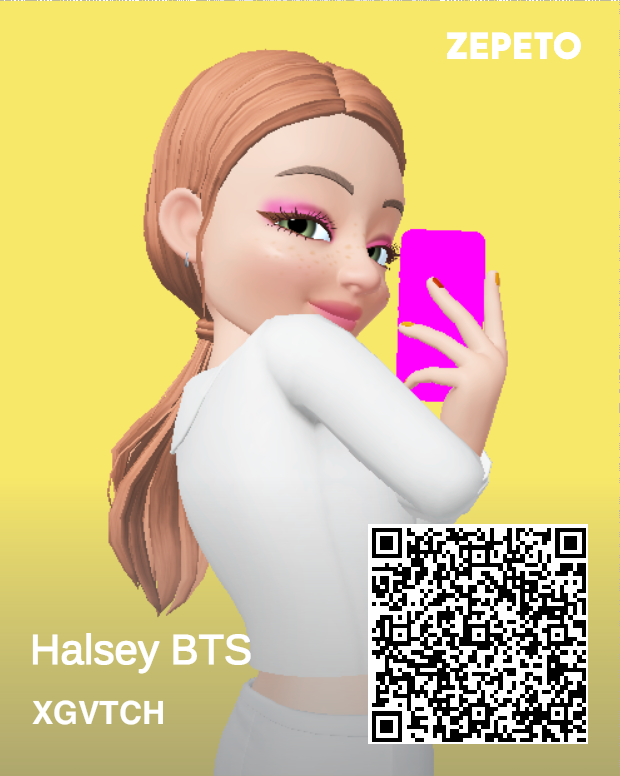
アジア最大のメタバースプラットフォームZEPETO。韓国はメタバースで世界最先端を走る。

韓国ではブロードバンドが普及しており、インターネット放送や通信型ゲーム、サイワールドなどのソーシャル・ネットワーキング・サービス（SNS）やオーマイニュースなどの市民参加型インターネット新聞サイトなど多様なサービスを展開している。近年では世界初の映像付きオンラインゲームの開発とPUBGをはじめとする大ヒットタイトルの制作（後述）、SNOWやLINEをはじめとするアプリケーションコンテンツの開発もその代表である。メタバース市場では、ファッション分野で高い世界シェアを得ており、特にネイバーのZEPETOは、GUCCIやラルフ・ローレンまた、ZARAのメタバース参入時にプラットフォームとして採用された。

### 建築・土木・プラント

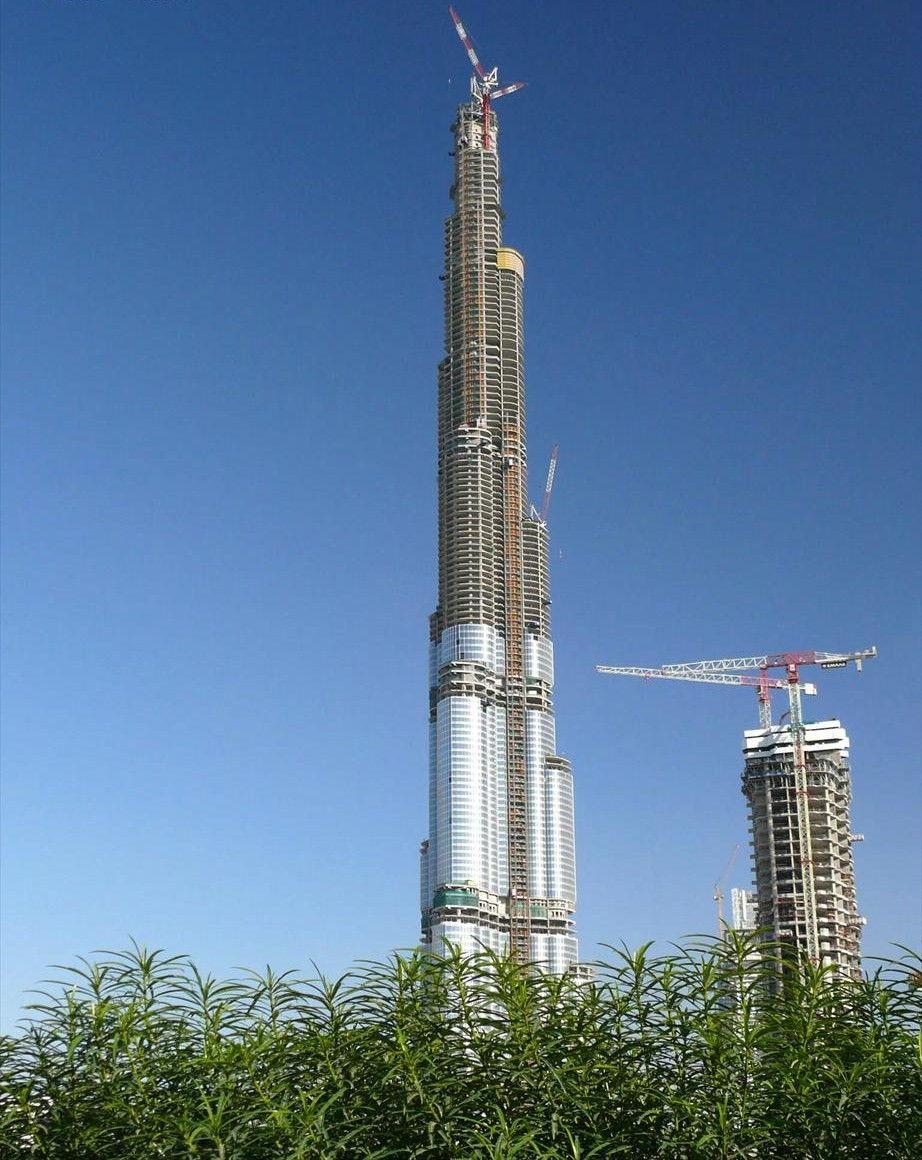
韓国サムスンが建設した世界で最も高いビルブルジュ・ハリファ。

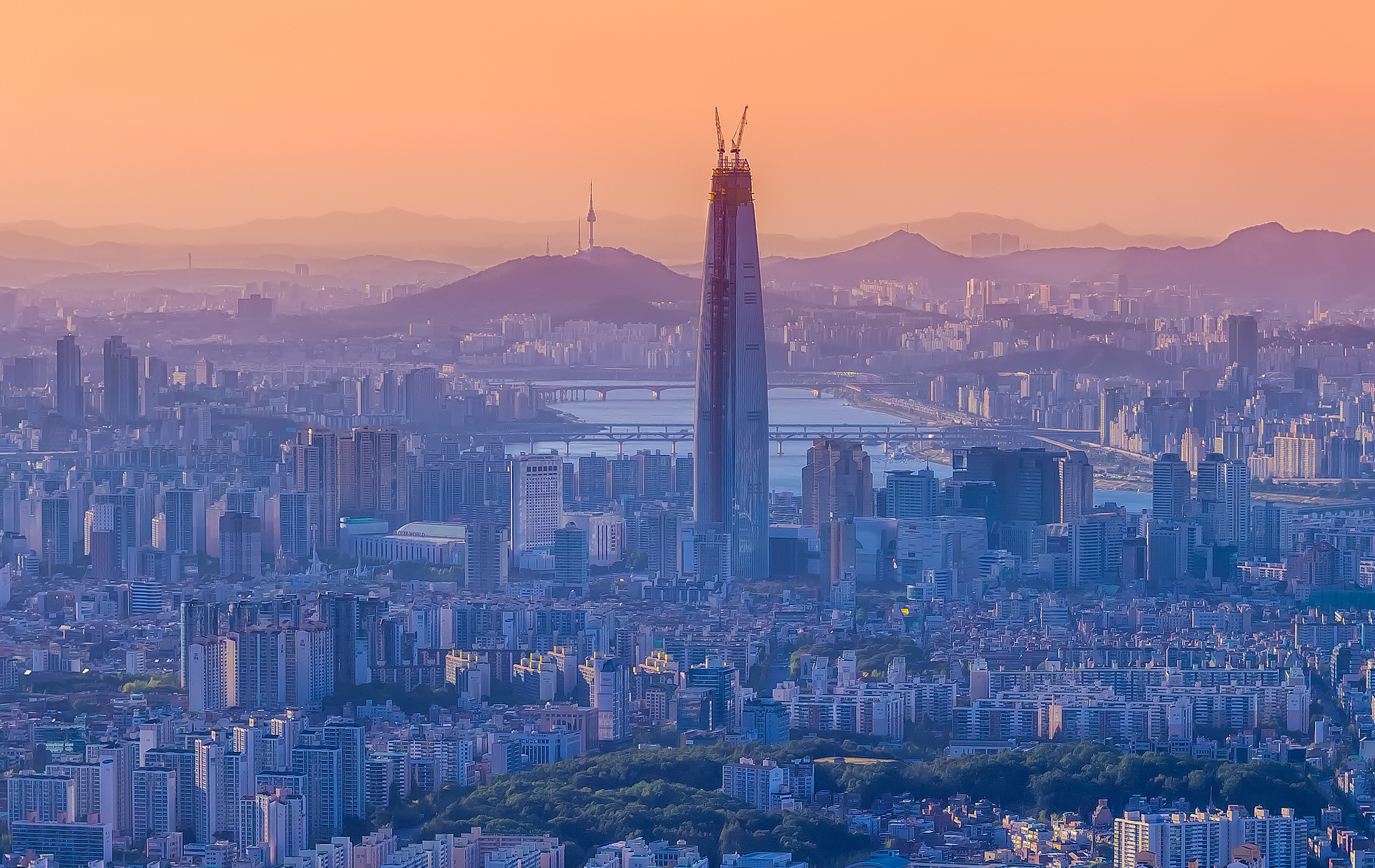
ソウルにロッテワールドタワーが建設される様子。(2015年)

韓国の建築・土木企業は1990年代ごろまで、「手抜工事」が多く、三豊百貨店や聖水大橋、KB橋の崩落事故などにより多数の死者を出したことから安全性に疑問を持たれることもあるが、近年は韓国建設業界の発展は目覚ましく、世界への進出を加速させている。
2000年以降、韓国建設業界は単純な土木工事から脱却し石油化学などのプラント受注などに力を入れており、中東地域やアジアからの受注が多い。また、リゾートやニュータウンの建設にも力を入れており、サムスン建設がドバイで完成時点で世界一の高さになったブルジュ・ハリファを外国企業と共同で建設した。
韓国の建築企業は、発電所や淡水・発電プラントなどの大型プロジェクトを一括（ターンキー方式）受注している。おもな企業は、斗山重工業、HD現代重工業、サムスンエンジニアリング、サムスン物産、現代建設、サムスン建設、SK建設、SKエンジニアリング、GS建設、大宇インターナショナル、韓電KPS、ハンソルEMEなどである。

### 造船
2000年に建造量と受注残（いずれも標準貨物船換算トン数）で日本を抜き世界1位の造船大国になった。
韓国最大の造船企業であるHD現代重工業は、2021年において世界シェア1位。HD現代重工業の世界最大の造船設備を有する蔚山広域市は、1人当たりの地域別総生産（GDP）がアジア1位で、これらの要因の一つとなっている。
プラザ合意以降の日本の円高による競争力低下とアジア通貨危機を受けてのウォン安が、韓国造船業界の発展の追い風となった。
それとともに造船技術も発展し、2002年から2006年までに世界で発注されたLNG船の78.3 %、ドリルシップの68 %、油田開発用洋上石油生産設備（FPSO）の53.8%を韓国メーカーが受注し、高付加価値船舶市場でも高いシェアを得た。ただし海洋プラント市場では、大半の利益は海外企業に流れており、シェアほどの利益を得られていない。
2008年に世界金融危機を受けて世界経済の収縮が始まると、造船業界の景気も急激に悪化し、年間建造量は世界1位を維持したが年間受注量と受注残（いずれも標準貨物船換算トン数）が初めて中国に抜かれ世界2位になった。2010年上半期には建造量、受注量、受注残量すべての指標で中国に抜かれた。

### 軍需産業

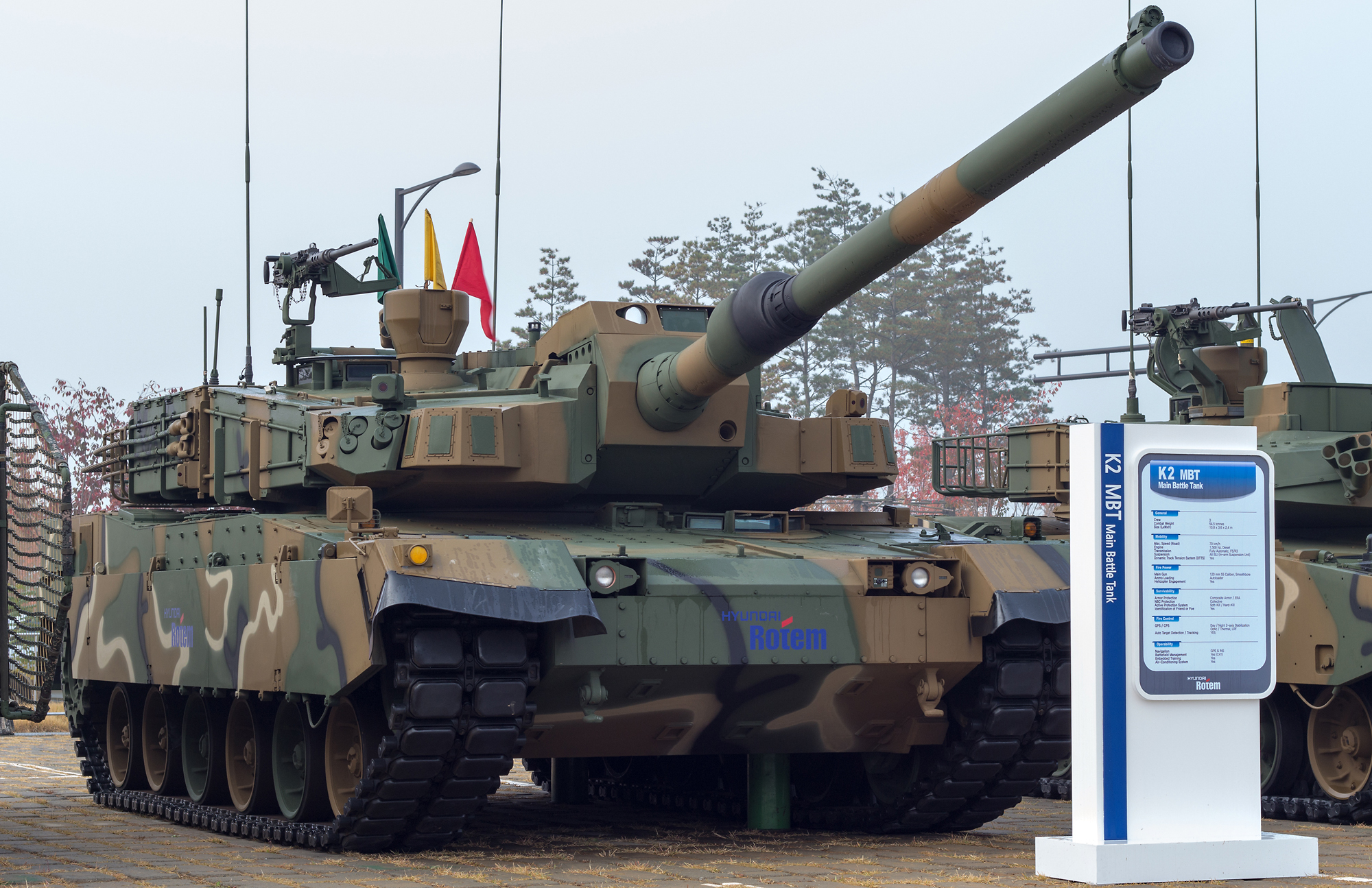
国産の次世代高性能戦車K2ブラックパンサー。

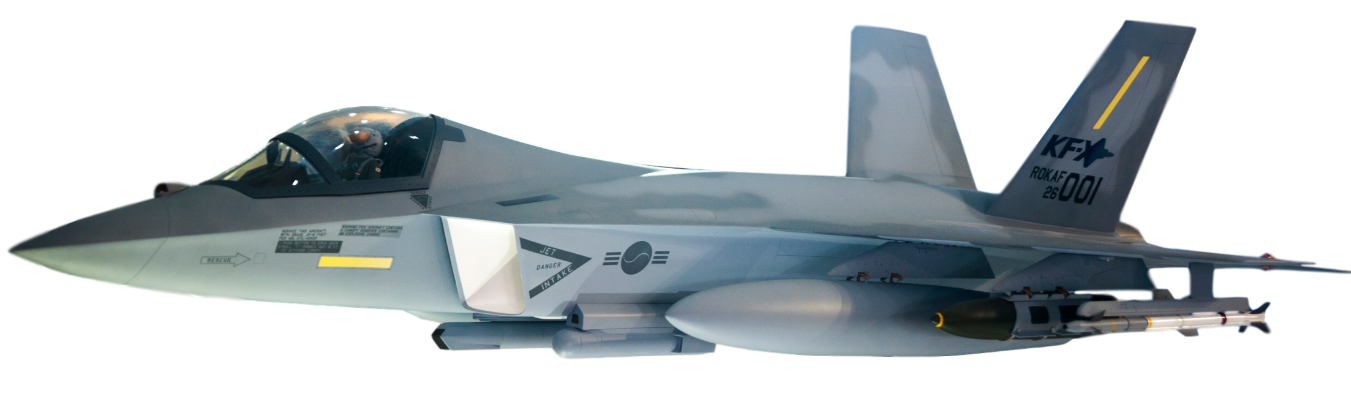
開発中の国産戦闘機KF戦闘機。

スウェーデンのストックホルム国際平和研究所（SIPRI）によると、2019〜23年の累計で韓国は世界10位の武器輸出国である。輸出先はポーランド、フィリピン、インドの順で多い。23年単年では、ポーランド向けが9割を占めた。
韓国の防衛装備品の輸出額は2021年が約72億5000万ドルだったが、22年は約173億ドル、23年は約135億ドルと膨れ上がり、24年は約200億ドルに達する見通し。
2022年のロシアによるウクライナ侵略で需要が高まる欧州への武器輸出の拡大に力を入れており、2024年には韓国大手企業がルーマニアと自走砲などの契約を結んだ。ルーマニア国防省と契約したのは、韓国防衛産業大手ハンファ・エアロスペースで、自走砲「K9」54両、弾薬運搬装甲車「K10」36両など計1兆3千億ウォン（約1500億円）規模を供給する。K9はすでにポーランド、ノルウェー、フィンランド、エストニアなどが導入を決めている。北大西洋条約機構（NATO）の事務総長が防衛分野で韓国との協力を模索すると発言するなど、近年防衛分野で世界的な存在感を増している。

### 工作機械・金型/製造装置
産業ロボットの稼働数は中国に次ぐ世界2位である。
2000年代初頭より中小企業庁は京畿道富川市の金型産業を地域特化品目に認定するなど金型産業にも力を入れている。これを受け富川市は金型産業支援条例を制定し、世界で初めての金型集積化団地を造成し、世界的な金型産業の前進基地として育成している。
事務用機器、医療用機器、自動車用ギアボックス、携帯電話、PDA・半導体用金型部品、プレス用金型部品、自動車用プレス金型部品、エンジニアリングプラスチック金型、二重射出金型、ダイキャスティング金型、ブロー金型、マシニングセンタ、放電加工機、NCフライス盤、研削盤などのさまざま金型メーカーが存在している。長らく金型・工作機械産業は輸入超過の赤字であり韓国の産業界では問題児とされていたが、2005年以降黒字に好転し、外貨獲得率80 - 90 %の優秀な産業に変貌している。
アメリカの最先端ブロンコ・スタジアムの骨組みとなる数十トンの鉄骨用高強度ボルト・ナットの輸出や、独BMWの部品供給メーカー、カイザー社への工作機械供給など世界各国に輸出している。
韓国にはKPF、ファチョン機械、牙城精密、貨泉機工、ドラゴン電気などの中小企業から斗山インフラコアのような大企業まで1000社以上が存在している。

### 製鉄
ポスコ（POSCO、旧浦項製鉄）、現代製鉄などがある。ポスコは新日本製鐵から当時の最新の技術をそのまま導入して設立された。近年、中国で粗鉄の需要が急速に伸び中国国内の調達だけでは間に合わないため、中国は韓国から輸入するケースが出ている。また日本の自動車メーカーもポスコの鋼板を採用するようになった。
2012年にポスコが新日鉄から不正に流出された技術を使っていたことが裁判となり2017年に300億円の支払いで和解した。
2020年の粗鋼生産量は6710万トンであり世界第6位であった。

### 金融

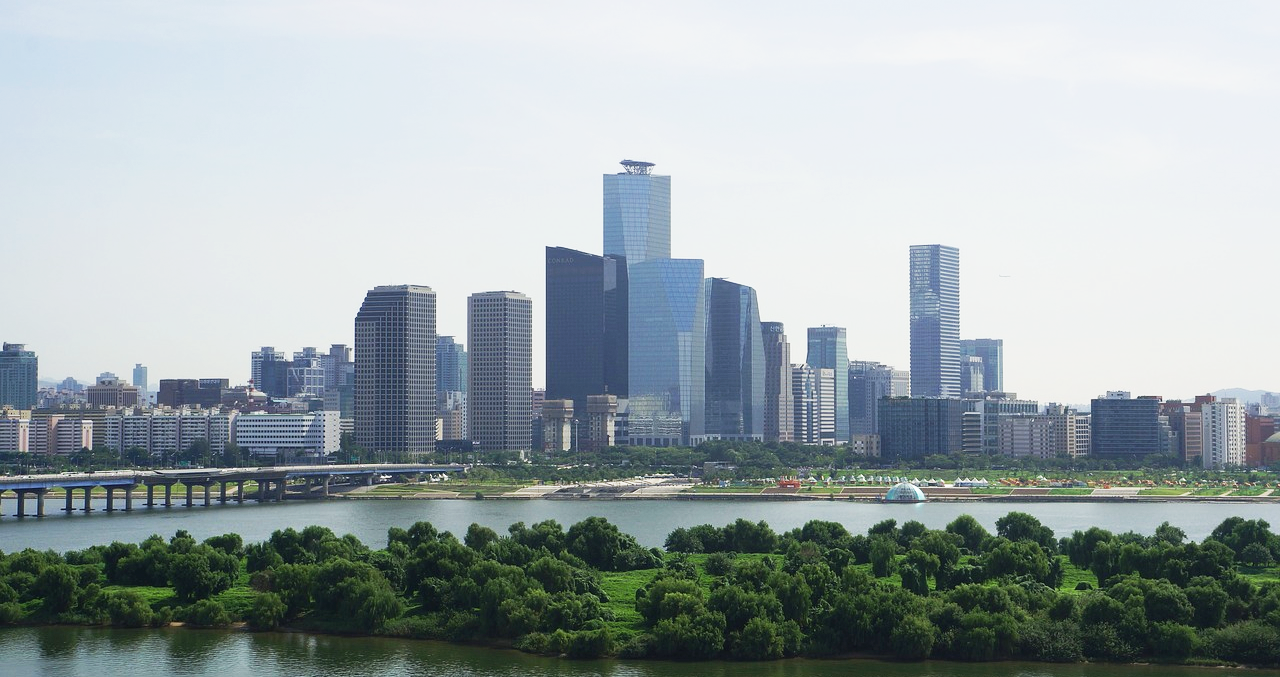
韓国の金融の中心である汝矣島。

金融関係は、大きな転換期にある。銀行関係では、韓国銀行が中央銀行で、民間の主要銀行にはKEBハナ銀行、国民銀行、ウリィ銀行（もと韓一銀行など）、新韓銀行がある。証券は、韓国証券取引所で新規発行・取引されており、証券会社のウリィ投資証券、NH投資証券など四大証券会社が買収交渉に揺れているところに、新しく未来アセット大宇などが生まれている。保険会社にはサムスン生命保険、クモ生命（錦湖アシアナグループ）、サムスン火災などがある。

### 医療・生命科学

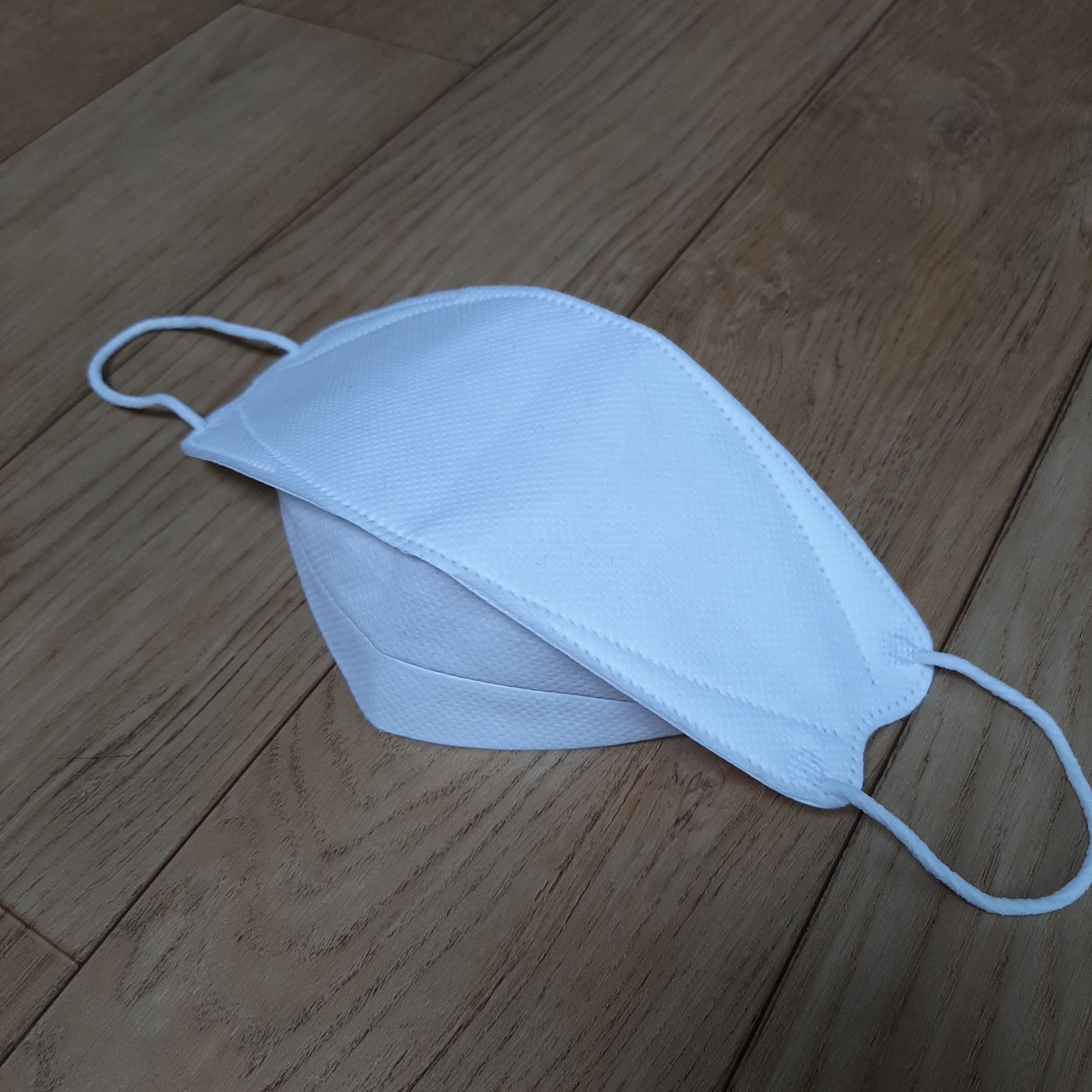
立体形状をした韓国産マスクKF94マスクは世界中でヒットした。

再生医療は世界的に将来有望な市場とみなされており、近年、韓国でも再生医学などの医療・生命科学技術（バイオテクノロジー）を振興している。2004年から2005年にかけて、ソウル大学の黄禹錫教授のヒト胚性幹細胞（ES細胞）に関する一連の世界初の成果により、韓国は再生医学分野における世界の先頭走者に躍り出ると見られていた。捜査と再検証によりイヌクローンの論文以外の一連の世界初の成果はすべて捏造とされたが、一部、そうではないとする議論もある。

### 農業
第二次世界大戦以降、韓国の農業技術は向上した。韓国の農業関係者の努力と、日本の農業技術の導入などが要因である。特に禹長春の業績が知られている。また農業研修生として来日した趙漢珪が帰国後に自然・有機農業を韓国式自然農法と称して実践している。
2024年の農産物輸出額は130億3000万ドル。
近年日本では、日本が開発した品種の種苗を韓国内に持ち込み、韓国内で無断栽培・無断増殖して韓国国外に輸出することが韓国による日本の農作物に対する競争力の強化を日本側が問題視している。2017年の推計によると、イチゴや「シャインマスカット」に代表されるブドウの被害が顕著であり、イチゴだけでも日本側の販売機会損失が5年間で220億円となっているほか、ブドウも韓国の輸出ブドウ額の88.7 %がシャインマスカットで、「ルビーロマン」や「ジュエルマスカット」などの高級品種も不正な手段で韓国に持ち込まれて無断栽培されており、山梨県産の「マイハート」も韓国に無断に持ち込まれて韓国側が「レッドシャインマスカット」として韓国内で登録して販売している。この他サツマイモの「べにはるか」の種芋も韓国人によって無断で持ち出され、2018年時点で韓国のサツマイモ栽培面積の4割が同品種となっている。
日本で開発された品種の栽培が盛んな背景として、日本側の開発者はもともと輸出をするつもりがなく、韓国で品種登録をしなかった事が挙げられているほか、改正種苗法が成立する以前は、日本国内で登録品種を正規に購入してから海外に持ち出して現地で産地化したとしても合法だった事もあげられている。このため日本側も機会損失や無断持ち出しと批判することはあるが条約違反などで法的措置を取ることができない。
こうした事例が日本で社会問題となり、2020年に日本の国会は品種の登録時に栽培地域や輸出先を指定でき、指定地域以外での許諾なしの栽培、海外への無断持ち出しは生産・販売の差し止め対象となり、違反者には過料を科すことができる改正種苗法を成立させ、一部品種については輸出先を「指定国なし」に設定して原則として海外への持ち出しを禁止した。
なお、植物の栽培に関しては、植物新品種保護国際同盟（UPOV条約）で知的財産の概念が導入されており、条約批准国の栽培者は品種の開発者に対して栽培料（ロイヤリティー）を支払うこととなっている。UPOV条約では条約批准国は10年以内に全植物を保護の対象としなければならないと定められている。韓国は2002年にUPOV条約に批准しており、日本側は韓国側に累次に渡りイチゴを含めた全植物の保護を早く実行するよう要請した。韓国は当初は2006年までにイチゴを保護対象とすることを表明したが、後に2009年に延長し、2009年にイチゴを除く全植物を保護対象とし、2012年（UPOV条約による猶予期間の最終年）になってイチゴを保護対象とした。
この間、韓国の生産者は日本側にロイヤリティーを支払わずに韓国で生産した日本産品種を日本に輸出しており、この期間中に日本の品種を掛け合わせてソルヒャンなどの韓国の品種を生み出した。韓国側は条約と研究の慣例上問題無い、日本の品種を元にしたソルヒャンの開発は条約上の権利である。シャインマスカットも韓国で品種登録をしなかったのだから、（日本側が）保護を受ける権利は消滅した、と答えている。

### 経済自由地域

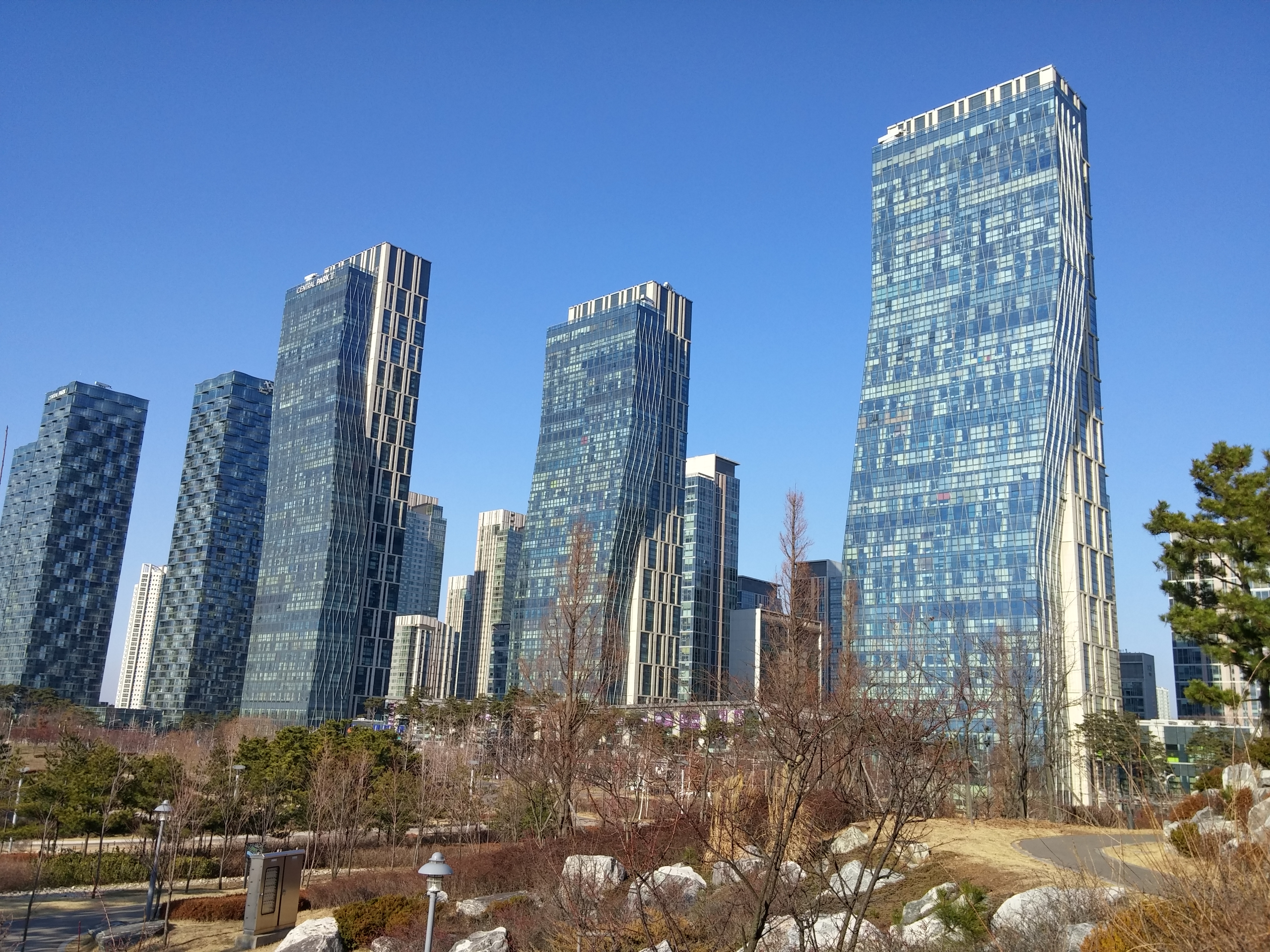
ソウル郊外の仁川。

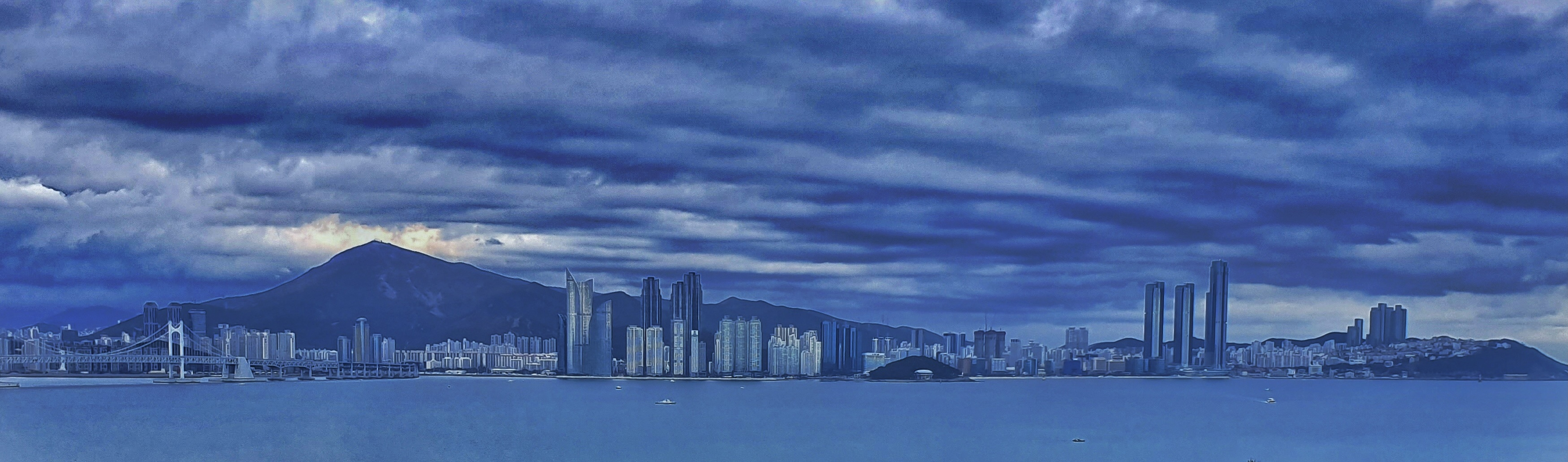
超高層ビルが立ち並ぶ釜山の沿岸部。

韓国政府は、2003年8月に「経済自由地域の指定運営法」に基づいて、仁川の永宗島、松島、青羅地区を経済自由区域に指定し、同年10月24日には釜山および鎮海と光陽湾一帯に対しても同様の指定を行い、仁川・釜山および鎮海・光陽湾による「3特区体制」を整備した。政府はこの3地域を「北東アジアのハブ（中心国家）構想（仁川は国際空港を中心とした金融・物流・国際業務センターとしての役割を担い、釜山および鎮海（東南地域担当）と光陽湾（西南地域担当）は中国・上海と競争する港湾物流・工業団地として育成する）」の拠点に据えるとの計画を発表した。
2006年からは、外国企業誘致のため、経済自由区域内では英語を公用化する必要性があるとして、公文書を英語で受付・処理するようになり、公文書や看板などには英語が併記されるようになった。
他にも、外国企業誘致策の一環として、松島地区において韓国では初めての公的教育機関としての外国人学校（対象は、韓国に住む外国人、仁川経済自由地域に進出する外国企業で働く外国人の子弟）となるチャドウィックインターナショナルスクールが2010年に開校した。

## 地理

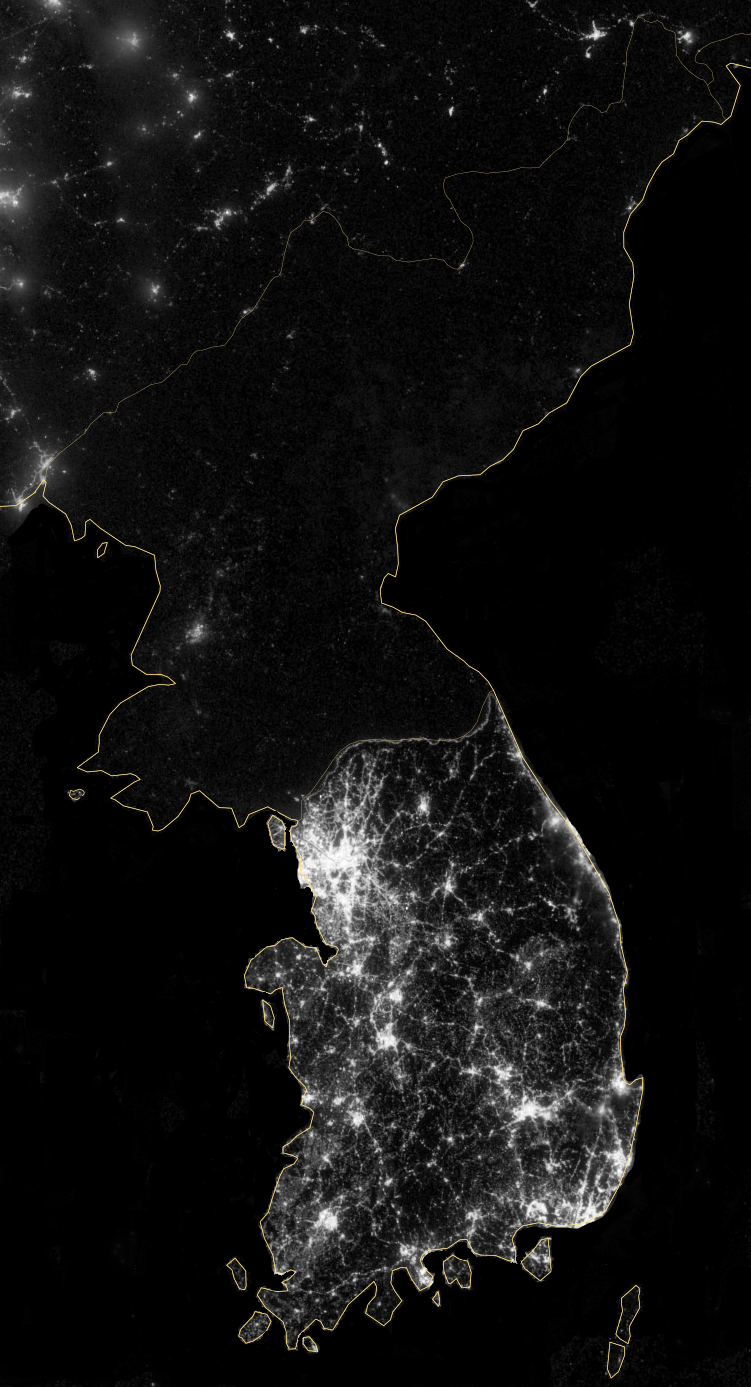
NASAからの2012年における夜間の朝鮮半島の合成写真。光量は経済活動の直接的な指標である。

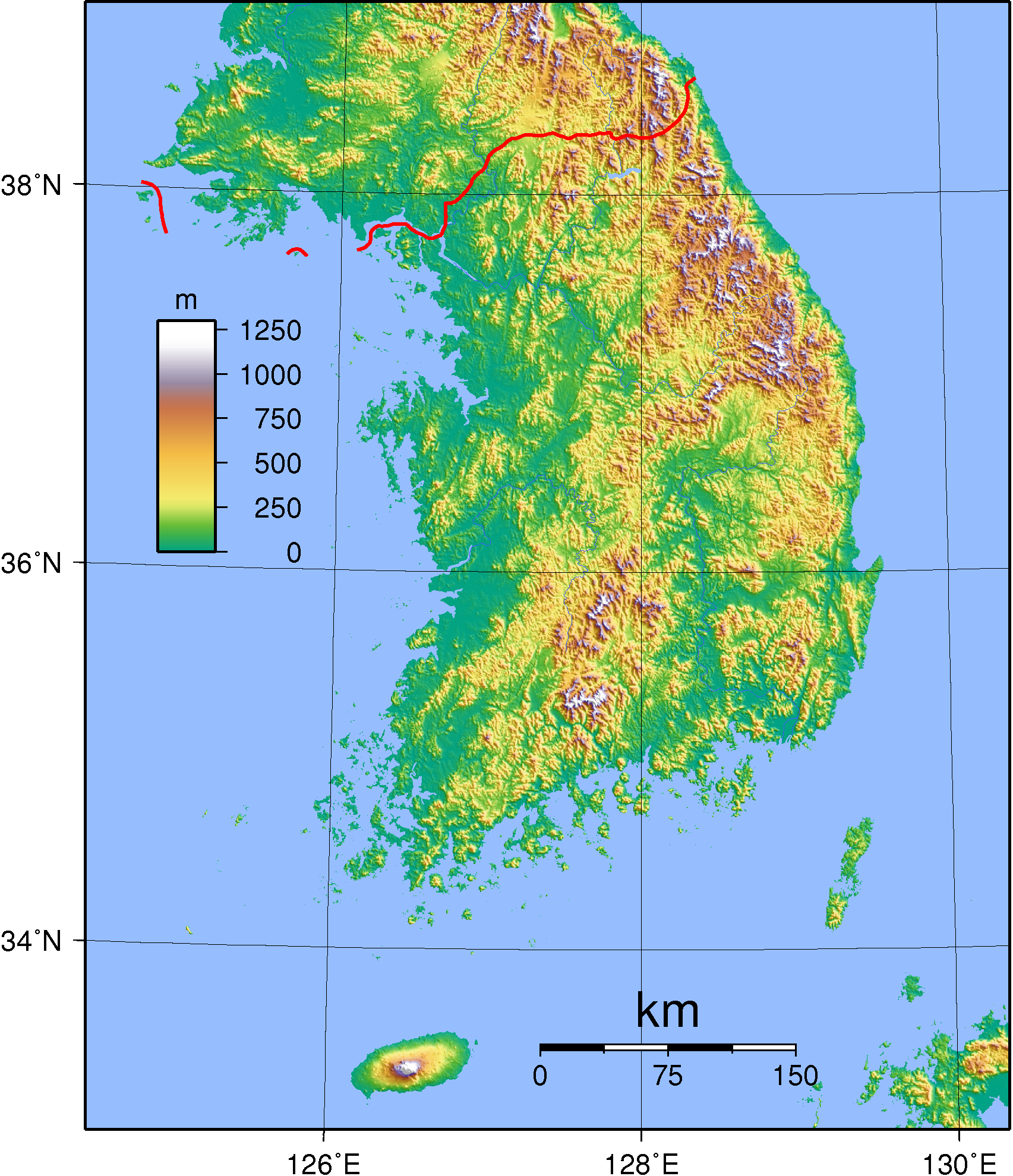
大韓民国の地形図

大韓民国は朝鮮半島全域を領土と主張し、そのうちの南北軍事境界線以南及びその属島を統治している。軍事境界線以北は朝鮮民主主義人民共和国（北朝鮮）政府によって実効統治されているが、大韓民国では北朝鮮地域を指す表現として「北韓（）」が用いられている。
西には黄海、東には日本海に面し、大韓海峡（対馬海峡の西水道）を隔てて釜山と対馬とは約50キロメートルの距離である。全国土面積は10万0339 km2で、これは日本の総面積37万7961 km2のほぼ4分の1（26 %）にあたり、北海道本島の面積7万7984 km2の1.26倍に相当する。国土は古期造山帯が支配的である。
地震は、九州など日本から伝わるものを除きほとんど発生しないことから、比較的安価に高層マンションが建設可能であり、戸建より人気がある。活火山もまったく存在しない（済州島、鬱陵島は火山島だが活動していない）が、少数の温泉はある。
日韓間には、竹島（韓国名：独島）領有問題が存在するほか1990年代以降、日本海（韓国名：東海）の国際的な呼称をめぐって日本政府と韓国政府が対立するなどいくつかの問題がある（参考:日本海呼称問題、李承晩ライン）。
韓国の範囲
最北端（韓国政府の実効支配下にある地域） - 江原特別自治道高城郡
最北端（韓国政府が主張、北朝鮮政府が実効支配） - 咸鏡北道
最南端 - 馬羅島（済州特別自治道西帰浦市）
最西端（韓国政府の実効支配下にある地域） - 白翎島（ペンニョンとう、仁川広域市甕津郡）
最西端（韓国政府が主張、北朝鮮政府が実効支配） - 平安北道
最東端（韓国政府の実効支配下にある地域、韓国政府が主張） - 竹島（独島）
最東端（日本政府が主張） - 竹嶼

### 気候

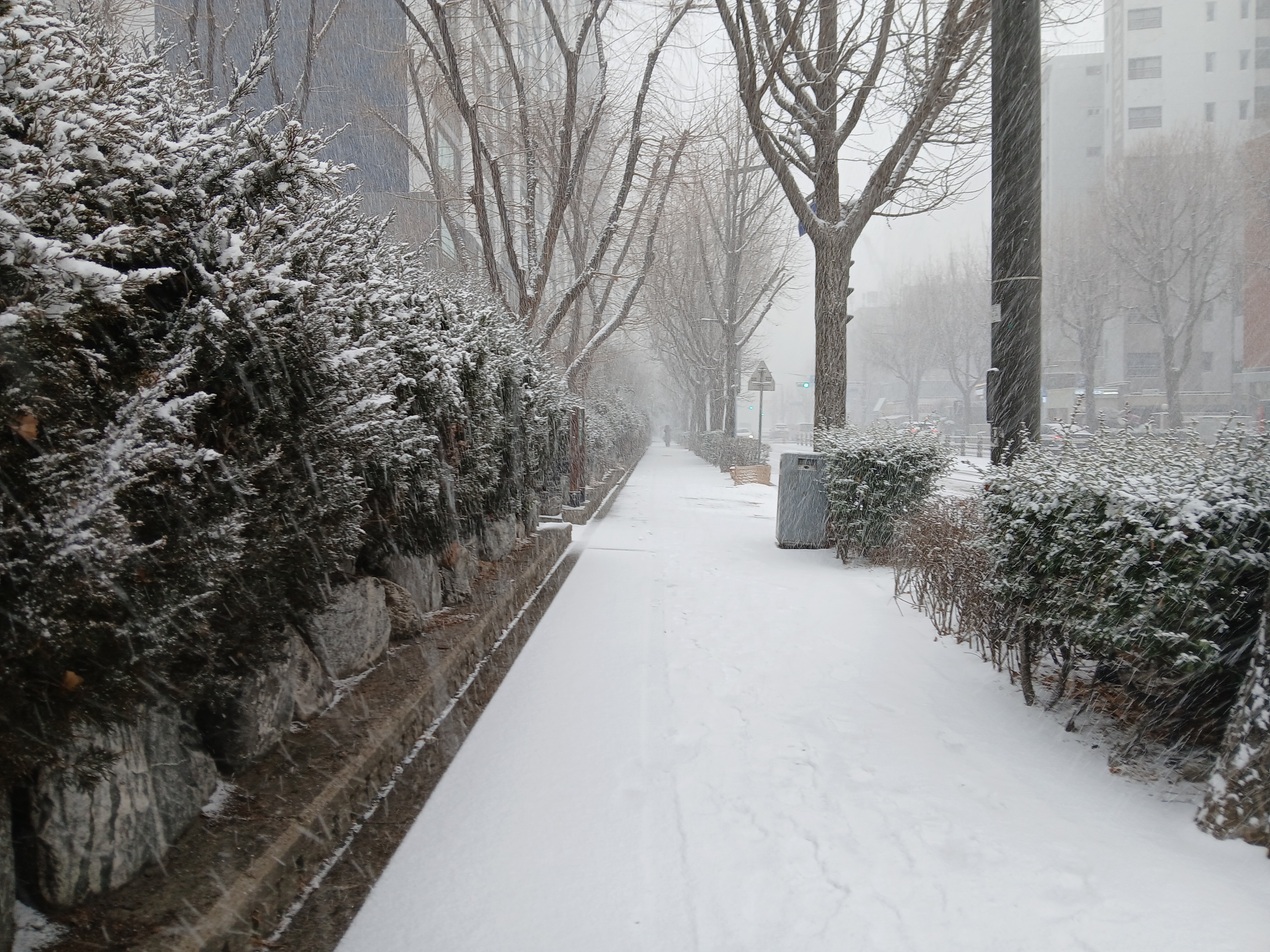
韓国で雪が降っている様子

ケッペンの気候区分によると、春川市、原州市などの内陸北部、山岳地帯は湿潤大陸性気候に属し、ソウル、仁川などの首都圏や釜山、大邱などの南部の地域は温帯夏雨気候および温暖湿潤気候に属する。半島状に位置しているものの、顕著な大陸性気候であり、寒暖の差が大きく気温の年較差、日較差が大きい。南部や東部沿岸部を除いて、1月の日平均気温は氷点下になり、特に最低気温が低くなる。冬は大陸から季節風の影響を受け、日本の同緯度の沿岸地域と比べると寒冷である。たとえばソウルは新潟市付近と同緯度にあるが、1月の日平均気温は-2.0℃で、日本の飛騨地方や長野県、東北地方内陸部と同程度の日平均気温である。強烈なシベリア寒気団に覆われると、ソウルでも最低気温が-10℃から-15℃前後になり、郊外では-15℃を下回ることもあるなど、平年を大きく下回る寒さになることもある。しかし、三寒四温のため、冬季は寒暖の変動差が非常に大きく、大幅に気温が上昇することもある。また、年によっても寒暖の差は非常に大きい。釜山は名古屋市や京都市付近と同緯度にあるが、1月の日平均気温は3.6℃で、名古屋市や京都市より日平均気温が1℃低い。全体的な韓国の1月の気温は、日本の北関東、東山地方、東北地方の気温に匹敵する。
寒冷な気候はそれほど長く続かず、2月の日平均気温は1月よりも大幅に上昇する。1月と2月の日平均気温がほとんど変わらない日本とは対照的に、寒さの底が1月に集中している。
冬季は湿度が低く、乾燥して晴れる日が多いため、放射冷却により朝の冷え込みが厳しい反面、韓国一の豪雪地帯でもある鬱陵島のほか、過去に1mを超える積雪を観測したことのある日本海沿岸の江陵市、東海市、束草市や内陸の平昌郡（大関嶺）など江原特別自治道を除けば降雪量は少なく、東日本・西日本の太平洋側の降雪量と同程度か、むしろ少ないくらいである。実際に、ソウル周辺地域の過去最深積雪でさえ30cm程度と少ない。
済州島は福岡県と同緯度にあり、韓国ではもっとも温暖とされるが、半島部と同様に北西季節風の影響を受け、韓国で現在北緯38度線以南で最高峰である漢拏山（標高1950 m）がそびえる地形的要因により非常に風が強く、済州市の1月の日平均気温は5 - 6℃と対馬や東京などとほぼ同じ日平均気温である。西帰浦市の位置する南部は高知県や宮崎県と同程度の気温である。
夏季は日本や中国同様高温多湿であり、年間降水量の50 - 70 ％が集中している。2018年8月1日には洪川郡で41.0℃、義城郡で40.4℃、ソウルで39.6℃などの高温を記録している。
| 気候区分          | 気候区分          | Dwa         | Dwa         | Dwa         | Dwa         | Dwa         | Dwa         | Dwa         | Cfa         | Dfb          | Dwb         | Cwa         | Cwa         | Cwa         | Dwa         | Cfa         | Cfa         | Cfa         |             |             |
| 平均 気温 (℃)     | 最暖月            | 24.5 (8月)  | 23.8 (8月)  | 24.6 (8月)  | 24.8 (8月)  | 25.0 (8月)  | 23.8 (8月)  | 24.9 (8月)  | 25.8 (8月)  | 19.1 (7,8月) | 21.0 (8月)  | 25.7 (8月)  | 25.6 (8月)  | 25.2 (8月)  | 24.8 (8月)  | 25.1 (8月)  | 23.7 (8月)  | 24.6 (8月)  |             |             |
| 平均 気温 (℃)     | 最寒月            | -3.8 (1月)  | -5.5 (1月)  | -4.6 (1月)  | -4.3 (1月)  | -3.4 (1月)  | -5.2 (1月)  | -4.2 (1月)  | -2.4 (1月)  | -7.7 (1月)   | -4.8 (1月)  | -2.4 (1月)  | -2.9 (1月)  | -2.1 (1月)  | -3.1 (1月)  | -2.9 (1月)  | -0.3 (1月)  | 0.4 (1月)   |             |             |
| 降水量 (mm)       | 最多月            | 358.2 (7月) | 400.9 (7月) | 383.8 (7月) | 362.2 (7月) | 429.4 (7月) | 373.5 (7月) | 293.5 (7月) | 285.1 (8月) | 420.9 (8月)  | 287.3 (7月) | 394.7 (7月) | 351.1 (7月) | 319.6 (7月) | 370.2 (7月) | 298.3 (7月) | 293.0 (8月) | 298.9 (8月) |             |             |
| 降水量 (mm)       | 最少月            | 17.7 (1月)  | 20.6 (1月)  | 20.3 (1月)  | 22.0 (1月)  | 16.6 (12月) | 23.0 (12月) | 21.1 (12月) | 25.3 (12月) | 36.8 (12月)  | 19.2 (12月) | 20.8 (1月)  | 21.8 (12月) | 19.3 (12月) | 16.3 (12月) | 23.4 (1月)  | 38.2 (12月) | 38.3 (12月) |             |             |
| 平年値 （月単位） | 平年値 （月単位） | 中西部沿岸  | 中西部沿岸  | 中西部沿岸  | 中部内陸    | 中部内陸    | 中部内陸    | 中部内陸    | 中部内陸    | 鬱陵島       | 南東部沿岸  | 南東部沿岸  | 南部内陸    | 南部内陸    | 南部沿岸    | 南部沿岸    | 南部沿岸    | 南部沿岸    | 済州島      | 済州島      |
| 平年値 （月単位） | 平年値 （月単位） | 瑞山        | 保寧        | 群山        | 大田        | 全州        | 南原        | 安東        | 大邱        | 鬱陵         | 浦項        | 蔚山        | 光州        | 密陽        | 木浦        | 釜山        | 統営        | 昌原 馬山   | 済州        | 西帰浦      |
| 気候区分          | 気候区分          | Cfa         | Cfa         | Cfa         | Cfa         | Cfa         | Cfa         | Cfa         | Cfa         | Cfa          | Cfa         | Cfa         | Cfa         | Cwa         | Cfa         | Cwa         | Cwa         | Cwa         | Cfa         | Cfa         |
| 平均 気温 (℃)     | 最暖月            | 25.1 (8月)  | 25.5 (8月)  | 25.7 (8月)  | 25.6 (8月)  | 26.2 (8月)  | 25.2 (8月)  | 24.8 (8月)  | 26.4 (8月)  | 23.6 (8月)   | 25.7 (8月)  | 25.9 (8月)  | 26.2 (8月)  | 25.8 (8月)  | 26.1 (8月)  | 25.9 (8月)  | 26.1 (8月)  | 26.5 (8月)  | 26.8 (8月)  | 27.1 (8月)  |
| 平均 気温 (℃)     | 最寒月            | -2.0 (1月)  | -0.8 (1月)  | -0.4 (1月)  | -1.0 (1月)  | -0.5 (1月)  | -1.4 (1月)  | -2.2 (1月)  | 0.6 (1月)   | 1.4 (1月)    | 1.8 (1月)   | 2.0 (1月)   | 0.6 (1月)   | 0.0 (1月)   | 1.7 (1月)   | 3.2 (1月)   | 3.1 (1月)   | 2.8 (1月)   | 5.7 (1月)   | 6.8 (1月)   |
| 降水量 (mm)       | 最多月            | 295.9 (8月) | 297.1 (8月) | 263.1 (8月) | 333.9 (7月) | 299.6 (7月) | 346.1 (8月) | 244.3 (7月) | 235.9 (8月) | 170.7 (9月)  | 227.4 (8月) | 240.3 (8月) | 308.9 (7月) | 269.5 (7月) | 236.7 (7月) | 316.9 (7月) | 313.5 (7月) | 299.0 (8月) | 262.5 (8月) | 309.8 (7月) |
| 降水量 (mm)       | 最少月            | 26.6 (2月)  | 28.1 (1月)  | 29.3 (12月) | 25.9 (12月) | 31.1 (12月) | 25.4 (12月) | 16.6 (12月) | 15.3 (12月) | 72.2 (3月)   | 25.7 (12月) | 23.0 (12月) | 33.5 (12月) | 16.4 (12月) | 29.3 (12月) | 22.8 (12月) | 21.1 (12月) | 22.0 (12月) | 47.7 (12月) | 45.1 (12月) |

- 最暖月22℃未満 - 薄水色
- 最寒月-3℃未満（＝亜寒帯（D）の条件）- 薄水色、水色、青色

## 地方行政区分
|                                                      | 行政区域                             | ハングル                             | ローマ字                             |
| 特別市 (トゥクピョルシ、Teukbyeolsi)                 | 特別市 (トゥクピョルシ、Teukbyeolsi) | 特別市 (トゥクピョルシ、Teukbyeolsi) | 特別市 (トゥクピョルシ、Teukbyeolsi) |
| ---------------------------------------------------- | ------------------------------------ | ------------------------------------ | ------------------------------------ |
| 1                                                    | ソウル特別市                         | 서울특별시                           | Seoul                                |
| 広域市 (クァンヨクシ、Gwangyeoksi)                   |                                      |                                      |                                      |
| 2                                                    | 釜山広域市                           | 부산광역시                           | Busan                                |
| 3                                                    | 大邱広域市                           | 대구광역시                           | Daegu                                |
| 4                                                    | 仁川広域市                           | 인천광역시                           | Incheon                              |
| 5                                                    | 光州広域市                           | 광주광역시                           | Gwangju                              |
| 6                                                    | 大田広域市                           | 대전광역시                           | Daejeon                              |
| 7                                                    | 蔚山広域市                           | 울산광역시                           | Ulsan                                |
| 特別自治市 (トゥクピョルヂャチシ、Teukbyeoljachisi)  |                                      |                                      |                                      |
| 17                                                   | 世宗特別自治市                       | 세종특별자치시                       | Sejong                               |
| 道 (ト、Do)                                          |                                      |                                      |                                      |
| 8                                                    | 京畿道                               | 경기도                               | Geonggi                              |
| 10                                                   | 忠清北道                             | 충청북도                             | Chungcheongbuk                       |
| 11                                                   | 忠清南道                             | 충청남도                             | Chungcheongnam                       |
| 13                                                   | 全羅南道                             | 전라남도                             | Jeollanam                            |
| 14                                                   | 慶尚北道                             | 경상북도                             | Gyeongsangbuk                        |
| 15                                                   | 慶尚南道                             | 경상남도                             | Gyeongsangnam                        |
| 特別自治道 (トゥクピョルヂャチド、Teukbyeoljachi-do) |                                      |                                      |                                      |
| 9                                                    | 江原特別自治道                       | 강원특별자치도                       | Gangwon                              |
| 12                                                   | 全北特別自治道                       | 전북특별자치도                       | Jeonbuk                              |
| 16                                                   | 済州特別自治道                       | 제주특별자치도                       | Jeju                                 |

韓国の地方自治体の図

なお、現在大韓民国の統治の及んでいない黄海道、平安南道、平安北道、咸鏡南道、咸鏡北道の五つの道（以北五道）も名目上設置されている。

### 主要都市

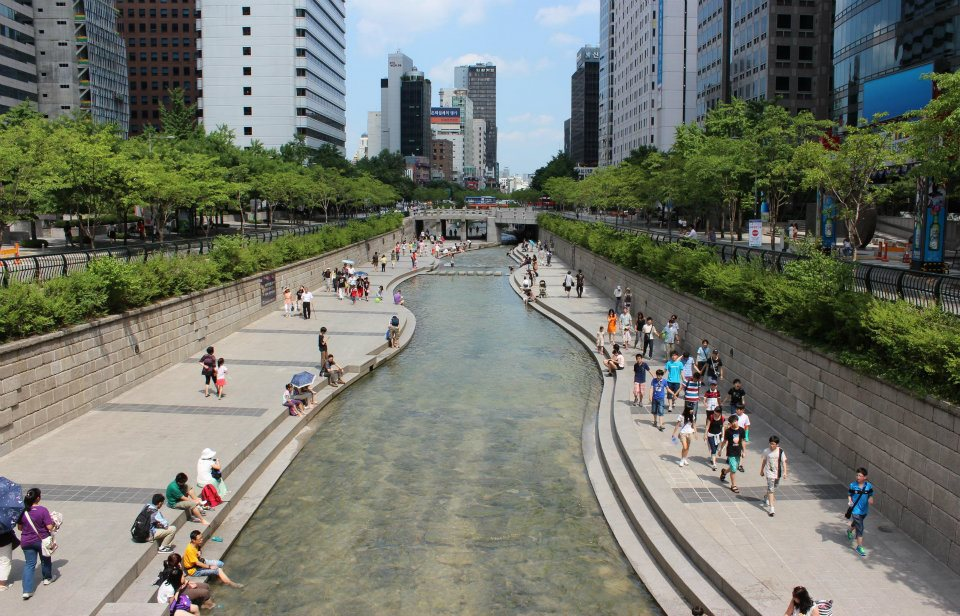
清渓川とソウル中心部の風景

大韓民国は、首都であるソウル特別市を中心に発展してきた。ソウル首都圏（ソウル特別市、仁川広域市、京畿道）には人口の約半数が集中し、政治、経済、文化の中心地として機能している。他の主要都市には、東南部の港湾都市である釜山や、仁川、大邱、大田、光州、蔚山などがある。
急速な経済成長に伴うソウル首都圏への一極集中は住宅不足や交通渋滞などの都市問題を引き起こしており、政府は均衡発展を目指して2012年に世宗特別自治市を新設し、行政機能の一部を移転させた。

## 交通

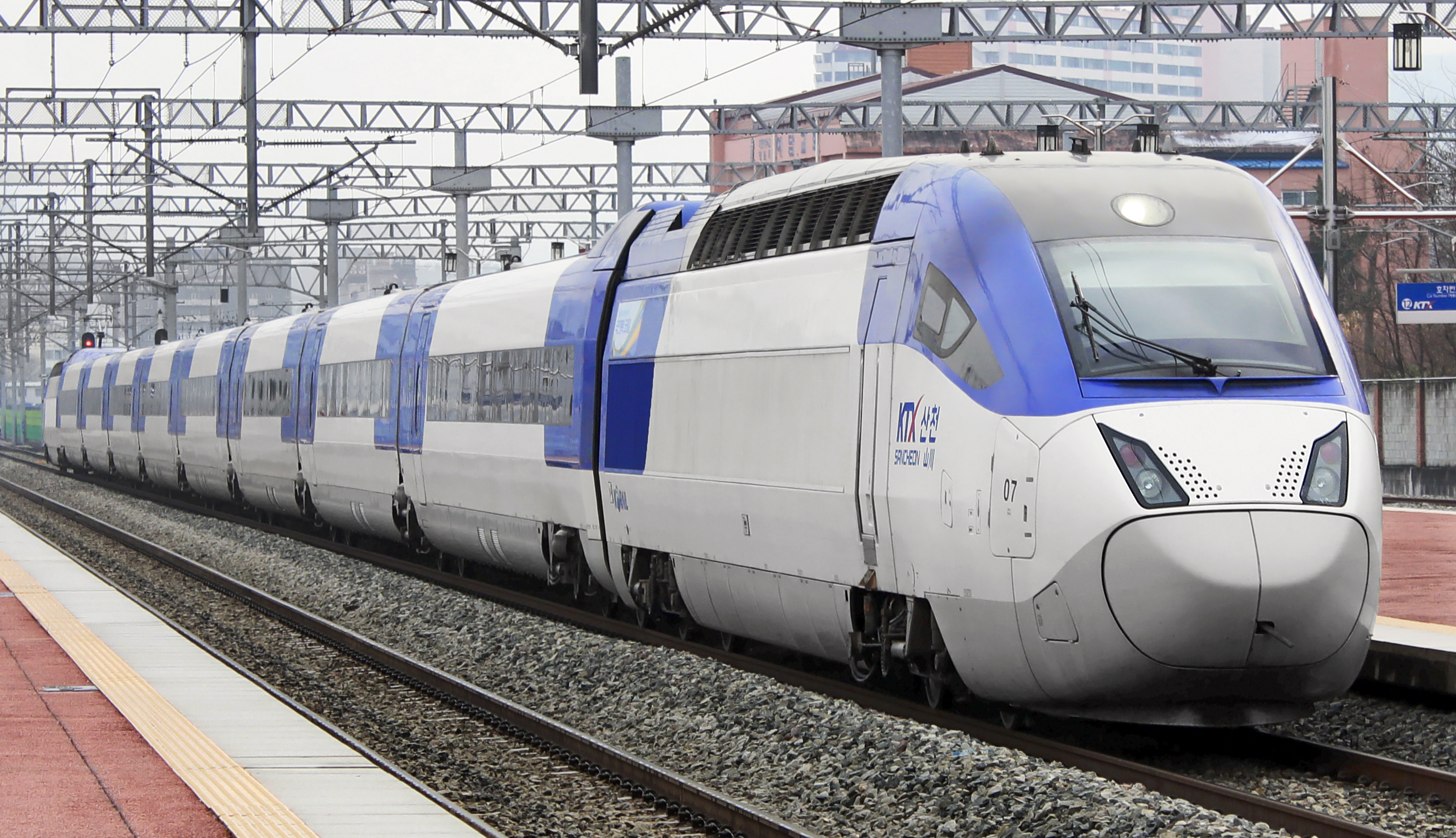
最高350 km/hのKTX-山川

## 国民

### 民族構成

#### 現代
歴史的な観点で言えば、後述するように朝鮮は古来、多様な経路からの異民族の移住があったが、現代の民族構成は96 %が朝鮮民族であり、（事実上の）単一民族国家である。北方の分断国家である朝鮮民主主義人民共和国と同様、単一民族国家意識が強い。
公用語は韓国語。朝鮮民主主義人民共和国と同様にハングルで表記される。標準語はソウル方言といい、ソウル特別市を中心としたソウル方言に基づいた言語を使う。字母の辞書配列などでも朝鮮民主主義人民共和国とは異なる。日常生活、政治などの分野では朝鮮民主主義人民共和国の標準語と通訳なしに疎通が可能だが、医学用語のような技術的語彙には差が大きく、この部分は意思疎通が難しい。朝鮮民主主義人民共和国とは長引く分断で異なる点も少なくない。

韓国人は儒教や形式主義・体裁主義・伝統主義が文化の根底となっているため、保守を重んじる民族とされている。

### 外国人
近年では在韓外国人が急増しており、その数は2018年に200万人を超えた。外国人の占める割合は4%を超え日本を上回る。急速に、かつての単一民族国家から日本以上の移民社会へと変貌を遂げつつある。大半は中国人、特に中国朝鮮族が占めているが、国際結婚の急増から東南アジアも非常に多い。また、カレイスキー（高麗人）との関係から旧ソ連を構成していた中央アジア諸国出身者も2万0265人いる。花嫁不足の地方では35.9%が国際結婚であり、韓国統計庁「婚姻・離婚統計」によると、2018年度の全結婚件数の9.2%が国際結婚であった。多文化家族の生数に占める割合は6%であった。

#### 在韓中国人
韓国で最も多い外国人であり同じ民族の中国朝鮮族と華僑に大別される。2022年の在韓中国人は849,804人。
1880年代に宗主国の清が反乱鎮圧のために派遣した軍が華人の入植として記録されている。
2020年の非韓国系の在韓中国人は74万9101人。
中国朝鮮族

#### 歴史的観点

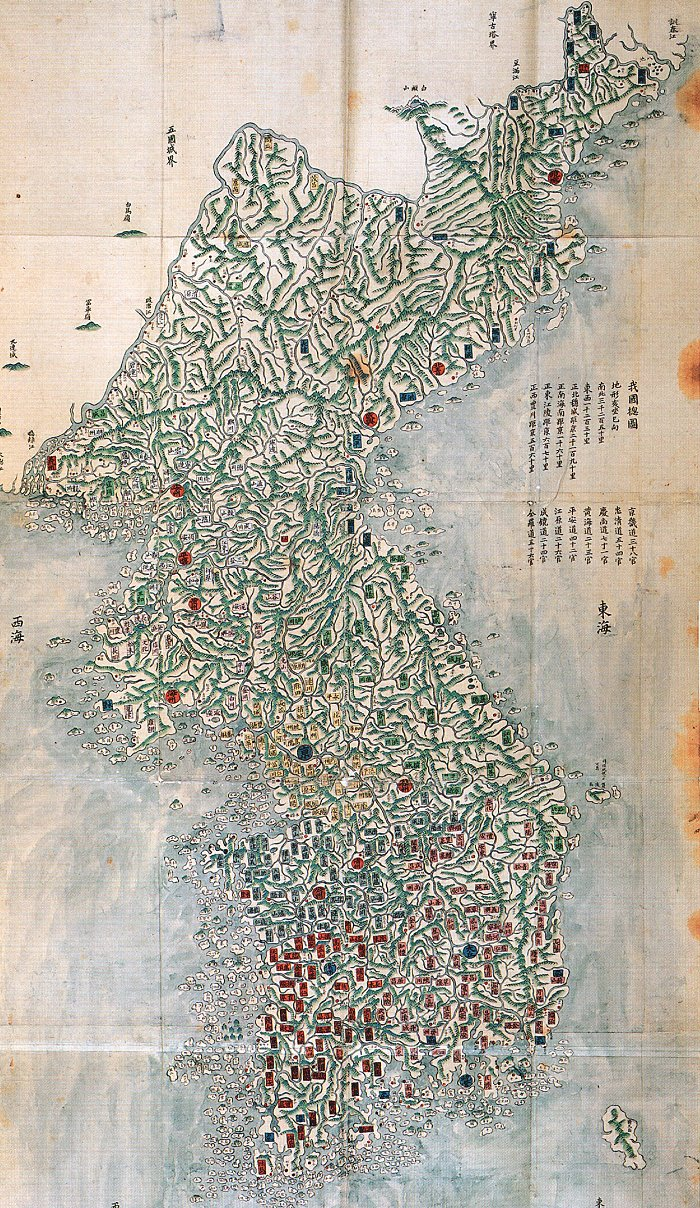
朝鮮半島の古地図（1790年）

歴史的に見れば朝鮮半島には多様な異民族が流入していた。たとえば『魏志東夷伝』には「陳勝などの蜂起、天下の叛秦、燕・斉・趙の民が数万口で、朝鮮に逃避した」「辰韓は馬韓の東において、その耆老の伝世では、古くの亡人が秦を避けるとき、馬韓がその東界の地を彼らに割いたと自言していた」と記録されており、朝鮮半島の古代国家は国を割いてまで秦の亡民の建国を許していた。また、朝鮮半島中・西北部には漢の植民地である楽浪郡、真番郡、臨屯郡、玄菟郡の漢四郡が置かれ、大量の漢族が移住して土着化し、東北部は高句麗人、渤海人、女真人などツングース民族の流入が相次ぎ、また、高麗時代初期に異民族が23万8000人あまりも帰化していた。あるいは契丹が滅亡した後に、高麗に渡来した契丹人は100万に達するという記録もあった。
韓洪九によると、中国人の箕子・衛満、渤海遺民の集団移住、契丹（契丹の高麗侵攻）・モンゴル（モンゴルの高麗侵攻）・日本（文禄・慶長の役）・満州（丁卯胡乱）からの侵入など、歴史上朝鮮半島に大量に人々が流入した事例は数多くあり、韓国が単一民族というのは「神話」でしかない。韓国の姓氏の族譜では、祖先が中国から渡来した帰化姓氏が数多くあり（金光林によると、朝鮮の姓氏の半分は外国人起源であり、大半は中国人に起源に持つ）、少なくとも族譜が編纂された李氏朝鮮時代には、単一民族意識がなかった証左である。そもそも身分制社会だった近世では、支配層の両班と被支配層の奴婢・賤民が同じ血を分けた単一民族だという意識は成立しえなかったという。

### 言語
公用語のひとつはソウル方言をもとにした韓国語であり、文字はおもにハングルを用いる。なお「韓国語」とはおもに外国向けの表現であり、韓国民は「国語」「ウリマル（우리말、「われわれの言葉」を意味する）」と呼ぶことが多い。最近ではハングルのみで読み書きするための教育を受けた世代が多くなり、古文書を扱う公務員や教育関係者など一部を除き、漢字を読むことができない国民が多い。最近は再び、学校での漢字教育も重視すべきとされているが、全般的に漢字表記は少ない。2002年のW杯前後より、東亜の漢字文化圏からの観光客への便宜および同地域の国際交流推進を目的に、交通施設の標識などに漢字が増えてきている。
2015年12月31日制定の『韓国手話言語法』により、韓国手話は二つ目の公用語となった。

### 宗教
大韓民国の宗教性 (ピュー研究所)
2015年に行われた韓国統計庁の社会統計調査によると韓国は総人口の27.6 %がクリスチャンであり（プロテスタント19.7 %・カトリック7.9 %）、15.5 %が仏教徒である。韓国の宗教人口は約4割で、過半数は無宗教者ながら祖先崇拝や法事は熱心に行う。
韓国のキリスト教は信者の絶対数でフィリピンに続き、アジア第2のキリスト教国家である。
古来、中国の影響から高麗時代には仏教、朝鮮時代には儒教が国教であり、さらに独自の伝統信仰である巫俗の信者がいる。クリスチャンの多くはプロテスタントであり、カトリックは少数派である。フランスのAFPBBによると韓国では宗教が社会的勢力として、信者数の多い団体は莫大な資産と巨大な社会的な影響力を誇っている。AFPBBによると韓国では、いくつものキリスト教系のカルト宗教が2018年時点でも急速に勢力拡大させている。
3歳児がカルトの犠牲として死亡する事件も起きている。韓国検察当局によれば、2018年5月にソウルで救世主を自称するカルト指導者が女性信者を最少で7人もレイプした容疑で逮捕されている。2018年8月には、フィジーで韓国から移住すれば災害から救われると信者らに信じ込ませたカルト教団が約400人をパスポートを取り上げて監禁し、悪魔払い儀式として数百回も暴行していたとして、韓国入国時に韓国警察に逮捕された。
韓国で立教された著名な新興宗教として世界平和統一家庭連合（旧世界基督教統一神霊協会）、キリスト教福音宣教会（通称摂理）がある。

## 社会
異常に高い自殺率、高齢者貧困率、同内2位の平均労働時間、最低の合計特殊出生率を記録。その他、物価高騰や１億円を超える住宅平均価格による経済格差の拡大、急激な経済成長がもたらした極端な世代間ギャップや知的格差が近年問題視される。2019年における19歳以上25歳未満の大学進学率は98.4 ％、大学院進学率は44 ％。2020年、経済平和研究所の人的資本評価は、シンガポールと同率で、日本に次いで世界で2番目に高い。

### 少子高齢化・人口減少社会

韓国の人口ピラミッドの推移（1960年から2020年）

2000年に65歳以上人口が国の総人口の7 %以上を占める「高齢化社会」になった韓国は2017年に同人口が14 %を超え、「高齢社会」になった。17年間での高齢社会への移行は日本の24年間よりも短く、史上もっとも速い速度で高齢社会に移行した国となった。また韓国は2011年から2020年までの間に、65歳以上人口が年平均4.4 %増加しており、これはOECD加盟国平均の年平均2.6 %増加の約1.7倍高速で、最速の増加率であった。この総人口に対する高齢者人口の割合の増加の原因は、日本と同様に晩婚化と非婚化による少子化が原因であり、2000年代以降の合計特殊出生率は一貫して日本以下であり世界最低レベルである。2017年には高齢社会に突入したのと同時に高齢者が子供の数を逆転し、さらには15歳以上65歳未満の生産年齢人口の対総人口比率が減少しはじめる人口オーナス社会に突入した。
韓国は2019年に総人口のピークを記録し、2020年から人口減少社会に突入した。2016年時点では2029年から人口減少社会に突入すると予想されていたが、婚姻率と出生率が従来の予想よりも急速に低下しているため、4年前の予想より9年早い人口減少社会への突入となった。
2023年の出生数は前年比7.7パーセント減の約23万人で、8年間でほぼ半減し、1970年の統計開始以来で最低記録を更新した。同年の合計特殊出生率は世界最低の0.72で8年連続で過去最低を記録し、OECD加盟国中で1.00を下回る唯一の国である。少子高齢化の大きな原因の一つが未婚率の増加と晩婚化であり、その理由として住宅価格の高騰や雇用不安などが原因にあげられている。2020年時点の30代の未婚率は50.8％、うち女性は33.6％で30年前の8倍となっている。2023年12月に公表された試算によると合計特殊出生率が現状とさほど変わらない0.6から0.8程度で推移した場合、2072年には人口が3017万人となり現状から4割以上減少することになる。韓国政府は2006年から2021年まで出産・育児支援などに計約280兆ウォン（約31兆円）を投入したが、出生数と出生率の改善に効果をもたらさなかった。

### 葛藤社会と自殺

G20各国の人口10万人あたり標準化自殺率

韓国社会は「失敗が許されない社会」とされており、自殺や犯罪等へ影響しているとされている。
京郷新聞によると、韓国は夫と妻、親世代と子世代など他者との無限競争が日常化された能力主義社会であり、「世代葛藤」が「世代戦争」と呼ばれるまでになっている。OECDが2018年1月に発表した「2017生活の質（How's life）」レポートにて、韓国では社会生活の中でさまざまな紛争を経験したことがあると回答した割合が34 %で、調査対象国のうち1位であった。特に韓国で「事業と雇用」の問題と「隣人と住居環境」問題に紛争を経験した割合はそれぞれ他国よりも高く、最も主要な韓国の日常葛藤要因となっている。さらに困難時に頼れる家族や親戚、友人等の人間関係があると答えた割合が全OECD加盟国の最下位だった。生活の満足度も10点満点中5.9点で、OECD最下位だった。京郷新聞は職場でも帰宅後の家庭でも、大小の葛藤と争いにストレスを受ける事は多いにも拘らず、他者からの支援は受けにくい社会だというのが調査結果でも表れたと報道している。
韓国では自殺率が年々増加し続けており、2003年から2019年まで2017年にリトアニアに抜かれた以外は一貫してOECD加盟国中ワースト1位の自殺率であり、2019年の自殺率は10万人当たり26.9人であった。日本や韓国では若い韓国の芸能人の自殺がしばしば報道で取り上げられるが、むしろ他国と比べて自殺率が際立って高いのが高齢者である。2018年時点の韓国の高齢者貧困率は43.4 %でOECD加盟国中最悪で、加盟国平均の14.8 %や日本の19.6 %よりはるかに高かった。これは韓国の社会保障整備が長らく未熟であり、公的年金制度が開始されたのが1988年、国民皆年金制度が整備されたのが1999年であったため、高齢者は掛金を支払った期間が短く、年金受給資格がないか受給できても少額に過ぎず、困窮せざるを得ないためである。例えば、2019年時点で受給可能年齢に達した人のうち実際に受給している人の割合は41.6 %に過ぎなかった。これらの要因もあって、政府支出に占める社会保障の割合はOECD加盟国中で最下位である。
若者の間では一向に解消されない財閥企業への一極集中により就職難や格差問題が続いている。2015年頃から韓国のSNSでは若者を中心に「ヘル朝鮮」という言葉が流行語になり、韓国内外の複数のマスコミにも報道される事態となっている。

#### 地域的葛藤
人口の91%は都市部に住んでいる。特に首都のソウル特別市には全人口の19%にあたる約985万人が住んでいる。また一般に首都圏として扱われるソウル、仁川、京畿道の合計人口は韓国の総人口の半分を僅かに超え、非常に強い人口の一極集中がみられる。人々の方言や、価値観や意識は地域間の差が大きく、現在でも地域対立は強く選挙などへの影響も強い。これは伝統的なものとされる。
軍事政権時代は朴正煕大統領の出身地である慶尚北道の大邱市や慶州周辺に多額の予算が投入される一方、光州市を中心とする全羅道は、予算配分・就職など社会においてもさまざまな差別があった。大邱地域と慶尚道の出身者はTKと呼ばれ、社会のあるゆる面で優遇された。嶺南（ヨンナム）といわれる慶尚道と、湖南（ホナム）といわれる全羅道の、東西での対立感情は今でも強い。また、民主化後はほぼ無くなったものの本土住民による済州島出身者への差別も存在するなど（但し、近年、済州島への観光や移住がブームとなっており、戦中戦後生まれの老人以外では差別意識よりも憧憬意識が強まりつつある）、先述の極端な首都圏への人口・経済活動の一極集中も相まって、韓国における地方の地位は決して高いとは言えない。

#### 経済的葛藤
韓国の職業価値観は日本と相違があり、特にブルーカラーの職業は冷ややかな目で見られているという指摘が日本の一部メディアにある。この価値観のため、韓国の自営業は長くは続かないことが特徴とされる。過去においては、歌手や俳優などはもともと貴族に仕えるための職業でホステスや水商売に近いイメージがあり、親戚に歌手がいる場合は恥ずべきこととして隠すことが多かったという。しかし現在ではそのような価値観も大幅に変化している。韓国の経済成長期は、大量の人口が農村部から都市部へ移り、女性も工場労働者として長時間労働により経済発展を支えたが、女性が働くことも身分が低いこととみなす差別感が根強い。最近では高学歴女性など積極的に働く人も多いが、女性の社会進出は遅れぎみであり伝統的な性別役割意識も強い。

##### サオジョン・オリュクト
韓国の労働者の収入は40代で頂点に達し急降下する。2018年時点でも公式の定年は60歳だが、平均退職年齢49.1歳で実質定年になっており、40代、50代になると職場から退出させられている。日本では50代こそ円熟期で会社の核心であるが、韓国のサラリーマンは45歳になると定年を意味する「サオジョン」、56歳まで在籍していると泥棒を意味する「オリュクト」と批判され早期退職させられる。それでも、TOEICスコアを900点以上取得、資格取得・海外語学研修・評価取得のためのボランティア活動の「スペック」がないと就職ですら不可能なため、若者は就職のために「スペック」を得るために動いている。追い出された元サラリーマンは無理な起業や貧困に陥り、70代で古紙・空き缶などのリサイクル資源収集活動も珍しくない。マネートゥデイによると170万人いる。中央日報によると退職を控えた韓国のサラリーマンが先に退職した先輩から「生半可な起業は絶対にするな」とされる。借金してパン屋やチキン屋を起業するが自営業の8割は倒産するほど自営業競争が激しいため、多くが退職金を借金に変えるためである。OECDの所得不平等統計で韓国の65歳以上の所得水準がOECD加盟国の中で最低だった背景には、韓国の高齢者には約1万4000円の公的年金すら受給資格がない人が多いことにある。そのため、高齢者の自殺率が1位になっている。

##### カンガルー族・ブーメランキッズ

OECD定義による各国の一時雇用者の割合

厳しい受験戦争を勝ち抜いて有名大学を卒業しても、就職できない学生が増え続けている（若年失業）。
高学歴の需要は限られており、大卒の若者は大企業への就職を望むため中小企業は慢性的な人手不足である。
2017年から2018年にかけて日本の大卒就職率は98 %なのに対して、韓国は日本の最低89.7 %を下回る67.7 %である。就業意欲喪失者含む実質的な失業状態にある人を含んだ青年層の体感失業率、アルバイトをしながら就職活動中の人や入社試験に備える学生などを含めた体感失業率は統計開始以降最悪の約23 - 24 %である。中央日報は「主要先進国が活況を呈しながら、韓国の若者だけ前例のない求人難を経験している」と嘆いている。若年失業率が過去最高を更新するなかで、20歳を過ぎた子を親が扶養するケースが増加している。自立すべき年齢でありながら親に頼る「カンガルー族」、「ブーメランキッズ」を持つ40 - 60代の中壮年層は自分の子と高齢者となった親を同時に扶養する二重の負担を抱えている。25歳以上で親から月平均73万8000ウォン（約7万3300円）をもらっている。このような自立できない人が増加して、40 - 60代の4割が25歳以上になった子供を扶養している。50代の毎月の支出の25%を占めている。
韓国の労働市場は正規雇用は25%、残り75%は一時雇用など低収入の仕事であるため、75 %の側にならないために履歴書に書ける項目を増やす「スペック」積み、入社後も出世競争もある超競争社会である。苛烈な競争社会で、受験戦争を勝ち残って一流大学を卒業して大企業に就職するのが理想とされている。サムスン電子やLG電子、現代自動車など大手財閥系企業に就職できる者はわずかであり、大手財閥系企業でなければ脱落者とみなされかねない空気がある。自殺や鬱になるものが他世代よりも増加し、2016年には20代の鬱病患者が2012年よりも22.2 %増えた。2018年時点で20代の約40万人が失業者である。「就職無経験失業者」は2018年時点で10万4000人で、20、30代が8万9000人で85.6%を占める。雇用経験がまったくない若い求職や、就職できても質の低い仕事に追いやられるものが増加している。そのため、日本への就職希望者が増加している。2016年には日本で就職した韓国人は2008年比で2.3倍になった。

#### 不動産投機と所得不平等問題

各国の雇用者における男女賃金差

不動産投機による地価や賃料高騰、所有の不平等が世界でもっとも深刻な国である。韓国の不動産による不平等が、深刻な所得格差の重要な原因である。韓国では人口の44 %が一坪にもならない土地しか所有していない一方、人口の1%が個人私有地の約55%、人口の10%が約97 %の土地を所有している。
また2020年において、韓国はOECD諸国中で最も男女の賃金差が大きい（日本は3番目）。

### 教育・受験競争
日本同様の6-3-3-4制の学校制度を持つ。日本以上の学歴社会であり大学受験は熾烈を極め、予備校などのための教育費負担が大きいことも問題となっている。大学進学率や子弟が塾へ通う割合もきわめて高く、公式統計によると、2012年の大学進学率（大学入学者数/高校卒業者数）は71.3 %である。初代大統領の李承晩が、プリンストン大学で博士号を取った人物ということもあって、アメリカの一流大学で博士号を取得する学生が尊ばれた。政府高官や大学教授などの高い地位が約束されていて、1970年代後半までは、新聞に顔写真と経歴が掲載されるほどだった。また、企業や奨学財団も、アメリカ留学を積極的に推し勧めた。そのため、厳しい受験競争を勝ち抜いたトップクラスの学生は、アメリカ留学へと向かった。1980年代以降は博士号取得者が増加し、その数は1998年までで3万人に達するといわれている。今では単にアメリカで博士号を取得した程度では、大学教員として迎え入れられることはなくなっているという。こうした人材が経済発展の礎となった。米国際教育研究所によると、2010年から2011年学期にアメリカの大学に在籍した韓国の留学生数は、中国15万7000人、インド10万3000人に次いで第3位、7万3000人である。
英語教育への過度の熱心さゆえにTOEFL受験受付ページへのログインのために連続クリックツールなどを使い、それが原因でサーバーに多大なる負担を与える事件が起き、その結果、TOEFLは世界で唯一韓国だけは除外されている時期があった。
不動産投資による住宅難と半地下問題
ムン・ジェイン大統領就任付近の2017年と2022年時点で住宅価格が2倍になるほど、不動産価格が高騰していて、大卒でも不動産を買えない若者は2年契約で約350万円といった半地下生活を強いられている。
就職難・公務員人気
大卒でも3割が非正規労働者として働かざるを得ない不本意非正規の状況になっているため、若者たちが望みを託す公務員試験が人気であり、警察官の倍率は30倍である。NHKによると、ソウルの中心部の鷺梁津（ノリャンジン）には地方出身の受験生や公務員試験予備校が密集していて、各種の受験生が暮らす「考試院」と呼ばれる安い宿が多数あり、合格までに2、3年街に留まる人は少なくない。受験生には大学を卒業したばかりの者や20代だけでなく、転職で公務員を目指す30代も多く見かけると報道している。

### 民族主義と対日観

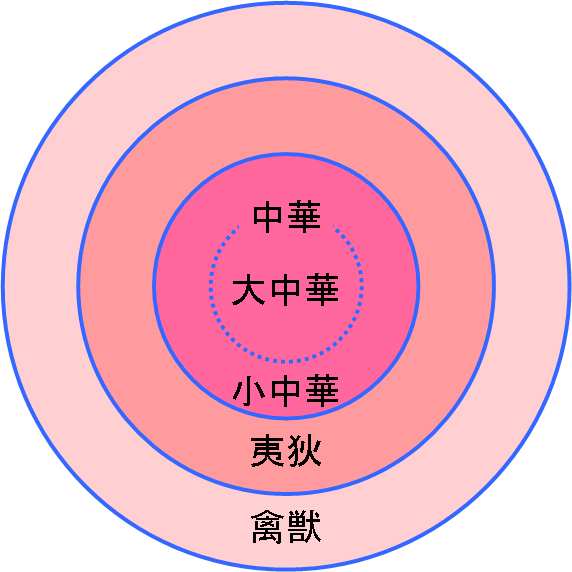
小中華思想

朝鮮半島の歴代王朝の多くは長期間に渡って中国大陸の歴代王朝に朝貢していた。これらの歴代王朝の多くは中国歴代王朝による冊封を受け、「礼教、音楽、法律、制度、衣冠（身分秩序）、文物（文化の産物）、多くを中国の制度に従い」と記述されたように中華文化を尊ぶ事大主義と、自らは中国文明（大中華）に次ぐ「小中華」であり、周辺国である日本や琉球や満洲などの夷狄より文化的に優越するという「小中華思想」が形成されていた。
大韓民国建国後、1961年の5・16軍事クーデターのあとに第5代大統領となった朴正煕は、この韓国民族の属国史の原因を自分達の民族性によるものと考え、「民族の中興の使命を達成するための主体的民族史観」に基づいた「国籍ある教育」を掲げて、愛国心教育や民族教育を徹底するようになった。

### 韓国籍との国際結婚
優れた人材の確保などを目的として国籍法を改正し、成人の二重国籍を条件つきで容認している。韓国の改正国籍法は1997年5月に一部施行され、韓国と他国との二重国籍になった者は、22歳までに韓国内で外国籍を行使しないと誓約すれば、外国籍を放棄せずに韓国籍を維持できるようになった。すでに韓国籍を失った元二重国籍者も、2012年5月までに申請すれば外国籍を持ったまま韓国籍を再取得できた。日本の国籍法では二重国籍を認めておらず、法務省は「韓国籍を維持、再取得すれば日本国籍を失う可能性がある」（民事1課）と指摘する。1998年6月13日以前に生まれた者は父が韓国人である場合のみ大韓民国の国籍が付与される。

### アルコール依存症
アルコール依存症が社会問題となっている。韓国飲酒文化研究センターが2001年4月27日に東亜日報のWEB版で調査・分析結果を報じられるまでの直近6ヶ月間、韓国の全国で1万5000名を対象として面接調査した後、18歳以上の男女3029名の応答内容を世界保健機構による「アルコール使用障害の測定票」に沿って分析した結果、19.5%に当る応答者が「アルコール使用障害」であることが分かった。国民の過度の飲酒の影響に関しては、韓国統計庁が2002年9月26日発表した「2001年の死亡原因統計調査」によると、人口10万人あたりで肝臓がんで21.3人が、すい臓がんで5.9人が、循環器系疾患（脳血管、心臓疾患、高血圧）で120.8人が、消化器系疾患（肝臓疾患、胃潰瘍）で30.1人が死亡している。2014年9月9日に中央日報WEB版は、過去20年間の世界保健機構の調査で死亡・障害の発生原因として高血圧・喫煙に次いでアルコールが3位であったと伝えたほか、同調査によると韓国人の肝臓がん死亡者の比率は経済協力開発機構1位と報じた。

## 文化・ポップカルチャー

### 主な文化コンテンツ

#### 伝統

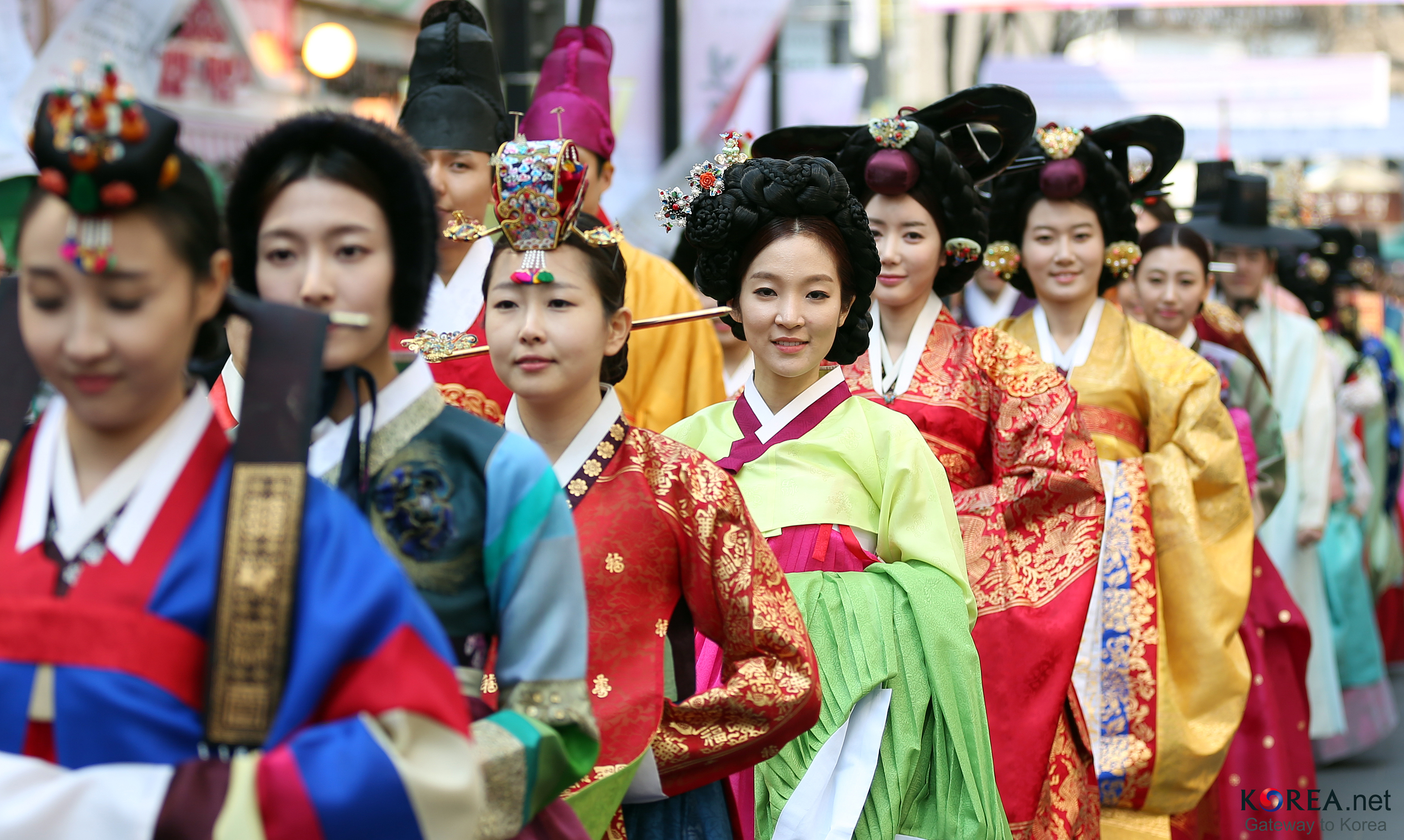
韓服（最高身分が着用していた活衣）を着る女性

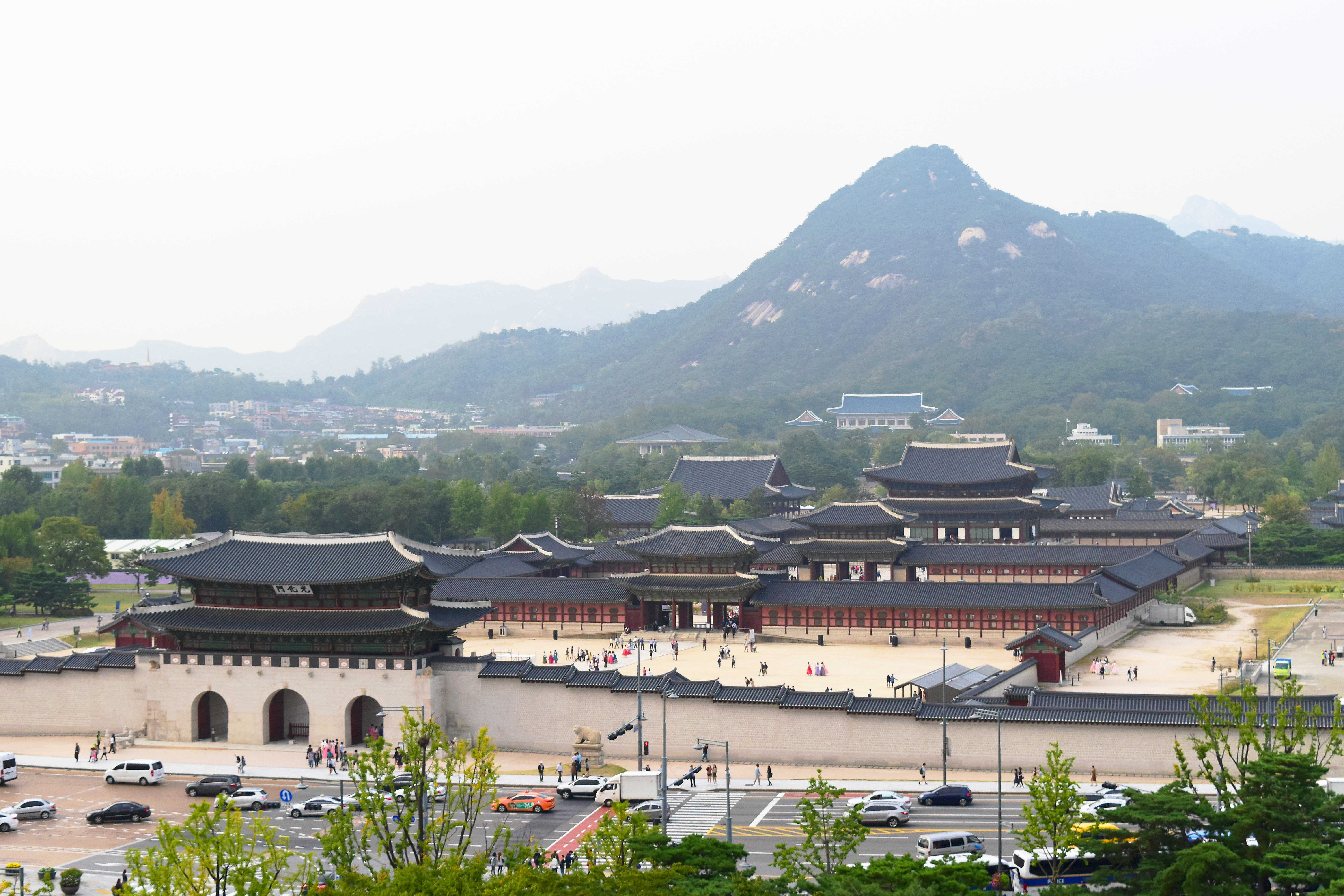
韓国独自の様式で建造された14世紀の宮殿景福宮

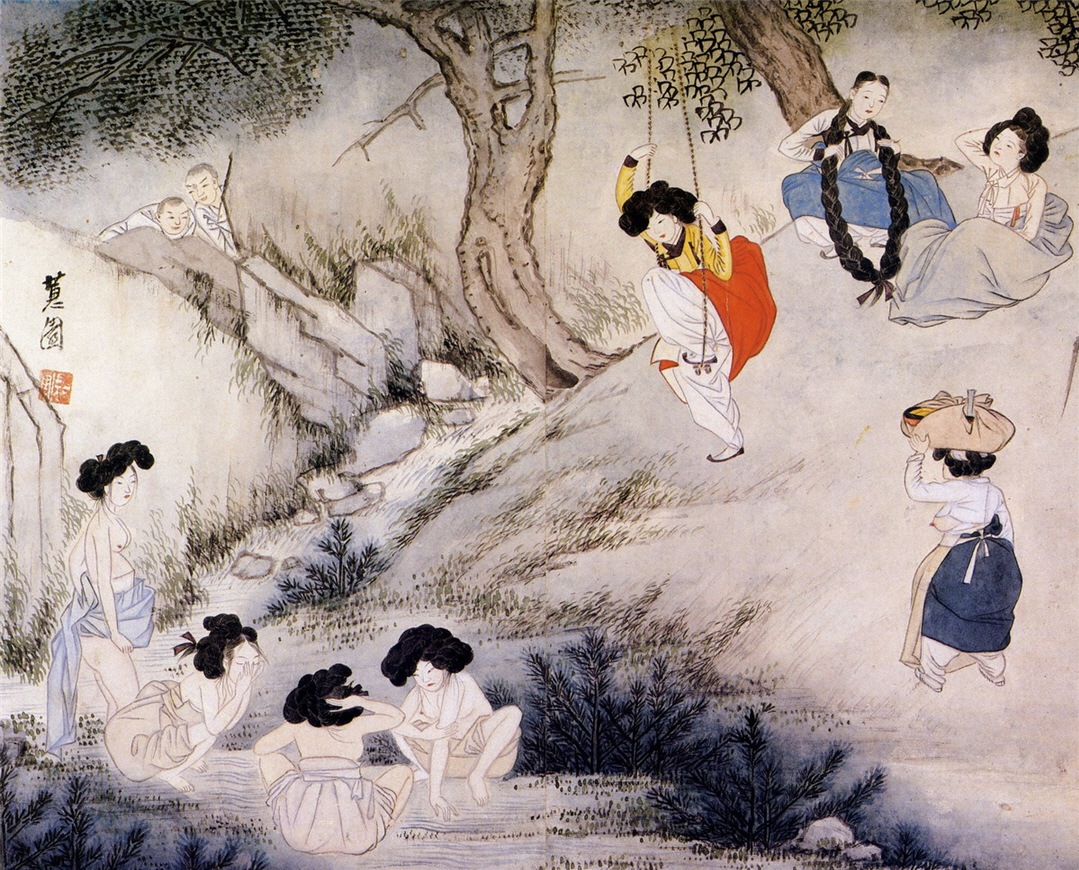
申潤福による『端午風情』

チマチョゴリないし韓服、キムチ、ビビンバ、チゲ、朝鮮人参（韓国では高麗人参と言う）などの韓食・韓方に代表される食、オンドルに代表される住居などに伝統文化が息づいている。日本やベトナム同様に韓国の伝統社会では地理的な関係から中華文明の影響が大きかった。国際化の中で廃止される伝統文化もあり、一例として、韓国には他のアジア諸国同様に犬肉食があったが、1980年代から欧米諸国からの批判が高まり、2024年に禁止法が制定された。
大統領直属の大韓民国国家ブランド委員会の指導の下、官民を上げてさまざまな組織が韓国のイメージや「国格」を高めるため韓食の世界化などの対外文化広報を行っており、伝統文化やハイカルチャーの広報を韓国文化院が担い、大衆文化については韓国コンテンツ振興院 (KOCCA)が民間企業のコンテンツ制作と輸出と宣伝に多額の国費を投入して強力に後援している。2020年度の韓国コンテンツ振興院の予算は約440億円で、2019年における日本のクールジャパン機の予算が170億円であり2倍以上の支援をしている。

#### 音楽

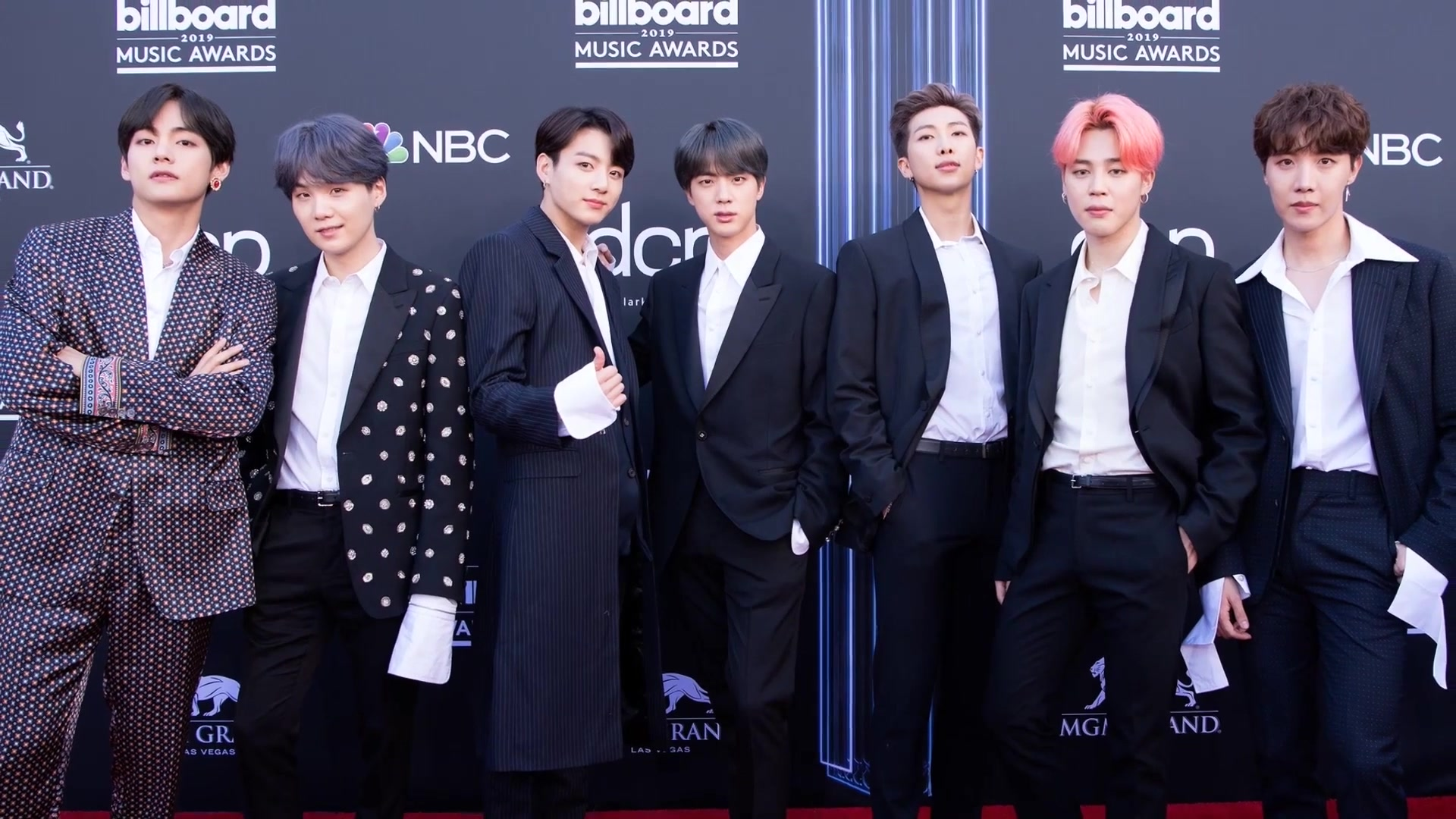
世界的アーティストBTS。

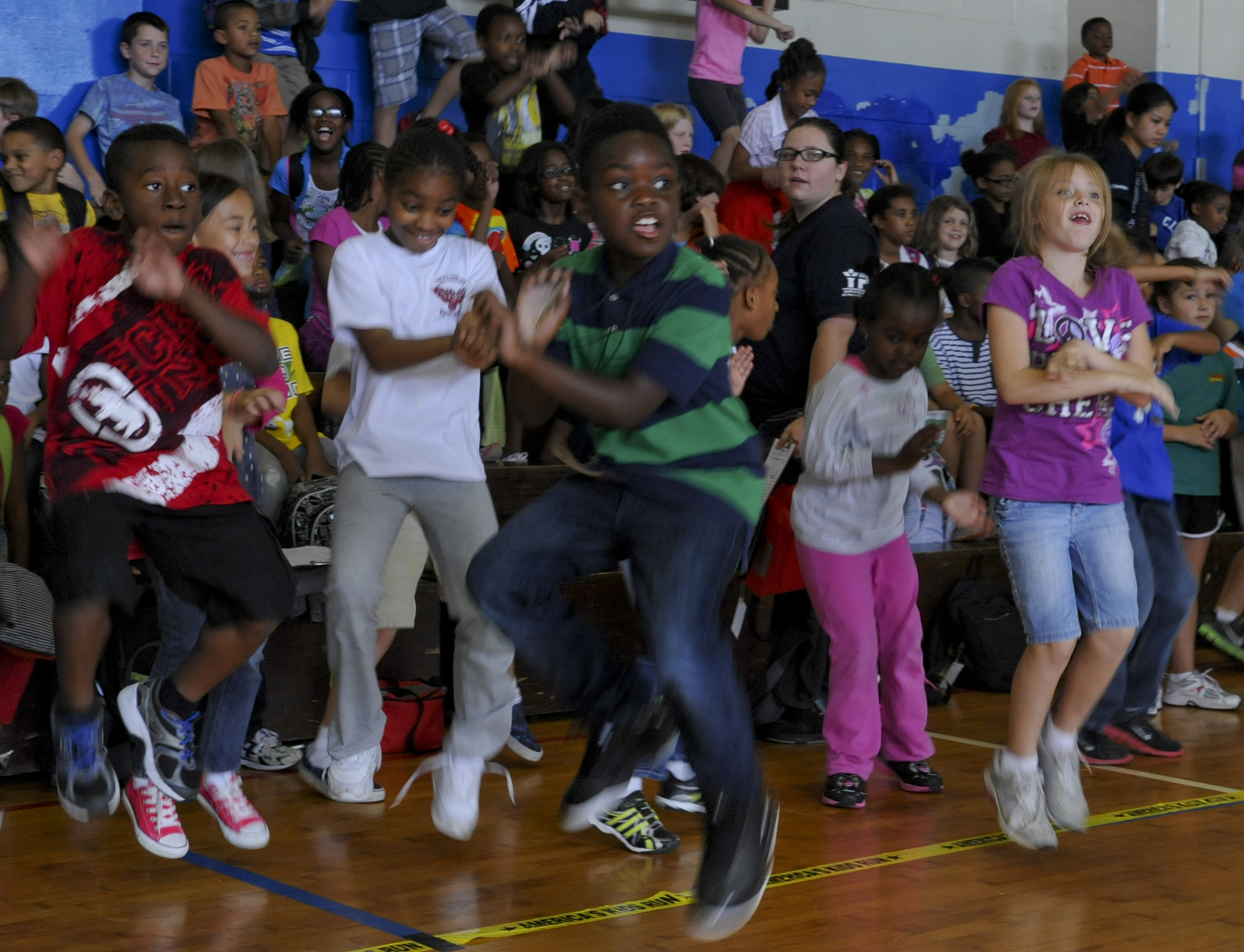
江南スタイルを踊る子供。

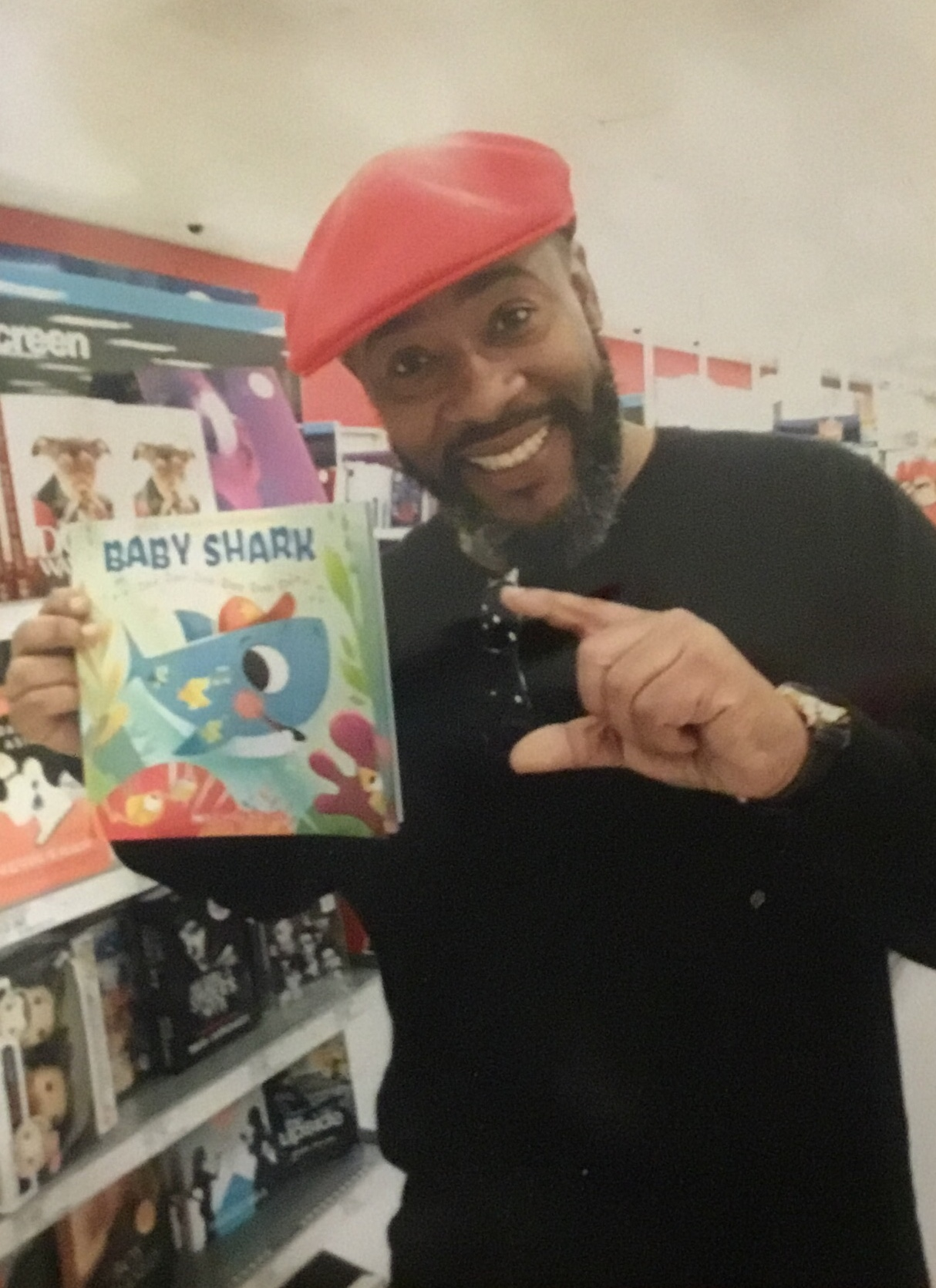
児童向け楽曲「ベイビーシャーク」は、YouTube上で100億回以上視聴された。

#### 映画

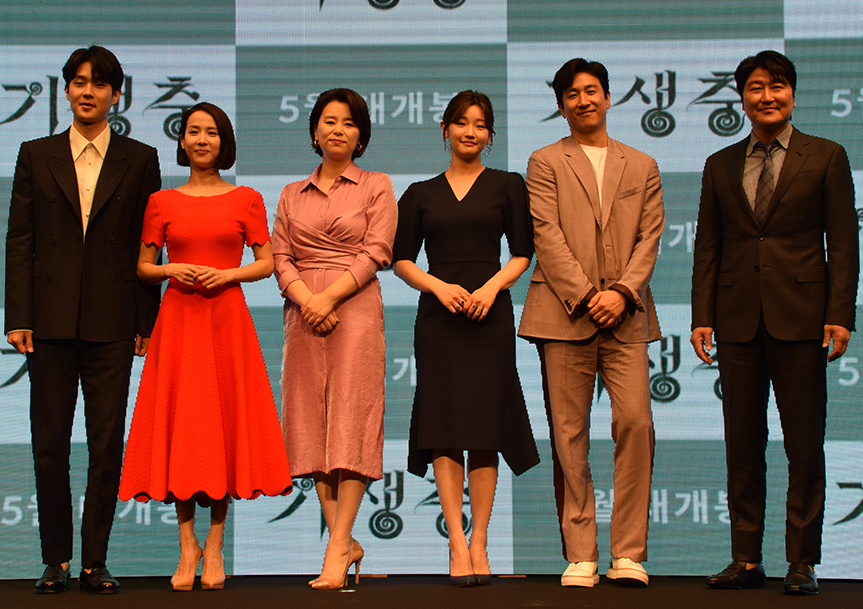
『パラサイト 半地下の家族』はカンヌ国際映画祭最高賞を受賞、同時に米アカデミー賞主要4部門を獲得した。

#### ゲーム

韓国発の大ヒットゲームPUBGは2017年から2019年の間で世界で最もプレイされたゲームとなった。

韓国では、高いインターネット普及率と急速なIT化に伴って国内でオンラインゲームの大衆化が進み、初期のeスポーツ強豪国として知られるまでになった。これを受け、当時韓国企業であったネクソンを筆頭に韓国国内のIT企業は一斉にオンラインゲーム開発に乗り出し、従来のようなビデオゲームではなく、PCを使用しインターネット上の対戦相手と対戦できるようなゲームを販売し、オンラインゲーム市場を独占した。1996年、ネクソンは世界初の映像付きオンラインゲームの開発に成功した。
2017年には韓国のデベロッパーKRAFTONの子会社であるPUBG Studiosが開発した『PUBG: BATTLEGROUNDS』を発売されると、世界的大ヒットを巻き起こした。PUBGはゲーム界にバトルロイヤルという新たなジャンルを確立し、このジャンルからは後にフォートナイトや荒野行動、エーペックスレジェンズなどの人気シリーズが生まれた。PlayStation版が発売されると、コンピューターゲームでMinecraft、グランド・セフト・オートV、Tetris、Wii Sportsに次ぐ世界で5番目に売れたゲームソフトウェアとなった。

#### アニメ

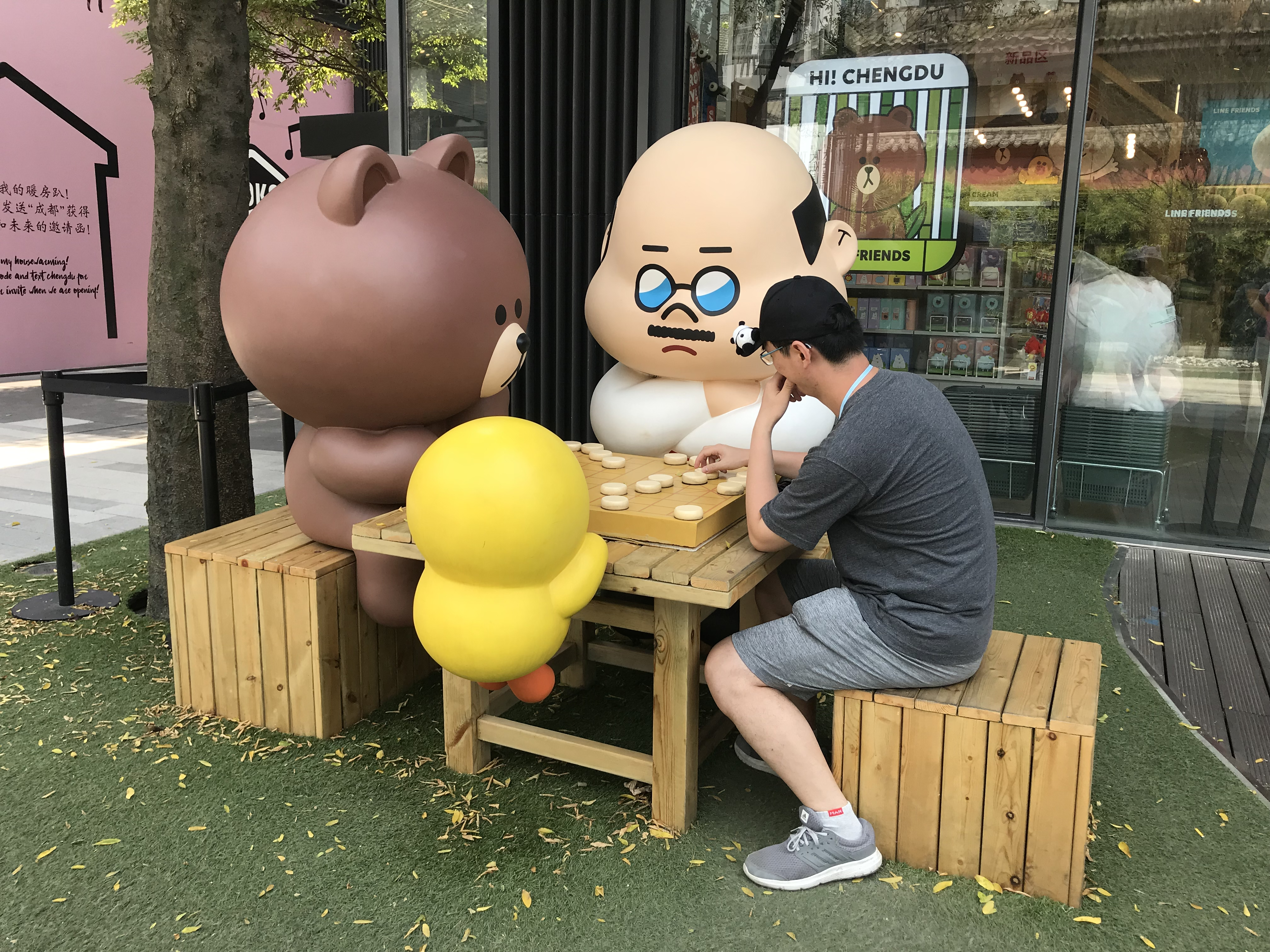
『ラインフレンズ』は日本など海外でも大きな人気を持つ。

また韓国はアニメーション制作大国として知られ、近年は3DCG作品が有名で世界的認知度を持つ作品も多い。特に、児童向けの教育CGアニメーションは、多くの国の放送局で採用されている。
Netflixに配信されているアニメシリーズラーバは同コンテンツ内のアニメ部門で世界1位となった。
日本とのアニメ産業とは昔から密接な関わりがあり、アニメは労働集約型産業で人件費がコストに跳ね返るためかつて日本より人件費の安かった韓国に労働部分を外注に出していた。
日本が国外に部分的に外注したもっとも早い例では、1967年に韓国で動画以降の作業が行われた第一動画の『黄金バット』が当てはまり、続く同社の『妖怪人間ベム』が韓国への外注のはしりとされる。大手のスタジオとなると、1972年から労働争議に揺れていた東映動画が、1973年に『ミラクル少女リミットちゃん』から韓国の大元動画、東紀動画、世映動画に日本人スタッフを派遣し、作画などの技術指導しながら下請けに出すようになる。同国への発注は人件費が高騰する1980年代後半まで続いた。

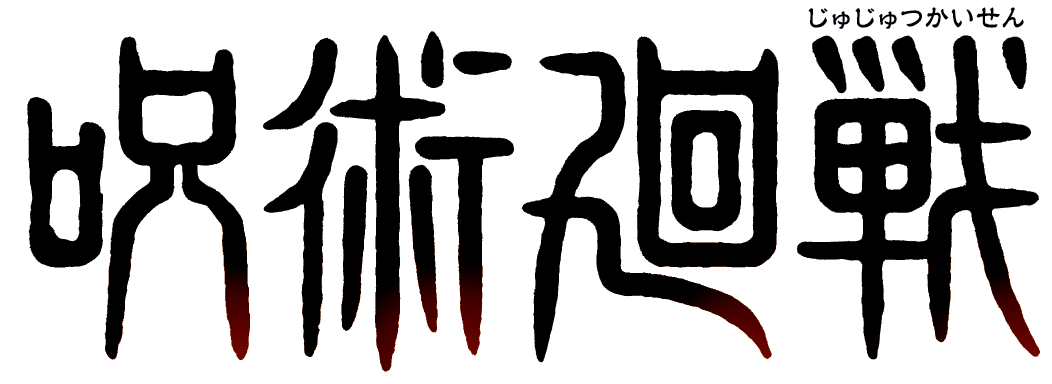
アニメ『呪術廻戦』の作画監督は、韓国出身者が行っている。

東映動画以外でも、竜の子プロダクションは1977年に設立した子会社のアニメフレンドを通じて韓国へグロス出しを行っている。

### 大衆文化における日韓関係
韓国政府による日本の大衆文化に対する規制と段階的撤廃
韓国政府は、長い間「国民感情を害する」との名目により日本の大衆文化が韓国に流入することを禁止してきた（倭色）。このような中、一部の韓国国民は、日本の地上波放送の電波が届く釜山や日本海側沿岸部で日本のテレビ放送を鑑賞する、規制の対象外の日本の輸入書籍を購読する、治外法権のある在韓日本大使館公報文化院を利用する、台湾からの輸入CDや海賊版を購入するなど、規制をかいくぐって限定的ながら日本の大衆文化に接してきた。
韓国政府が日本の大衆文化を段階的に開放したのは1990年代後半の金大中政権からであり、1998年の第1次日本大衆文化開放では漫画販売の全面開放と世界4大映画祭（アカデミー賞と世界3大映画祭）受賞映画と日韓合作映画に限っての映画館上映のみ開放された。翌年の1999年の第2次開放では、年齢制限のない実写版映画の映画館上映と、2000席以下での室内での日本語歌謡公演（コンサートなど）に限って追加開放された。
開放が大幅に進んだのは2000年の第3次開放からであり、日本語歌謡公演の全面開放、日本語歌唱のない日本の音盤（CDなど）販売、PC・オンライン・店舗用ゲーム機（家庭用の据え置きと携帯ゲーム機以外）の販売・稼働、「青少年観覧不可」以外の実写版映画の映画館上映、国際映画祭を受賞したアニメ映画の映画館上映、スポーツ・報道・ドキュメンタリー・韓国で映画館上映された映画の有料放送（ケーブルテレビ・衛星放送）が追加開放された。これを受けて、韓国デジタル衛星放送・スカイライフや多くのケーブルテレビ局が、韓国の総代理店（スバルコリア）を通じて日本放送協会（NHK）に使用料を支払いNHKワールドプレミアムの再送信を行うようになった。ただし地上波放送では依然として厳しい規制が続いた。日本語歌謡公演では、2000年8月にCHAGE & ASKAが韓国女性団体の招聘を受けて蚕室体操競技場で日本人アーティスト初となる大規模公演を2日間開催した。
2002年には日韓ワールドカップ=サッカーワールドカップが韓国と日本により共同開催され、日韓国民交流年として850件を超える交流行事が行われた。これを機に日韓間の文化的交流が爆発的に広まった。草彅剛（SMAP）も、チョナン・カンという名前で韓国で活躍するようになった。
2004年の第4次開放ではさらに開放が進み、実写版映画の映画館上映、音盤（CDなど）販売、ゲーム販売が全面開放された。ビデオでは韓国の映画館で上映されたものに限っての販売・レンタルが開放された。有料放送（ケーブルテレビ・衛星放送）では、生活情報、教養、日本語歌唱、韓国で映画館上映された映画の放送が全面開放され（アニメ映画のみ2006年から）、ドラマについては「12歳以上視聴可」と日韓合作ドラマの放送に限って開放された。日本語公演についても第4次開放以降安室奈美恵、L'Arc〜en〜Ciel、嵐、MISIA、V6、X JAPAN、堂本光一、Perfume、安全地帯などが単独公演を行ってきた。各種イベントに日本人アーティストが出演する機会もある。
一方、地上波放送での日本文化開放は「国民への多大な影響」を名目に強い規制があり、日韓合作以外のドラマ（日本の一般ドラマ）、日本人歌手の公演中継と日本人歌手の韓国国内放送出演以外の日本語歌謡の放送は規制されたままである。韓国で映画館上映されていないビデオの販売・レンタル、連続アニメ番組と娯楽型番組（コメディ・バラエティ・トークショーなど）の放送に関しては、有料放送と地上波放送の両方でいまだに規制されたままである。地上波放送の日本語歌謡の規制については、前述の通り公演中継や韓国国内放送への出演であれば第4次開放で開放されていたが、放送局の自主規制により長らく歌唱の一部を切り取った録画放送にとどめていた。2010年9月10日には、事前に放送通信審議委員会を通したうえでSKE48が「2010ソウルドラマアワード」授賞式で『強き者よ』『青空片想い』を日本語でフルコーラス歌う姿が初めて韓国の地上波テレビで生中継された。
韓国社会における日本に対する表現の自主規制
親日的な言論や大衆文化上の表現に対する法的な規制は撤廃されたが、さまざまなメディアで親日的な表現の事実上の自主規制が行われている。たとえば、2014年にはK-POPガールズグループCRAYON POPの新曲の歌詞に日本語的な表現があるとして、テレビ局であるKBSから放送不適合と判定された。一方、南北和解の進展に伴い、共産主義的な書籍の発行、共産主義的な言論を規制の対象としてきた「国家保安法」の改正が論議されているが、まだ同法は効力を残しており、自主規制のみならず、親北朝鮮的な言論や大衆文化上の表現に対してはさまざまな明文化された規制がある。
韓国における日本の大衆文化の模倣
過去、韓国では模倣や海賊版が多くあり、これらの盗作に対する韓国司法による司法判断では、日本側に不利な判決になることがあった。例えば、角川歴彦によればガンダムの商標権をめぐる争いでは「『ガンダム』はロボットの一般名称であるから問題ない」と一審では拒否された（最終的には商標登録を認められた）。その反面で、日本の出版社が韓流スターの肖像権を侵して提訴されるなどの日本からの知的所有権侵害という現象も起きている。
韓国には大衆文化に限らず、「日本で成功したものは必ず韓国でも成功する」という神話（ジンクス）があると分析する者もおり、特に大衆文化の分野において、さまざまな日本の事物が輸入され『韓国風』への改装を経て韓国市場に出た。金大中政権によって「日本文化開放」が提案された折には、支持の理由として「実現されれば韓国の根深い日本剽窃問題がなくなるから好ましい」との意見を表明する韓国人も多かった。
日本における韓国の大衆文化
一方、日本においては韓国が日本の大衆文化を開放し、日韓ワールドカップが開催されたことからマスコミが韓国を取り上げることが急増した。2003年から2004年にNHKが韓国TVドラマ『冬のソナタ』を地上波放送したことをきっかけに、2004年から2005年にかけて民放テレビ局や女性週刊誌でも頻繁に韓国の芸能情報を報道するようになり、中高年女性を中心として「韓流ブーム」が起きた。しかし、韓国映画のほとんどは赤字を記録した。音楽面では、東方神起やBoAが成功し東京ドームでの講演や紅白歌合戦への参加も行った。2010年以降は日本のテレビメディアに、K-POPグループとしてKARAや少女時代などの韓国のアイドルグループが頻繁に登場した。
その後2017年ごろにはK-POPではTWICE、BLACKPINK、BTSが登場、ドラマでは『愛の不時着』、『梨泰院クラス』など新しい韓流ブームが起こり、2020年代にかけて継続している。これらの第3次、第4次ブームはデジタルネイティブのZ世代を中心に自然発生的に広まったことが特徴であり、YouTubeやSNSを通してコスメ・ファッション・料理など多方面に波及した。
韓国起源説への注目
また、日韓間の人的・経済的交流が広がることによって歴史や伝統を媒介とした文化交流も始まっているが近年、特にインターネット上において日韓間で相違のある歴史認識や伝統文化の取り扱いが問題となっている。たとえば、日韓ワールドカップを境に、韓国や日本のウェブサイトなどを介して、韓国側のマスコミ報道や歴史教育や対日世論が日本側に紹介される事例が増えたが、ここで韓国起源説が注目され物議をかもしている。この問題は現実世界にも波及し、2005年には韓国起源説を大きく取り扱った『マンガ嫌韓流』が日本で出版されベストセラーとなり、韓国でも各種マスコミに報じられたため、韓国でも『マンガ嫌日流』という対抗作品が出版され、日本でも翻訳出版された。韓国起源説のひとつの「コムド起源問題」では、全日本剣道連盟および全日本剣道連盟配下の国際剣道連盟のウェブページで剽窃問題として正式に取り上げられるまでに至った。

### 世界遺産

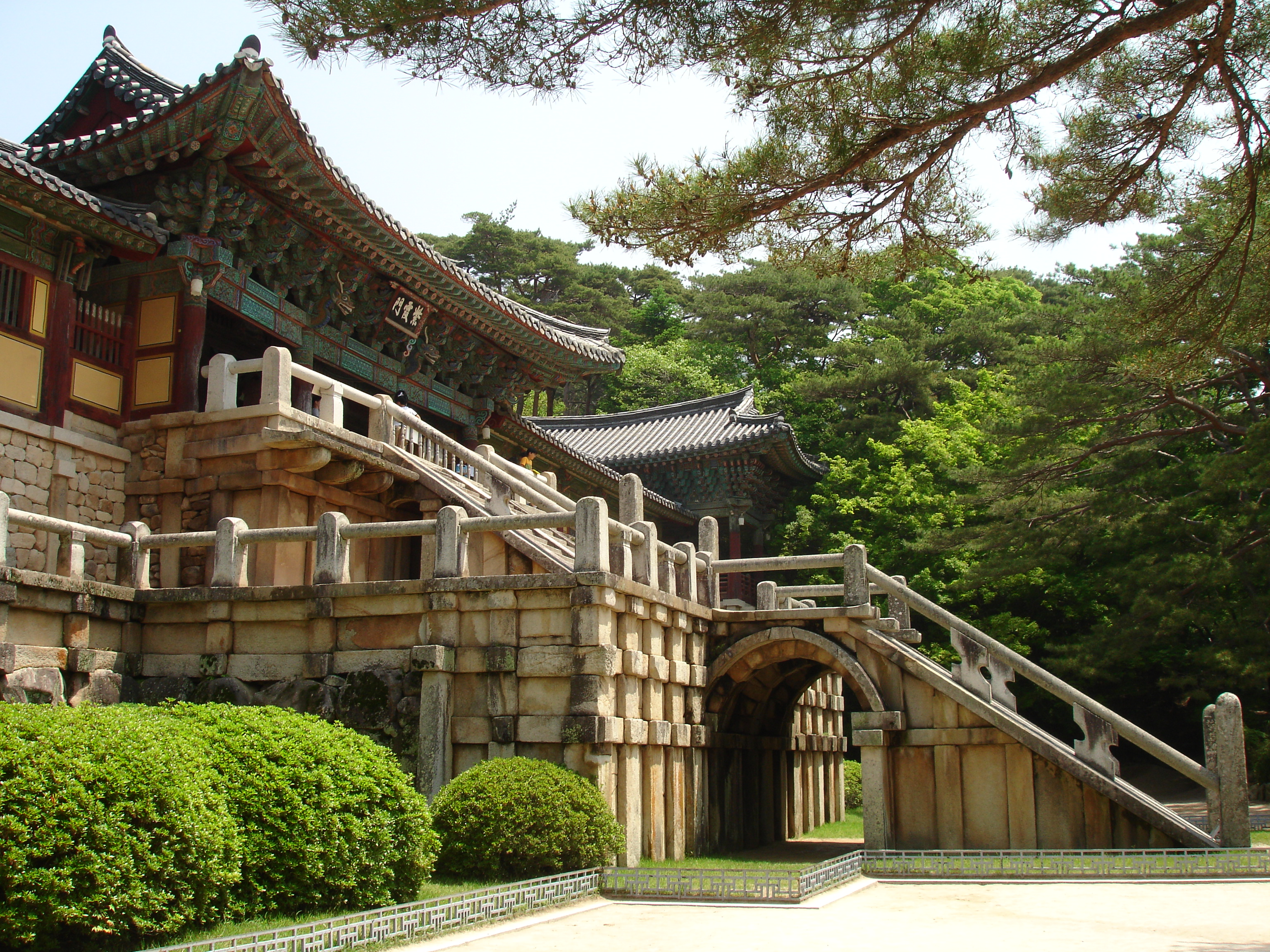
世界遺産・仏国寺

韓国国内には、ユネスコの世界遺産リストに登録された文化遺産が13件、自然遺産が2件存在する。

### 祝祭日
| 日付                                         | 日本語表記        | 現地語表記  | 備考                                                       |
| -------------------------------------------- | ----------------- | ----------- | ---------------------------------------------------------- |
| 1月1日                                       | 新正              | 신정        | 「新暦（太陽暦）の元日」という意味                         |
| 12月30日 (旧暦) 1月1日 (旧暦) 1月2日 (旧暦)  | 旧正月 (ソルラル) | 구정 (설날) | 旧正月、こちらの方が韓国で言う正月                         |
| 3月1日                                       | 三一節            | 삼일절      | 三・一独立運動が起こった日（1919年）                       |
| 5月5日                                       | 子供の日          | 어린이날    | 日本のこどもの日と同じ日                                   |
| 4月8日 (旧暦)                                | 釈迦誕生日        | 석가탄신일  | 日本の「花まつり」に相当                                   |
| 6月6日                                       | 顕忠日            | 현충일      | 殉国者に敬意を払う日                                       |
| 8月15日                                      | 光復節            | 광복절      | 日本統治からの解放を祝う日                                 |
| 8月14日 (旧暦) 8月15日 (旧暦) 8月16日 (旧暦) | 秋夕 (チュソク)   | 추석        | 韓国のお盆                                                 |
| 10月3日                                      | 開天節            | 개천절      | 開国記念日（檀君説話に基づく）                             |
| 10月9日                                      | ハングルの日      | 한글날      | 1446年に世宗大王がハングルを発明し公布したことを記念する日 |
| 12月25日                                     | 聖誕節            | 성탄절      | クリスマス                                                 |

- 休日が集中していた10月初旬の「国軍の日（국군의 날）」（10月1日）と「ハングルの日（한글날）」（10月9日）は、休日の多さが経済発展に悪影響を及ぼす懸念から1991年より公休日でなくなった。しかし、ハングルの日は2013年より公休日に再指定された。
- 「植木日（식목일）」（4月5日）は2006年より公休日でなくなった。
- 「三一節」「制憲節」「光復節」「開天節」「ハングルの日」の五つを「国慶日（국경일）」と呼ぶ。「ハングルの日」は2006年より国慶日となった。
- 「制憲節（제헌절）」（7月17日）は2008年より公休日でなくなった。

### 年齢
現在、韓国では公的には満年齢を使用している（1962年以降）が、民間では数え年が広く使われている。
2023年6月28日から誕生日を基準に年齢を計算する「満年齢統一法」が施行された。

### スポーツ

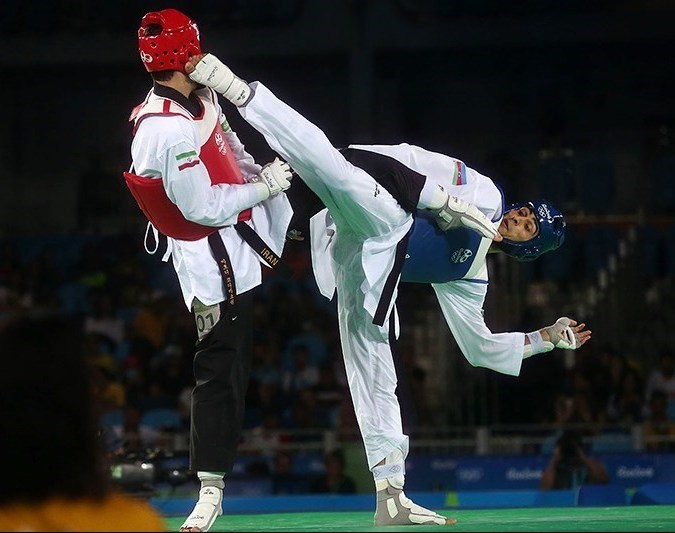
足技が特徴的なテコンドー

韓国では、サッカー・野球・バスケットボール・バレーボール・柔道・ゴルフ・総合格闘技・ボクシング・アーチェリー・卓球・フェンシング・バドミントン・フィギュアスケート・スピードスケート・ショートトラックスピードスケート・カーリングが盛んである。韓国の国技は足技を特徴とするテコンドーであり、2000年シドニーオリンピックから正式競技種目として採用されている。さらには韓国相撲のシルムも存在する。
韓国では1988年にソウル夏季オリンピック・パラリンピック、2018年に平昌冬季オリンピック・パラリンピック、2024年に江原道冬季ユースオリンピックが開催された。
野球においては、1982年に韓国野球委員会（KBO）が発足してKBOリーグがスタートした。サッカーにおいては、1933年に大韓サッカー協会（KFA）が発足して1983年にプロリーグであるKリーグが開幕した。バスケットボールにおいては1996年に韓国バスケットボールリーグ（KBL）、バレーボールにおいては2005年にVリーグ（KOVO）が開幕している。
サッカー

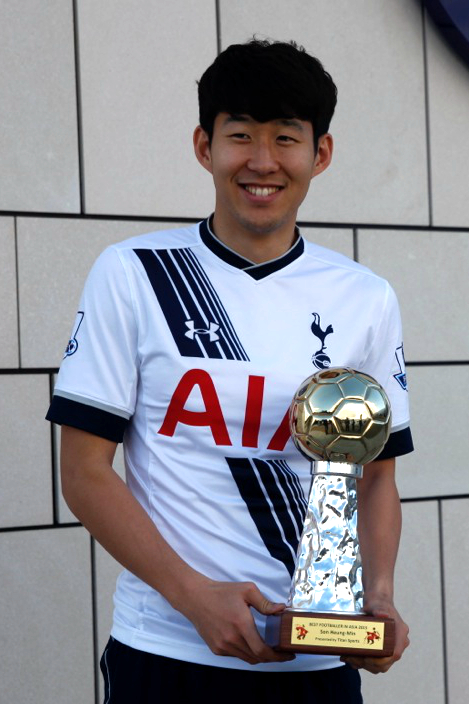
ベスト・フットボーラー・イン・アジアの最多受賞者であるソン・フンミン

韓国ではサッカーが最も人気のあるスポーツである。大韓サッカー協会は1948年に国際サッカー連盟（FIFA）に加盟している。国内サッカー上位リーグの『Kリーグ1』が存在し、その下位リーグに『Kリーグ2』が連なる。AFCチャンピオンズリーグでは浦項スティーラースが通算3度の優勝を数え、FIFAクラブワールドカップにおいても2009年大会で3位に輝いている。
サッカー韓国代表はアジアの国では歴代最多となる11度のFIFAワールドカップへの出場歴がある。2002年には、日本との共同開催という形で『日韓ワールドカップ』開催を実現させている。なお、この大会においてはさまざまな疑惑の判定があったものの、代表チームはオランダ人のフース・ヒディンク監督の下、イタリア代表やスペイン代表といった強豪国を次々に破り、過去最高となる4位の成績を収めた。
さらに韓国は世界的に有名なサッカー選手も数多く輩出しており、1980年代にブンデスリーガで活躍したチャ・ボムグンや、2000年代にマンチェスター・ユナイテッドで活躍したパク・チソン、2015年以降はトッテナム・ホットスパーで活躍し続けているソン・フンミンなど、各年代毎に定期的にワールドクラスの選手を生み出している。
その中でも特にソン・フンミンはUEFAチャンピオンズリーグとプレミアリーグのアジア人最多得点記録保持者であり、アジア人男子選手としては初めてプレミアリーグの年間ベストイレブンに選出された選手である。さらに、2021-22シーズンにはアジア人初となる得点王にも輝いている。ドイツの皇帝ことフランツ・ベッケンバウアーもソンについて、「彼はスーパーな選手。私は彼のプレーが本当に好きだ。速くてダイナミックで、ただゴールを決めるだけでなく、本当に美しいゴールを決める」と称賛している。韓国での人気は絶大であり、ギャラップ調査では「韓国人が好きなスポーツ選手」部門で、2017年から2023年まで7年連続1位に選ばれている。
野球
野球も、サッカーと同様にプロスポーツとして韓国国内では人気がある。1軍チームの「KBOリーグ」と2軍チームの「フューチャーズリーグ」が存在し、野球韓国代表は、2000年のシドニー五輪で初のメダルとなる銅メダルを獲得し、2004年のアテネ五輪への出場は逃したものの野球が正式競技種目として最後の大会となった2008年の北京五輪では、強豪のキューバ代表を破り念願の金メダルを獲得した。しかし、2021年の東京五輪ではまさかの4位に終わり、メダル獲得はならなかった。WBCにおいても2006年第1回大会では準決勝で日本と対戦するも、敗れた。続く2009年第2回大会では決勝まで進んだが、接戦の末にまたしても日本の前に敗れ準優勝に終わった。巻き返しを図った2013年第3回大会と2017年第4回大会、2023年第5回大会ではまさかの1次ラウンドで敗退した。
ウィンタースポーツ
近年では、ウィンタースポーツでも顕著な成績を上げている。中でも2010年のバンクーバー五輪においては、キム・ヨナが女子フィギュアスケートで韓国史上初の金メダルを獲得している。スピードスケートでも、男子ではモ・テボム、女子ではイ・サンファを筆頭に「金メダル3個・銀メダル2個」の快挙を成し遂げた。一方、ショートトラックスピードスケートではこれまでに冬季オリンピックで「金メダル21個・銀メダル12個・銅メダル9個」を獲得するなど、強豪国の一角をなしている。カーリングでも、特に女子では「メガネ先輩」の愛称で知られるキム・ウンジョンの活躍が目立つ。2018年、自国開催の平昌五輪では決勝でスウェーデンと対戦して敗れはしたものの、初となる銀メダルを獲得している。自国開催となった2018年の平昌五輪でも韓国選手団は「金メダル5個・銀メダル8個・銅メダル4個」の計17個のメダルを獲得した。

## 通信・メディア
1961年から1987年までは軍事政権による言論統制が続き新聞業界の再編などが行われた。放送局は民放2局が公営の韓国放送公社（KBS）に統合され残った民放の韓国文化放送（MBC）も65%の株式をKBSが保有し、基督教放送も準国営化されコマーシャルと報道の放送が大幅に規制された。
1987年の民主化宣言以降は言論の自由が一応は保障され、新聞社が増大した。しかし政府が報道内容に干渉することも多く本格的な言論の自由は1998年以降である。最近もKBSとMBCは、日本の日本放送協会（NHK）以上に政府の影響力が強くテレビ報道の内容は政府寄りである。
1990年にはマスコミ統制で一度KBSに統合された東亜放送のチャンネルを使用した民放のSBSをはじめ、宗教放送専門の仏教放送、圓音放送、平和放送、交通情報専門の交通放送、韓国交通放送（名称が類似しているが別組織）、教育放送専門の韓国教育放送公社、国楽のアリラン専門・国楽FM放送などの新局が多数開局、FEBC-Koreaもすでに中波で開局していたソウルと済州島以外の主要都市にFM放送局を開局し、ラジオネットワーク事業に参入を果たした。ケーブルテレビ局を通した専門チャンネルの放送も増えている。
新聞各紙の紙面は1980年代までは日本と似た縦書きだったが現在は欧米と同じ横書きになっている。